# 2019年のテレビ (日本)
2019年のテレビでは、2019年（平成31年/令和元年）のテレビ分野（主に日本）の動向についてまとめる。

## テレビ番組関係の出来事

### 年間
- 【視聴率・情報】この年の主な情報番組の年間視聴率は、テレビ朝日系『羽鳥慎一モーニングショー』が3年連続[1]、フジテレビ系『めざましテレビ』が2年連続[2]、TBS系『ひるおび!』が8年連続[3] でそれぞれ同時間帯1位を獲得。2020年1月6日に各局から発表された。

### 1月
- 1日 - 【バラエティ・特番】TBS系で、かつての人気番組『関口宏の東京フレンドパークII』の復刻版として2017年から年2回放送している、正月恒例の特別番組『関口宏の東京フレンドパーク2019 元日から大激突!! 新春ドラマVSバラエティ番組の顔大集合SP!!』を3時間特番として放送（18時 - 21時）[4]。なお、この回では、いつもの4人ずつ1チームによる連続ドラマ3本の番組対抗戦ではなく、1月期連続ドラマ3本[注 1] の出演者2人ずつ計6人で「ドラマチーム」として1つのチームとなり、人気バラエティ番組[注 2] の出演者6人による「バラエティチーム」と対戦する2チーム対抗戦として行われた[5]（その後本年度は7月1日、10月6日に放送）。
- 3日
  - 【映画】テレビ朝日系にて、2014年に日本公開されたディズニーアニメ映画『アナと雪の女王』と、2018年に同じく日本公開された同作の短編アニメ映画『アナと雪の女王/家族の思い出』を放送（18時30分 - 20時58分）[6][注 3]（後者は地上波初放送）[6]。
  - 【スポーツ・バラエティ】 テレビ東京系で、桑田佳祐（歌手、サザンオールスターズ）がプロデュースするボウリング番組『桑田佳祐のレッツゴーボウリング 日米オールスター頂上決戦!』を放送（16時30分 - 17時55分）。番組では日米の現役トッププロ選手による対抗戦、桑田自身も村田雄浩と共に投球を披露するなど豊富な内容が盛り込まれた[7]。
  - 【トーク・災害】 この日の18時5分から放送していたNHK総合のトーク番組『あなたが主役 50ボイス「大河ドラマ“いだてん〜東京オリムピック噺〜”ボイス」』は、18時10分ごろの熊本県で震度6弱の地震が発生したため、特設ニュース（18時11分 - 18時50分）挿入により途中打ち切りとなった。なお同番組は1月5日1時55分 - 2時38分（4日深夜）に改めて放送を行った[8]。
- 6日
  - 【スポーツ・公営競技】いずれもフジテレビ系〈東日本エリア・沖縄県〉
    - （5日深夜）競馬展望情報番組『馬好王国〜UmazuKingdom〜』[注 4] は、この日の放送を最後に番組開始からアシスタント（執事）を務めた堤礼実（フジテレビアナウンサー）が番組を離任した[9]。
    - 競馬中継番組『みんなのKEIBA』は、この日の放送より司会者にはDAIGO（歌手・タレント）が登板、また前述の『馬好王国〜UmazuKingdom〜』から移動する形で堤礼実がアシスタントに起用される[10][11]。
- 7日
  - 【情報・近畿広域圏】朝日放送テレビ（ABCテレビ）の早朝枠情報ワイド番組『おはよう朝日です』では、1月から「サキヨミEnter」など番組内コーナーを担当する新リポーター6人が登板。新年最初となるこの日の放送では小嶋花梨（NMB48）ら新リポーター6人が自己紹介を行った[12]。
  - 【情報】前年11月に膀胱がんの根治手術のため休養していたフジテレビ系『情報プレゼンター とくダネ!』のメインキャスターを務める小倉智昭（フリーアナウンサー）がこの日から番組に復帰。復帰は5日に発表された[13]。
- 9日
  - 【バラエティ】フジテレビ系で、『志村けんのバカ殿様』の恒例正月スペシャルを放送（19時 - 21時[注 5]）。今回はお笑いコンビ・ダウンタウンの浜田雅功が1998年1月3日放送分以来21年ぶりに出演[14]。「偽バカ殿」に扮し、真のバカ殿である志村けんを扇子やハリセンで叩き、志村もハリセンで浜田を叩いたりビンタを食らわすなとバトルの応酬を繰り広げた[15]。なお、その模様は6月25日の『志村けんのバカ殿様 豪華ゲスト大集合SP』でも放送された。
  - 【バラエティ・不祥事】TBS系『水曜日のダウンタウン』の昨年12月26日に放送したお笑いトリオ・安田大サーカスのクロちゃんを檻に入れ公開する企画で見物人が多数押し寄せて大混乱を来したことについて、新年1回目の放送となるこの日の番組の最後でテロップとナレーションにより謝罪した[16]。
- 10日 -【バラエティ】毎日放送制作・TBS系のバラエティ番組『プレバト!!』は、1月3日放送の正月スペシャルを以て番組を降板した豊崎由里絵（毎日放送アナウンサー）に替わり、この日の放送から玉巻映美（同）が新アシスタントとして登板する[17]。
- 10日・11日 -【報道】『BSフジLIVE プライムニュース』（BSフジ（2K・4K））は、2018年12月末で妊娠による体調への配慮のために番組を降板したアシスタントキャスターの生野陽子[注 6]（フジテレビアナウンサー、木・金曜担当）に替わり、10日の放送から月・火曜担当の竹内友佳（同）が木曜も担当[18]。また翌11日放送分からは梅津弥英子（フジテレビアナウンサー）が金曜担当のアシスタントキャスターとして登板する[18]。
- 11日 - 25日 - 【情報】日本テレビ系情報ワイド番組『ZIP!』は、1月21日に放送開始から2000回を迎えることを記念して11日 - 25日の2週間に亘り「SPECIAL WEEKS」と題する感謝キャンペーンを展開。この期間には一部コーナーで花澤香菜や蒼井翔太ら人気声優がナレーションを担当するなどの特別企画も行われた[19]。
- 11日 - 【バラエティ・BPO】放送倫理・番組向上機構（以下BPOと記載）の放送倫理検証委員会は、週刊文春（文藝春秋）が祭り企画でのやらせ疑惑を報じた日本テレビ系『世界の果てまでイッテQ!』について審議入りしたことを発表。同疑惑については日本テレビ社長の大久保好男が昨年11月の民放連の定例会見で否定している[20]。
- 12日 - 26日 - 【クイズ・紀行】TBS系の長寿クイズ番組『日立 世界・ふしぎ発見!』（日立グループ単独提供）が放送1500回を迎えるのを記念して「1500回シリーズ」と題した特別企画を放送。千葉雄大（俳優）や小島瑠璃子（タレント）らがミステリーハンターとしてリポートに挑戦。また1500回を迎える19日は放送枠を25分拡大してスペシャル版として放送した（21時 - 22時19分）[21]。
- 13日（12日深夜） - 【スポーツ・公営競技】フジテレビ他『馬好王国〜UmazuKingdom〜』（東日本エリア）は、この日の放送より『みんなのKEIBA』のアシスタントに回った堤礼実（フジテレビアナウンサー、前述）に代わり、2018年12月まで『みんなのKEIBA』を担当していた小澤陽子（同）が入れ替わる形で登板[10][11]。
- 15日 - 【スポーツ・放送事故・北海道】北海道テレビ（HTB、テレビ朝日系）で12日午前に放送した『FFFFF』（エフファイブ）で、冒頭のパートが二度放送されるトラブルがあったことがこの日判明。同局は原因を調査すると共に19日に正式な番組を改めて放送した[22]。
- 16日（15日深夜） - 【トーク・近畿広域圏】関西テレビにて、2012年3月まで同局で放送されていた『グータンヌーボ』のリニューアル版となる『グータンヌーボ2』（フジテレビを除く一部のFNS系列局で放送あり）[注 7] を放送開始。MCは長谷川京子（女優）、田中みな実（フリーアナウンサー）、滝沢カレン（タレント）、西野七瀬（女優・元乃木坂46）の4人。
- 17日 - 【バラエティ】日本テレビ系『ぐるぐるナインティナイン』の人気コーナー「グルメチキンレース・ゴチになります!」の第20弾となる今年1回目の放送で、前年限りでクビとなった渡辺直美（お笑い芸人）と橋本環奈（女優）に代わる新メンバーとしてお笑いコンビ・千鳥のノブと土屋太鳳（女優）が加入[23]。ノブはゴチバトルにも参加したが、いきなり最下位となり自腹を支払う羽目になった[24] が、土屋が別の仕事で参加していなかったのでクビレースには加算されなかった。なお、前シーズン（2018年・第19弾）の最終戦でVIPチャレンジャーの中条あやみ(のちのゴチメンバー)と志村けん(ザ・ドリフターズ)の誤差を上回り、ミッションに失敗した矢部浩之（ナインティナイン）は今シーズンからのゴチレギュラー復帰は果たせなかった。
- 19日 - 【キッズ・特番】NHK教育テレビジョン（Eテレ）にて、放送開始60周年を記念し、この日の16時 - 16時59分に特別番組『Eテレ60 みんな集まれ! キルトが紡ぐ思い出キャラクター』を放送。番組の司会は林家たい平（落語家）、三田寛子（タレント）、山崎莉里那（子役）が務めた[25]。
- 20日 - 【単発枠・編成】フジテレビ系日曜ゴールデンタイムの単発番組枠『ニチファミ!』が終了[注 8]、1年4か月の歴史に幕（それから9ヶ月後の10月20日より『日曜THEリアル!』を放送開始。→10月20日の出来事も参照）。
- 21日・23日・24日・26日 - 【スポーツ】NHK総合にて、全豪オープン2019の錦織圭、大坂なおみ出場試合を生中継。
- 26日 - 【料理・トーク・バラエティ】TBS系『人生最高レストラン』で、2017年1月の番組開始以来アシスタントを務めていた笹川友里（TBSアナウンサー）がこの日の放送をもって卒業することが番組内で発表された[27]。なお笹川は1月27日に自身が担当するTBSラジオ番組『笹川友里 プレシャスサンデー』にて第1子を妊娠していることを発表した[28]。このため笹川は他の担当番組も順次降板する見込み[29]。
- 27日  -【バラエティ・ドキュメンタリー】フジテレビ系日曜21時枠[30] にて、ヒロミ（タレント）が司会進行を務め、日本各地で“青春を賭けて”頑張る若者たちを紹介していく青春バラエティ番組『アオハル (青春) TV』を放送開始。新レギュラーとして、ジャニーズ事務所所属グループ、Sexy Zoneメンバーの菊池風磨・佐藤勝利らが加入。初回は20時からの2時間スペシャルを放送した[31]。しかしながら視聴率低迷により、8月18日をもって、僅か7か月で打ち切り終了となった[32]。
- 28日 - 【情報・福岡県】九州朝日放送（KBC、テレビ朝日系）にて、羽鳥慎一（フリーアナウンサー）と宮本啓丞（KBCアナウンサー）の月1回の冠レギュラー番組となる『羽鳥×宮本 福岡好いとぉ』（毎週月曜19時 - 20時、初回は18時30分からの30分前拡大放送）が放送開始[33]。同局でのゴールデンタイムにおけるローカル番組は同番組が初めてとなり、羽鳥がローカル番組の司会を務めるのは同番組が初めてであった[33]（ - 12月2日）。
- 30日（29日深夜） - 【バラエティ・近畿広域圏】関西テレビにて、お笑いコンビ・和牛の関西地方での初冠レギュラー番組となる『和牛のギュウギュウ学園』を放送開始[34]。

### 2月
- 1日 - 【紀行・ドラマ】フジテレビは、7日未明（6日深夜）に放送予定だった『美しき酒呑みたち』（BSフジ制作）について、出演する俳優のAが強制性交の疑いで警視庁にこの日逮捕されたことを受け、『レイメイキ』に差し替えることを発表すると同時に、『メディアミックスα』枠（関東ローカル）で再放送中だったドラマ『プライド』（2004年作品）の4日から6日放送分についてAが出演している部分を編集して放送することを決定した[35]。
- 2日 - 【料理・トーク・バラエティ】TBS系『人生最高レストラン』は、前週で卒業した笹川友里に替わり二代目アシスタントとして宇賀神メグ（TBSアナウンサー）がこの日の放送から就任[27]。
- 3日
  - 【アニメ】朝日放送テレビ制作・テレビ朝日系日曜8時30分枠のアニメ『プリキュアシリーズ』の第16作『スター☆トゥインクルプリキュア』放送開始（東映アニメーション制作、 - 2020年1月26日）。シリーズ初の宇宙人のプリキュアが登場し、主人公の星奈ひかる（キュアスター）役はアイドルグループ・でんぱ組.incの成瀬瑛美が担当する[36]。
  - 【バラエティ・教養】フジテレビ系日曜20時台にて、お笑いコンビ・オードリーが司会進行を務め、サイエンスプロデューサーの米村でんじろうの冠レギュラーによるサイエンスバラエティ番組『でんじろうのTHE実験』を放送開始（初回は20時 - 21時54分までの2時間SPで放送）。
- 7日 - 22日 - 【バラエティ】関西テレビ制作・フジテレビ系列の一部で放送の人気長寿バラエティで上沼恵美子の冠番組『快傑えみちゃんねる』[注 9] がフジテレビ（関東広域圏）でもネットを開始[注 10]。フジテレビでのネット第1弾として『メディアミックスα』（月 - 金曜日15時50分 - 16時50分）枠にて、遅れ集中ネットを実施した[37]（ただし放送順は関西テレビとは異なる）。
- 15日 - 【アニメ】テレビ東京は、同局で放送されている幼児向けバラエティ番組『きんだーてれび』（月 - 金曜 7時30分 - 7時35分）内で4月3日より放送予定だった、ゆるキャラの「ちぃたん☆」を主人公にしたアニメ『妖精ちぃたん☆』の放送を見合わせると発表した。「ちぃたん☆」については高知県須崎市が同市マスコットキャラの「しんじょう君」の著作権を侵害しているとして活動停止を求める事態となっていた[38]。
- 16日・23日 - 【教養・バラエティ】NHKアーカイブスが貯蔵する膨大な歴史映像を厳選し「え!? こんなところでカメラが回っていたの?」という世界の貴重歴史映像についてクイズ形式で紹介する『映像発掘バラエティー たけしのその時カメラは回っていた』をNHK総合にて2週に亘り、19時30分 - 20時43分枠で放送。番組の司会はビートたけし（北野武）（漫才師、映画監督）が務めた[39]。
- 20日 - 【情報・アニメ・放送事故】 フジテレビ系『めざましテレビ』内で放送中のアニメ『紙兎ロペ』で、誤って前日の19日に放送した内容が再放送されるトラブルがあり、めざましテレビの最後でキャスターを務める三宅正治（フジテレビアナウンサー）が謝罪した。同日放送予定の回は翌21日に改めて放送した[40]。
- 23日 - 【特番・北海道】NHK札幌放送局および北海道内民放5局（北海道放送（HBC、TBS系）・札幌テレビ放送（STV、日本テレビ系）・北海道テレビ（HTB、テレビ朝日系）・テレビ北海道（TVh、テレビ東京系）・北海道文化放送（UHB、フジテレビ系））共同制作・同時生放送による特番『みんなで道フェス!2019』を放送（14時 - 15時）。メインパーソナリティーはいずれも北海道出身の大泉洋（タレント・俳優）とお笑いコンビ・タカアンドトシが務めた[41]。
- 25日 -【情報・バラエティ・東京都】東京メトロポリタンテレビジョンの夕方情報バラエティ番組『5時に夢中!』（群馬テレビ・とちぎテレビ・KBS京都・サンテレビへもネット）のアシスタントを務めている上田まりえ（フリーアナウンサー）が、体調不良を理由に当面の間番組を休演することがこの日の放送にて発表された[42]。なお上田は、3月19日に行われたラジオ局・文化放送の定例社長会見の場で自律神経障害と診断されていたことを明らかにした[43]。
- 26日 - 3月8日【バラエティ】関西テレビ制作で放送のローカルバラエティで『やすとも・友近のキメツケ!※あくまで個人の感想です』[注 11] がフジテレビ（関東広域圏）でもネットを開始[注 12]。フジテレビでのネット第1弾として『メディアミックスα』（月 - 金曜15時50分 - 16時50分）枠にて、遅れ集中ネットを実施した（ただし放送順は関西テレビとは異なる）。

### 3月
- 1日 - 【報道】
  - テレビ朝日系『報道ステーション』のフィールドリポーターを務めた八木麻紗子（テレビ朝日アナウンサー）が、第2子妊娠による産休入りを理由としてこの日の放送を最後を番組を退いた[44]。
  - 【配信】BSフジ・BSフジ4Kで放送の『BSフジLIVE プライムニュース』がインターネット同時配信を開始。民放キー局系のBSテレビ局が、レギュラー番組で同時配信を行うのは初の事例となる[45]。
- 2日 - 【音楽】出産のためフジテレビ系『シオノギ・ミュージックフェア』[注 13] の司会を昨年5月から休んでいた仲間由紀恵（女優）がこの日の放送から復帰。これに伴い代役を務めていた加藤綾子（フリーアナウンサー・元同局アナウンサー）は2月23日放送分で任務を終了した[46]。
- 8日 - 【映画】日本テレビ系『金曜ロードSHOW!』で、昨年（2018年）公開され大ヒット作品となった上田慎一郎監督の『カメラを止めるな!』をテレビ初放送の上完全ノーカットで通常より10分拡大の23時4分まで放送[47]、さらに放送開始冒頭から約40分間は一切CMを挟まずに放送した[48]。平均視聴率は11.9%（ビデオリサーチ調べ、関東地区、世帯・リアルタイム）だった[49]。
- 9日・10日 - 【スポーツ】野球日本代表（侍ジャパン）の2019年初戦『ENEOS 侍ジャパンシリーズ2019「日本×メキシコ」』（京セラドーム大阪）をテレビ朝日系・BS朝日・BS朝日4K（9日）、TBS系・BS-TBS・BS-TBS 4K（10日）、J SPORTS 3（両日）にてそれぞれ生中継した。
- 9日 - 【お笑い・近畿広域圏】1970年代から1980年代にかけて桂三枝（後の六代 桂文枝）および明石家さんまの主演で一世を風靡した朝日放送（後の朝日放送テレビ）のコメディ番組『花の駐在さん』（吉本興業制作）が、2月23日にクールジャパンパーク大阪TTホールにて『さんま・岡村の花の駐在さん』と題して1日限りで復活して上演された公演の模様について、朝日放送テレビはこの日の15時 - 16時30分枠（関西ローカル）に放送。本作では明石家さんまが主演を務め、岡村隆史、桂文枝、西川きよし、間寛平らがゲストとして出演した[50]。
- 10日
  - 【編成】東日本大震災から8周年を迎える前日となったこの日、NHK総合にて特集番組『明日へつなげよう〜震災から8年〜』を放送（プロローグ7時45分 - 8時、第1部10時5分 - 11時54分、第2部13時30分 - 15時）[51]。また同日の『NHKのど自慢』は宮城県気仙沼市から公開生放送を実施し13時30分まで拡大して放送、ゲストにはフォークデュオ・ゆずが出演した。なお、同日行われた『第74回びわ湖毎日マラソン』はこの年はEテレに放送波を移譲して中継放送された（12時15分 - 15時）。
  - 【お笑い】関西テレビ・フジテレビ系にて、毎年恒例の"ひとり芸"No.1決定戦『R-1ぐらんぷり2019』決勝戦を生放送（19時 - 21時[注 14]）。司会は雨上がり決死隊（宮迫博之・蛍原徹）と三田友梨佳（フジテレビアナウンサー）が務め[52]、霜降り明星・粗品が優勝し、史上初となるM-1グランプリとの二冠を達成した[53]。また、粗品には優勝者特番として『霜降り明星・粗品が今一番やりたい企画TV』が贈られ、7月15日（14日深夜）に放送された[54]。
- 11日 - 【バラエティ】テレビ朝日系『中居正広の身になる図書館』がこの日のスペシャル『中居正広のスポーツ!号外スクープ狙います!』（20時30分 - 21時48分）をもって終了[55]。なお同局は中居正広司会の新番組を準備している[56] としていたが、後述するように、全編ローカルセールス枠ながらも土曜12時 - 13時に『中居正広のニュースな会』を放送開始した。
- 12日 - 【バラエティ・静岡県】静岡朝日テレビ（あさひテレビ・SATV、テレビ朝日系）は、『ピエール瀧のしょんないTV』（テレビ朝日系一部局や独立局でも周回遅れ放送あり）について、出演者に問題が生じたことを理由として番組公式サイトを閉鎖すると共に、公式Twitterのアカウントを削除した[57][58]。なお、同局は3月13日午前、同番組の扱いについて「15日0時40分 - 1時10分（14日深夜、通常より15分遅れ）の放送予定を取り消し、放送を休止する」ことを広報部のTwitterにて発表[59]。その後、15日に番組そのものを打ち切ることを決定し、発表した[60]。
- 13日 - 【教養・バラエティ】NHK総合、爆笑問題司会の教養バラエティ番組『探検バクモン』（2012年5月2日 - ）がこの日で終了、7年の歴史に幕。
- 15日 - 【ドキュメンタリー】CBCテレビは、同社制作のドキュメンタリー番組『ゲンバビト』（TBS系列局ネット全国放送）について、出演者の不祥事を受けて番組の編集に支障が生じたことにより3月に放送を予定していた全ての回を中止すると共に、前年度に同時間帯で組まれていた紀行バラエティー番組『旅ずきんちゃん』のスペシャル版を放送することを発表した[61][62]。
- 16日 - 【トーク】NHK総合『土曜スタジオパーク』MC陣の一人で2年間担当した渡辺直美（タレント）がこの日の放送をもって卒業[63]。
- 17日 - 【教養・情報】NHK Eテレの将棋講座・情報番組『将棋フォーカス』は、平成30年度最終放送のこの日を以て2015年4月より隔週で司会を務めた将棋棋士の山崎隆之（八段）と中村太地（七段）ならびに、同じく2015年4月からアシスタントを務めた伊藤かりん（アイドル歌手、乃木坂46（当時））の3人が卒業[64]。
- 18日
  - 【トーク・追悼】テレビ朝日系『徹子の部屋』は、3月17日に内田裕也（ロック・ミュージシャン）が死去したことを受け、この日の放送について当初予定していた前川泰之&政井マヤ夫妻の回を差し替え[注 15]、内田の追悼特集に切り替えて放送した[65]。
  - 【バラエティ 深夜番組としては、3月13日まで毎週水曜0時20分 - 0時50分（火曜深夜）に放送されていたKis-My-Ft2出演の『10万円でできるかな』が前述の『中居正広の身になる図書館』の後番組として、この日から月曜20時 - 20時54分に全国ネットのゴールデンタイム番組に昇格（初回は21時48分までの2時間スペシャル）。なお、この昇格は1月19日放送の同2時間スペシャルにて発表された[55][56]。
- 20日・21日 - 【スポーツ】日本テレビ系にて、MLB日本開幕戦として東京ドームで開催される「アスレチックス×マリナーズ」戦を生中継（20日は18時30分 - 20時54分、21日は19時 - 20時54分）。
- 20日
  - 【賞】TBS系『世界遺産』が日本地理学会賞を社会貢献部門で受賞したことが、この日、同局から発表された。テレビ番組が同賞を受賞したのは2011年にNHK総合『ブラタモリ』が団体貢献部門で受賞して以来8年ぶり2例目、社会貢献部門では『世界遺産』が初[66][67]。
  - 【音楽】NHK総合にて、桑田佳祐（サザンオールスターズ）が昭和と平成の大衆音楽について語る音楽特番『桑田佳祐 大衆音楽史「ひとり紅白歌合戦」〜昭和・平成、そして新たな時代へ〜』（22時 - 23時10分）を放送。番組内では桑田のスペシャルインタビューや、桑田自身が過去3回行ったソロライブ「ひとり紅白歌合戦」を紹介するほか、前年の紅白歌合戦での秘話も紹介された[68]。なお、BSプレミアムで4月30日に拡大特別版で放送された（後述）。
- 22日 - 【スポーツ・近畿広域圏】朝日放送テレビで毎年プロ野球シーズン中に放送されていた阪神タイガース応援番組『虎バン』（CS放送・スカイAでも時差ネットで放送）について、2019年以降はレギュラー放送を行わないことがこの日判明。以後は単発特番として放送される見込み[69]。
- 23日
  - 日本テレビ系
    - 【バラエティ】『月曜から夜ふかし』（プラチナイト月曜）特別編として、通常の改編期のゴールデン・プライムタイム特番とは異なる内容の特番『月曜から夜ふかし特別版 平成のテレビ問題大清算スペシャル』（19時 - 21時54分）を放送[70]。
    - 【スポーツ】深夜枠スポーツニュース番組『Going!Sports&News』は、この週の放送で当番組気象情報担当を1年間務めた水谷果穂（女優、土曜）とトラウデン直美（タレント、日曜）の2名が番組を卒業[71]。
- 24日
  - （23日深夜）【お笑い】NHK総合にて、1999年 - 2010年に放送されたお笑い番組『爆笑オンエアバトル』が放送開始から20周年を記念して、復活特番『爆笑オンエアバトル20年SPECIAL 〜平成最後の年に一夜限りの大復活!〜』（0時30分 - 2時）を放送。司会は同番組から輩出されたお笑いコンビ・タカアンドトシが務め、番組前半はアンジャッシュ、おぎやはぎ、ダンディ坂野、テツandトモ、東京03、ドランクドラゴン、はなわ、北陽、ますだおかだといった同番組出身芸人らがスタジオに集結して思い出を語ったほか、後半は放送当時と同様、若手芸人10組によるオンエアバトルを展開した[72][73]。
  - 【音楽・バラエティ】NHK BSプレミアム『AKB48 SHOW!』（2013年10月5日 - ）が終了、5年半の歴史に幕[74]。
  - 【紀行・バラエティ】1995年4月から2008年9月まで毎日放送制作・TBS系で放送された『世界ウルルン滞在記』がスペシャルとして10年ぶりに一夜限りで復活（21時 - 22時48分）。今回は竹内涼真（俳優）がミャンマーでホームステイし、現地の子供たちと触れあう様子などを放送した。司会は徳光和夫と設楽統（バナナマン）が担当した[75]。
  - 【情報】フジテレビ・関西テレビの共同制作による、フジテレビ系情報ワイド番組『Mr.サンデー』は、2013年4月より2代目アシスタントを務めた椿原慶子（フジテレビアナウンサー）が、第1子妊娠による産休入りのため、この日の放送を最後に退く[76]。
- 25日 - 【ドラマ・単発枠】TBS系 2時間ドラマ枠『月曜名作劇場』が終了[77]。これに伴い、同系列における2時間ドラマのレギュラー枠は消滅する[77]（最終回は23時7分までの3時間超え枠の拡大版で放送）。
- 26日
  - 【バラエティ・新潟県】（25日深夜）テレビ新潟（TeNY、日本テレビ系）で放送されていたNGT48の冠バラエティ番組『NGT48のにいがったフレンド!』はこの日の放送を以て終了[78]。
  - 【教養・バラエティ】BSテレ東・BSテレ東 4Kの動物バラエティ番組『まさはる君が行く!ポチたまペット大集合』（2012年6月6日放送開始、当時：BSジャパン）が、この日の2時間SPを最後に足掛け7年に亘るレギュラー放送を終了、今後は不定期特番で継続予定[79]。
  - 【音楽】 NHK総合ではこの日22時より『竹内まりや Music&Life 〜40年をめぐる旅〜』と題する40分の音楽特番を放送。シンガー・ソングライターの竹内まりやが2008年以来のテレビ番組に登場し、デビュー以来40周年の歩みなどを紹介すると共にこれからの思いについても語った[80]。
- 27日
  - 【紀行・バラエティ】NHK総合、平日昼の紀行バラエティ生番組『旬感☆ゴトーチ!』（2018年4月2日 - ）がこの日の放送を最後に1年で幕。なお、4月からこの枠は一週間すべて収録番組と一部レギュラー番組の再放送枠に切り替わったため、『ひるのプレゼント』（1970年 - 1991年）以来49年間続いた正午台の生放送番組枠が消滅した[81]。
  - 日本テレビ系
    - 【バラエティ】2014年4月から『ヒルナンデス!』の水曜レギュラーを務めていたお笑いコンビ・ハリセンボンがこの日の放送をもって番組を卒業[82]。
    - 【バラエティ】中居正広冠司会の『ナカイの窓』（2012年10月 - ）が終了、6年半の放送に幕[83][84]。
- 28日 - 【バラエティ・トーク】テレビ朝日系「ネオバラエティ」水曜日に放送の『マツコ&有吉 かりそめ天国』が、この日の20時 - 21時48分枠でゴールデンタイムのスペシャル番組として放送[85][86]。
- 29日
  - NHK
    - 【地域報道・関東広域圏】関東広域圏で放送の『首都圏ネットワーク』のキャスターを2016年4月より担当した合原明子（NHKアナウンサー）が、この日を以て3年務めた番組を離任[87]。
    - 【報道】『ニュース7』の平日版メインキャスターを2017年4月より務めた鈴木奈穂子（NHKアナウンサー）が産前産後休業入りを理由としてこの日を以て2年務めた番組を離任[87][88]。
    - 【報道】平日23時台の『ニュースチェック11』（2016年4月4日 - ）が、この日の放送を以て3年の歴史に幕[87][88]。

  - 日本テレビ系
    - 【情報】平日朝の情報番組『ZIP!』で第3代女性MCを務めてきた川島海荷（女優、2016年10月3日より在任）がこの日をもって勇退。また、2011年4月1日の放送開始から8年間金曜パーソナリティとして出演してきた鈴木杏樹（女優）および、料理コーナー『MOCO'Sキッチン』→『おもてなしMOCO』レギュラーを務めた速水もこみち（俳優）もそれぞれ、この日を最後に同番組を卒業した[89]。
    - 【紀行・ドキュメンタリー・バラエティ】深夜番組『アナザースカイ』（金曜23時 - 23時30分）がタイトル改題・リニューアルのため、第1シリーズはこの日が最終回となり、第5代女性MCを務めてきた中条あやみ（女優・ファッションモデル、2016年10月7日より在任）がこれにあわせて最後に卒業した[90][91]（番組名改題前最終回はプロ野球開幕戦の15分延長により、23時15分 - 23時45分に15分押しで放送）。

  - テレビ朝日系
    - 【情報】平日朝の情報ワイド番組『羽鳥慎一モーニングショー』（ANNフルネット24局+ANNフルネット局の置局のない県のNNN2局へも系列外ネット[注 16]）のアシスタントを放送開始の2015年10月より3年6か月務めた宇賀なつみ（テレビ朝日アナウンサー、当時）が、3月末日での自身のテレビ朝日退職に伴い、この日の放送を最後に番組を卒業した[92]。
    - 【報道】平日昼枠の『ワイド!スクランブル』内包の『ANNニュース』（11時45分 - 11時56分）を2016年4月より担当した下平さやか（テレビ朝日アナウンサー）が、自身の家庭の都合[注 17] による業務縮小を理由としてこの日の放送を以て番組を降板した[93]。

  - （28日深夜）【トーク・バラエティ・教養】稲垣吾郎（元SMAP）がSMAP時代から冠司会を務めていたTBS系深夜枠の本を紹介していたトークバラエティ番組『ゴロウ・デラックス』（2011年4月 - ）が終了。8年間の歴史に幕[94]。
  - 【情報・関東広域圏】テレビ東京の情報番組『よじごじDays』（関東ローカル）は、2代目司会者を2017年10月から1年6か月務めた竹﨑由佳（テレビ東京アナウンサー）が、この日の放送を最後に番組から離任した[95]。
  - 【情報】フジテレビ系『直撃LIVE グッディ!』は、2015年3月の放送開始以来、4年間キャスター陣の一人として番組に出演した三田友梨佳がこの日の放送を最後に勇退[96]。
  - 【報道・経済】BSテレ東・BSテレ東4Kの平日プライムタイムの経済ニュース番組『BSニュース 日経プラス10』のメインキャスターを2014年4月より務めた小谷真生子（フリーキャスター）が、この日の放送を最後に5年間担当した番組を勇退[97]。
  - 地方局
    - 【地域報道・情報・近畿広域圏】読売テレビの早朝枠ローカル情報番組『朝生ワイド す・またん!』にて、2010年の番組開始から9年間出演したニュース解説担当の辛坊治郎（ジャーナリスト、元読売テレビ解説委員）がこの日の放送を最後に番組を勇退[98]。
    - 【地域報道・情報・近畿広域圏】関西テレビの夕方枠ローカルニュース番組『報道ランナー』にて、2017年3月の放送開始から木・金曜のサブキャスターを担当した中島めぐみ（関西テレビ放送アナウンサー）がこの日の放送を最後に番組を離任[99]。
    - 【地域報道・情報・中京広域圏】CBCテレビの夕方枠ローカル報道・情報番組『イッポウ』（2006年4月3日 - ）が終了、13年の歴史に幕。
    - 【地域報道・情報・静岡県】静岡朝日テレビの夕方枠ローカルワイド番組『とびっきり!しずおか』のニュースゾーン「AsahiTV News」を2015年4月から担当している赤間優美子（静岡朝日テレビアナウンサー）が、この日の放送を最後に4年間担当した番組から勇退[100]。
- 30日
  - （29日深夜）【音楽】TBS系で、2018年の放送を見送ったシンガーソングライターの小田和正がホストを務める『クリスマスの約束』に代わる特別番組『風のようにうたが流れていた』（0時20分 - 1時50分）を放送[101]。
  - フジテレビ系
    - 【報道・情報】土曜早朝枠報道・情報番組『めざましどようび』は、2018年4月よりメインキャスターのひとりとして出演した宮澤智（フジテレビアナウンサー）がこの日の放送を以て番組を離任[102]。
    - 【バラエティ】紀行バラエティ番組『もしもツアーズ』の2002年10月の番組開始から16年半にわたってレギュラー出演していた三瓶（お笑い芸人）がこの日の放送をもって番組を卒業[103]。

  - 朝日放送テレビ
    - 【紀行】テレビ朝日系（同系フルネット局の置局のない一部の県の日本テレビ系3局でも系列外ネット）の旅行番組『朝だ!生です旅サラダ』のコーナーである「ヒロドが行く!日本縦断コレうまの旅」のリポーターを担当しているヒロド歩美（朝日放送テレビアナウンサー）が、この日の放送を最後に2015年8月1日[注 18] から出演した同番組を勇退した[104]。
    - 【オーディション・近畿広域圏】関西ローカルにて、動画投稿者などを対象とした異色オーディション番組『新世代スターアワード NEXT 〜あなたもテレビで活躍しませんか?〜』（23時30分 - 翌0時55分）を放送。番組の司会は陣内智則が務め、特別審査員として西川きよし（漫才師）が出演した[105]。

  - 【情報・静岡県】静岡朝日テレビの土曜午前枠（9時30分 - 10時25分）の情報番組『サタハピ しずおか』がこの日の放送を最後に前身の『筧利夫のサタ☆ハピ!しずおか』から通算して4年の歴史に幕[106]。
- 31日
  - 【情報・健康】CBCテレビ制作・TBS系の健康情報番組『健康カプセル!ゲンキの時間』の司会を番組開始から務めた三宅裕司（俳優・タレント）と渡辺満里奈（タレント）がこの日をもって卒業。
  - 【報道】2018年4月に開始したフジテレビ系の昼ニュース『FNNプライムニュース デイズ』、夕方ニュース『プライムニュース イブニング』（一部地域では特定の曜日に改題して放送）を終了（平日版に限れば29日終了）[107][108]。
  - 【ドキュメント】テレビ東京系日曜21時 - 21時54分に放送していた『日曜ゴールデンの池上ワールド 池上彰の現代史を歩く〜Walking through Modern History〜』がこの日をもってレギュラー終了。翌4月からは不定期放送に降格となり、同月8日から『池上彰の現代史を歩く〜Walking through Modern History〜』に番組名改題の上不定期放送を開始。
- 31日・4月1日 -【スポーツ】- 日本テレビ系週末の深夜枠スポーツニュース番組『Going! Sports&News』（通常編成時は土・日曜23時55分 - 翌0時55分）は、この週の放送から当番組気象情報担当として、31日（日曜）[注 19] から山崎紘菜（女優、土曜版）と4月1日（月曜）[注 20] から永島聖羅（タレント・元乃木坂46、日曜版）の2名が登板する[71]

### 4月

#### 4月上期
- 1日
NHK
  - この日より2019年度編成を開始、
  - NHK総合
    - 【地域報道・関東広域圏】関東広域圏ローカル報道番組『首都圏ネットワーク』は、この日の放送よりサブキャスターに中山果奈（NHKアナウンサー）を起用する[87]。
    - 【報道】『NHKニュース7』の平日版の新メインキャスターとして、3月まで平日正午のニュースを担当していた瀧川剛史（NHKアナウンサー）が就任。またサブキャスターを高井正智、上原光紀（いずれもNHKアナウンサー）が務める[87][109][110]。新年度編成初日は19時40分までの10分拡大版で放送。
    - 【報道】前週まで放送されていた『ニュースチェック11』に代わり、この日より『ニュースきょう一日』（月 - 金 23時20分 - 23時35分）を新設。キャスターは井上あさひ（NHKアナウンサー）が務める[87][88]。
    - 【ドキュメンタリー・バラエティ】月曜22時 - 22時50分枠に新設するドキュメント・バラエティ番組『逆転人生』を放送開始。司会は山里亮太と杉浦友紀（NHKアナウンサー）が務める[87][111]。

  - NHK Eテレ
    - 【キッズ】長寿子供番組『おかあさんといっしょ』のたいそうのおにいさんが小林よしひさから福尾誠へ14年ぶりに、従来の身体表現のおねえさんに代えてたいそうのおねえさんが新たに設けられて、上原りさから秋元杏月へ7年ぶりに、それぞれ交代[112]。

日本テレビ系
  - 【情報】『ZIP!』は、この週の放送から4代目女性メイン司会者に同局アナウンサーの徳島えりかが就任[113][注 21]。また、気象予報士の小林正寿（月・水・金担当）とくぼてんき（火・木曜担当）両名が加入、お天気キャスター担当3年目となる貴島明日香（ファッションモデル）[注 22] とのコンビで気象情報を担当する。
  - 【報道】新元号『令和』の発表がこの日11時40分頃に執り行われたことにより、日本テレビは10時25分 - 12時55分に『NNN news every.特別版「平成」の次は?新元号誕生まですべて見せます』をこの日の『news every.』の通常放送とは別途に放送した。なお同日の『ヒルナンデス!』については60分繰り下げ・短縮の12時55分 - 13時55分に「短縮版」の形で放送された。

テレビ朝日系
  - 【情報】午前枠の情報ワイドショー番組『羽鳥慎一モーニングショー』は、この日の放送より前週までアシスタントを務めていた宇賀なつみの後任として、同日にテレビ朝日に入社した新人アナウンサー：斎藤ちはる（元アイドル歌手、乃木坂46元所属メンバー）を抜擢起用した[114]。この日は新元号発表関連のニュースを報じるために通常放送とは別枠で9時55分 - 10時25分に『ANN報道特別番組 羽鳥慎一モーニングショー』も別途放送。
  - 【情報】昼枠の情報番組『ワイド!スクランブル』は、この日の放送からメインキャスターの大下容子（テレビ朝日アナウンサー）の名が冠された『大下容子ワイド!スクランブル』に番組名が変更され、第2部の放送時間が20分繰り下げ・短縮の12時50分 - 13時40分となる（第1部は従前通り10時25分 - 12時、一部地域では10時30分または11時45分に飛び乗り）[115]。なお、MC冠つき番組名変更後第1週（1日 - 5日）に限り、「第2部」の開始時刻を繰り上げ、前拡大する（1日は12時開始・2 - 5日は12時30分開始。これは『帯ドラマ劇場』第2期開始が1日開始ではなく、8日開始であり、さらに1日は『徹子の部屋』も休止のため）。なお、1日の第1部はテレビ朝日系列フルネット全24局でのみの放送となるが、いずれの局でもフルネットでの放送となる（第1部の内包番組『ANNニュース』は臨時で休止）。
  - 【バラエティ】これまで土曜22時10分 - 23時10分[注 23] で放送されていた『陸海空 地球征服するなんて』はこの日から「ネオバラエティ」枠へ移動し、タイトルも『陸海空 こんなところでヤバイバル』に変更。さらにインターネットテレビ『AbemaTV』とも連動し、「ヤバイ司令官」役で髙嶋政宏（俳優）が新たに加入[116]。

TBS系
  - 【情報】平日早朝枠の『はやドキ!』は、この週よりメインキャスターが前週までの高野貴裕（TBSアナウンサー）から山本匠晃（同）と皆川玲奈（同）に交代する[117]。
  - 【情報】平日早朝枠の『あさチャン!』はこの週より産前産後休業から復帰の加藤シルビア（TBSアナウンサー）が加入、スポーツコーナーは月曜と火曜が熊崎風斗、水 - 金曜が日比麻音子（共にTBSアナウンサー）が担当する[118]。
  - 【報道】新元号発表がこの日11時30分ごろと決定されたことから、9時55分 - 12時55分に『JNN報道特別番組「まもなく新元号発表!」歴史的瞬間いまなにが?』を放送する。これにより、『ひるおび!』は「午後」のみの放送となり、65分繰り下げ・短縮の13時 - 13時55分に「短縮版」を放送。なお、通常時「ひるおび!・午前」の終盤のローカル枠で放送している各局別のローカルニュースは単独番組扱いで12時55分 - 13時に放送。
  - 【報道・情報】CBCテレビの制作により、TBSをはじめとする一部系列局でも番販ネットしている午後のワイドショー『ゴゴスマ -GO GO!Smile!-』（13時55分 - ）は、この週より制作局でもTBSの当時の飛び降り点である15時49分終了に変更される[119]。またこの日からIBC岩手放送（IBC、岩手県）、チューリップテレビ（TUT、富山県）、熊本放送（RKK、熊本県）の3局で新規にネットされることになり、ネット局が11局に拡大する[120] が、北海道放送のみ通常編成時に行使していた15時40分での飛び降りネットを、東北放送・熊本放送でもこの日から通常編成時に実施。また同番組では毎週水曜日のコメンテーターに古舘伊知郎（フリーアナウンサー）が加入し、3月まで水曜コメンテーターであった東国原英夫（政治評論家）が木曜へ異動する[121]。

テレビ東京系
  - 1日（3月31日深夜） - 【アイドル・バラエティ】アイドルグループ：日向坂46（旧けやき坂46）の冠番組にしてテレビ東京制作のアイドルバラエティ番組『ひらがな推し』（毎週月曜1時5分 - 1時35分〈日曜深夜〉、関東ローカル）が、グループ名の改名（けやき坂46⇒日向坂46）などがあったことにより、この日の放送を最後に番組リニューアルを理由として1年間の歴史に幕を閉じる形で放送終了となった[122]。
  - 【報道】新元号発表がこの日11時30分ごろと決定されたことから、『昼サテ』（通常時は11時13分 - 11時35分）を5分後拡大とし、11時40分まで5分後拡大して[注 24]、『昼サテスペシャル』として放送した[123]。
  - 【報道】月 - 金曜夕方の情報番組『よじごじDays』（関東ローカル、平日15時40分 - 16時54分・「祝日かつ月 - 金曜」15時55分 - 16時54分）は、3代目司会者として松丸友紀（テレビ東京アナウンサー）がこの日の放送から登板する[95]。

フジテレビ系
  - 【報道】新元号発表がこの日11時30分ごろと決定されたことから、9時50分 - 11時55分に『FNN特報 列島縦断LIVE!ようこそ新元号SP』を放送する。
  - 【報道】この日より新ニュースブランド『Live News』を立ち上げ[96][124]。全日通しての夕方は『Live News it!』として平日版のメインキャスターに加藤綾子が就任し、脇を木村拓也（同局アナウンサー）と風間晋（同局報道局解説委員）が固め[125]、また週末版のキャスターは竹内友佳と野島卓（いずれも同局アナウンサー）が務める。
  - 【情報・ワイドショー】 情報ワイドショー『直撃LIVE グッディ!』は、前週までキャスターを務めていた三田友梨佳が『FNN Live News α』へ異動することに伴い、この日の放送より宮澤智（フジテレビアナウンサー）が三田の後任として加入、また倉田大誠（同）が1年ぶりに番組に復帰する[126]。
  - 【食・紀行・ミニ番組】日本の農業と食にスポットを当てた新ミニ番組『四季彩キッチン』（月曜21時54分 - 22時、ただし4月1日の第1回は改編期のため54分繰り下げ、22時48分 - 22時54分の放送）を開始。ナビゲーターに林修（予備校講師）を起用[127]。

NHKの各放送局ならびにキー局以外の5大系列局のローカル編成および独立局・BS・CS
  - BSデジタル
    - 【報道・経済】BSテレ東・BSテレ東4Kのプライムタイムの経済ニュース番組『BSニュース 日経プラス10』は、この週の放送から新メインキャスターとして榎戸教子（フリーアナウンサー）が登板する[97]。また同番組の火曜日担当サブキャスターには竹﨑由佳（テレビ東京アナウンサー）が起用される[95]。
    - 【報道】BSフジ・BSフジ4Kの『BSフジLIVE プライムニュース』は、4月より出演者の交代およびシフト変更を実施。アンカーマンに2018年3月以来、1年ぶりの番組復帰となる反町理（フジテレビ放送局解説委員長）を起用、またアシスタントキャスターには竹内友佳（フジテレビアナウンサー）が前年に引き続き続投して月曜日から水曜日まで担当し、木曜日・金曜日担当として長野美郷（フリーアナウンサー）が起用される[128]。

  - 東京メトロポリタンテレビジョン（TOKYO MX）
    - 【情報】MX1（091ch・メイン）で放送の夕方の情報番組『5時に夢中!』の8代目となる番組アシスタントとして、上田まりえに代わりこの日の放送から大橋未歩（フリーアナウンサー）が登板する[129]。
    - 【スポーツ】月曜20時枠で、東京に本拠を置くプロおよびアマチュアスポーツにスポットを当てた生放送番組『TOKYO LOVE SPORTS』を放送開始。キャスターは登坂淳一（フリーアナウンサー・元NHKアナウンサー）と稲村亜美（タレント）が務め、コメンテーターを水内猛（元サッカー選手）、またリポーターとして宮下純一（元競泳選手）と室伏由佳（元陸上競技選手）が担当する[130]。

  - 【報道・中京広域圏】CBCテレビで、中京ローカルの夕方新報道番組『チャント!』（15時49分 - 19時）を開始[119]。TBS制作『Nスタ』のネット受けについては、前番組の『イッポウ』同様、「第2部」のJNN協定適用部分のみ実施。
  - 【近畿広域圏】NHK大阪放送局
    - 【地域報道】NHK大阪【総合】の朝枠ローカルニュース番組『おはよう関西』は、前週までの二宮直輝・芳賀健太郎（共にNHKアナウンサー）に代わり、この週より狩野史長・牛田茉友（同）にキャスターが交代[131]。
    - 【地域報道】NHK大阪【総合】の夕方枠ローカルニュース番組『ニュースほっと関西』は、前週までの近田雄一&石橋亜紗（共にNHKアナウンサー）に代わり、この週より二宮直輝&川﨑理加（同）に交代[131]。

  - 【情報・近畿広域圏ほか】毎日放送『ちちんぷいぷい』（宮崎放送・南日本放送にも改編前は15時50分までの第1部のみネット）は、この日から放送時間を従来より約2時間短縮して15時49分までの放送とし、ネット局3局で放送時間が15時49分終了に変更の上統一される。毎日放送ではさらにこれに引き続いて新情報生番組『ミント!』を開始（15時49分 - 19時）。また『ちちんぷいぷい』のMCは月・火曜が山中真、水 - 金曜が河田直也（いずれも毎日放送アナウンサー）が務め、『ミント!』はMCを大吉洋平が、ニュースキャスターを西靖（いずれも毎日放送アナウンサー）がそれぞれ務める[132]。TBS制作『Nスタ』のネット受けについては、従前通り「第2部」のJNN協定適用部分のみ実施（従前は単独番組扱いで放送）。
  - 【情報・近畿広域圏】朝日放送テレビ『キャスト』（月 - 金曜15時50分 - 17時53分・18時15分 - 19時）は、この週から放送開始時間を15時50分に繰り上げ、新たにレギュラー出演者として関西ジャニーズJr.出身のユニット・なにわ男子を起用する[133]。また月曜日のコーナー担当にヒロド歩美、喜多ゆかりの同社女子アナを起用、金曜には同社顧問の道上洋三が自身11年ぶりのテレビ登場で、1970年代に放送されていた『モーニングジャンボ奥さま8時半です』（TBS系[注 25]）以来となるレギュラーとして「道上さんの中継」コーナーを津田理帆（同社アナウンサー）と共に担当する[134]。
  - 【報道・情報・近畿広域圏】関西テレビ『報道ランナー』は、この週より放送開始時間を2分繰り上げて16時45分からとする。また同番組サブキャスター担当曜日も変更となり、薄田ジュリア（フリーアナウンサー）が月 - 木曜の担当、竹上萌奈（関西テレビアナウンサー）が前週までの中島めぐみに替わって金曜を担当（竹上は火・水曜のスポーツコーナーも担当）となる[99]
  - 【報道・情報・静岡県】静岡朝日テレビ『とびっきり!しずおか』のニュースゾーン「AsahiTV News」は、この日の放送から広瀬麻知子（静岡朝日テレビアナウンサー）が、新たにキャスターとして登板する[135]。
  - 【情報・石川県】北陸朝日放送（HAB、テレビ朝日系）で、3月29日終了の『2時はどきどき5ch』（月 - 金曜14時 - 14時45分、13時55分 - 14時に事前枠『もうすぐ2時どき』も別途放送）の後番組として、同番組の放送時間繰り下げの上『HABスーパーJチャンネル』（月 - 木曜16時45分 - 19時・金曜16時45分 - 18時53分、改編後はいずれも16時50分開始）を内包させた形の自社制作の夕方ワイド新番組『ギュッ!と石川 ゆうどきLive』（月 - 木曜15時52分 - 19時・金曜15時52分 - 18時53分、本編はいずれも16時50分まで）を開始[136]
- 2日
  - 【報道】NHK総合『クローズアップ現代+』は月曜の放送を廃止して火曜から木曜までの週3日放送に縮小し、放送時間を22時 - 22時30分の30分とする[137]。また同番組はメイン司会の武田真一（NHKアナウンサー）は続投するが、リポーターを一新し、高山哲哉、合原明子、栗原望のNHKアナウンサー3名が新たに起用される[87]。
  - 【報道】フジテレビは前日より立ち上げたニュースブランド『Live News』のうち、この日から[注 26] 通常編成時における月 - 木曜の夜・土曜未明について、『FNN Live News α』として月曜から木曜は三田友梨佳、土曜は内田嶺衣奈（いずれも同局アナウンサー）がキャスターを務める[124]。全日通しての昼は当初予定より1日遅れての開始となるが、『FNN Live News days』として平日版のキャスターを島田彩夏（月 - 金曜）、奥寺健（月 - 水曜）、野島卓（木・金曜）、週末版を山中章子（いずれも同局アナウンサー）が務める[96][125]。
  - 【情報】日本テレビ（首都圏、中京圏、熊本県にてネット放送）の午前枠情報番組『バゲット』の気象情報担当として、この日の放送より宮崎由衣子（気象予報士）が加入した[138]。
  - テレビ朝日系
    - （1日深夜）【バラエティ】この日から毎週火曜（月曜深夜）0時20分 - 0時50分に『しくじり先生 俺みたいになるな!!』を1年半ぶりにレギュラー放送再開（一部地域では遅れネットまたは非ネット）。初回ではクロちゃん（安田大サーカス）によるしくじり授業が行われた[139]。
    - 【バラエティ】金曜21時台に放送されていた『金曜★ロンドンハーツ』はこの週より火曜日の「ネオバラエティ」枠へ移動。枠移動に伴いタイトルも火曜21時枠時代の『ロンドンハーツ』に復す[140][141]。

  - TBS
  - 【情報・経済・関東広域圏】TBSの経済情報ミニ番組『ビジネスクリック』（火 - 金曜 0時55分 - 0時58分〈月 - 木曜深夜〉・土曜 0時15分 - 0時20分〈金曜深夜〉）は、この週よりキャスター陣を一新。火曜：阿部菜渚美（女優）、水曜：中城あすか（モデル）、木曜：菜波（モデル）、金曜：榊原美紅（女優）、土曜：井口綾子（タレント）が新たに登板する[142]。
- 2日・5日 - 【バラエティ・全国放送化】2012年4月より中京テレビで放送中の『オードリーさん、ぜひ会って欲しい人がいるんです!』（当初は中京ローカル、後に日本テレビを除く一部同系列局と近畿広域圏の独立局の一部でもネット）が4月からNNS加盟全29局ネット番組に移行し（ただし、加盟各局で放送日時は異なる。）、制作局では2日から火曜0時59分 - 1時29分（3月までより5分後拡大）に、日本テレビでは5日から金曜1時29分 - 1時59分に新規にネット開始[143]。
- 3日
  - 【教養】NHK総合の歴史教養番組『歴史秘話ヒストリア』（NHK大阪制作）は、4月よりナビゲーターとして渡邊佐和子（大阪局アナウンサー）が登板する[87]。
  - 【バラエティ】日本テレビ系にて過去に10回特番として放送された、『過去にメディアなどに取り上げられた事象・人物の“その後”を直撃する』人物探索バラエティ番組『衝撃のアノ人に会ってみた!』をレギュラー化し、水曜19時 - 19時56分に新設する[144]。司会は徳井義実（チュートリアル）と桝太一（日本テレビアナウンサー）が担当する（初回は20時54分までの2時間スペシャル）。
  - BS朝日・BS朝日4K
    - 【音楽】『日本の名曲 人生、歌がある』は、2013年10月の番組開始から司会を務めた五木ひろし（歌手）に代わり、二代目司会者として布施明（歌手）がこの日から就任すると同時に、タイトルも『日本の名曲 世界の名曲 人生、歌がある』に変更。布施がレギュラーの歌番組の司会[注 27] を務めるのは実に約50年ぶりとなる[145] はずだったが、その後3月に声帯ポリープを患ったことにより延期（6月より仕事復帰、7月3日放送より就任）、この日の放送（3時間スペシャル）は石川さゆり、千昌夫、吉幾三が代役を務め、また布施の着任までの間は週替わりで出演者の中から代役司会者でつないだ[146]（→7月3日の出来事も参照）。
    - 【バラエティ】水曜22時枠で、過去2回特番として放送された春風亭昇太（落語家）がナビゲーターを務める『春風亭昇太の少年時代工房』をレギュラー化してこの日から放送開始[147]。
- 3日・5月4日（5月3日深夜）
  - 【深夜枠・編成】日本テレビ系列で深夜のエンターテインメント枠『プラチナイト』（3月までは月 - 木曜23時59分 - 翌0時54分。月 - 水曜版は日本テレビ制作、木曜版は読売テレビ制作）について、新たに土曜0時30分 - 0時59分に日本テレビ制作による「金曜版」も5月4日から開始した[148] が、3月まで当該時間に日本テレビをはじめとする半数の系列局で同時放送していた『プラチナプラス』の放送時間・放送のセールス形態を変えずに、枠だけをそのまま置き換える格好になる。なお枠の放送日拡大に伴って放送開始されるレギュラーの新番組は5月4日開始の『新・日本男児と中居』[149] である（なお、4月6日 - 27日は『プラチナイト』金曜版開始前のため、つなぎで毎週異なる穴埋め番組を放送）。なお、水曜版のレギュラー番組としては、『ナカイの窓』の後枠として、中京テレビ制作の新レギュラー番組『それって!?実際どうなの課』を3日から開始[150]。
- 4日
  - 【報道】テレビ東京系『モーニングサテライト』はこの日より木・金曜担当のサブキャスターに、産休から復職した秋元玲奈（同局アナウンサー）を起用[151]。
  - 【情報・ファッション】NHK BSプレミアムでは、渡辺直美（タレント）が世界のファッションインフルエンサーをナビゲートする新番組『渡辺直美のナオミーツ』（毎週木曜 23時 - 23時29分）を開始[152]。
  - 【報道・近畿広域圏】読売テレビ『かんさい情報ネットten.』はこの日の放送から木・金曜担当のサブキャスターとして入社2年目となる同局アナウンサーの澤口実歩が就任[153]。
- 5日
  - 【バラエティ】よしもと所属のお笑いコンビ、霜降り明星が出演する金曜未明（木曜深夜）枠の冠バラエティ2本が、この日未明（4日深夜）から関東・静岡地区のテレビ朝日系列局でそれぞれ放送開始された（2020年現在も継続中）。
    - 【関東広域圏】テレビ朝日では、金曜1時59分 - 2時29分枠にて『霜降りバラエティ』が放送開始。放送後にTVerおよびau「ビデオパス」でも配信される。
    - 【静岡県】静岡朝日テレビでも、金曜0時25分 - 0時55分枠にて『霜降り明星のあてみなげ』が放送開始[154]。一部地域のANN系列局のほか、TOKYO MXでも16日（15日深夜）より遅れネット開始。

  - 【音楽】NHK Eテレのクラシック音楽番組『ららら♪クラシック』は、4月より新たにアシスタントとして石橋亜紗（NHKアナウンサー）が起用される[87][155]。
  - 日本テレビ系
    - 【情報】『ZIP!』金曜日、鈴木杏樹の後任となる第2代メインパーソナリティに、元アマチュアレスリング選手の吉田沙保里が就任[113]。
    - 【紀行・ドキュメンタリー・バラエティ】『アナザースカイ』はこの日から『アナザースカイII』に番組名改題の上、「アナザースカイ」からの通算で6代目女性MCとして、広瀬アリスが就任[91]（ただし、番組名改題後初回は『金曜ロードSHOW!「平成狸合戦ぽんぽこ」』（ノーカット版）の35分後拡大のため、23時35分 - 翌0時5分に放送した）。

  - 【報道】テレビ朝日系『報道ステーション』の気象情報担当として、2019年新入社女性アナウンサーの下村彩里（テレビ朝日アナウンサー）がこの日より毎週金曜に登板[156]。
  - 【トーク・バラエティ】TBS系『中居正広の金曜日のスマイルたちへ』ではこの日、2時間12分SP（20時57分 - 23時9分）で放送。この回のゲストとして志村けん（ザ・ドリフターズ）が出演、志村のこれまでの半生やいかりや長介（ザ・ドリフターズリーダー、俳優。2004年没）への思いなどを語った[157]。なお翌2020年3月に志村が70歳で急逝したため、同年4月3日の2時間SPで追悼として再編集版で特別放送された[158]（→2020年のテレビ (日本)#テレビ番組関係の出来事（4月3日）も参照）。
- 6日
  - NHK総合
    - 【報道】『NHKニュースおはよう日本』 （土・日曜・祝日）は、この日の放送よりサブキャスターに石橋亜紗（NHKアナウンサー）、スポーツコーナー担当に産休から復職する廣瀬智美（同）をそれぞれ起用[87]。
    - 【報道】『NHKニュース7』（土・日曜・祝日）は、この日の放送よりメインキャスターは青井実が、サブキャスターは井上裕貴、池田伸子（いずれもNHKアナウンサー）が担当[110][159]
    - 【地域報道・近畿広域圏】大阪放送局制作の土曜朝枠ローカルニュース番組『ウイークエンド関西』は、前月までの松苗竜太郎&井田香菜子（NHKアナウンサー）に代わって近田雄一（同）が登板[131]。

  - 【情報】日本テレビ系 『ズームイン!!サタデー』のこの日の放送から、「スポーツコメンテーター」としてラジオDJ・タレントのサッシャが加入[160]。
  - テレビ東京系
    - 【教養】土曜22時枠の『美の巨人たち』はこの日から『新美の巨人たち』にリニューアルし、新たに「アートトラベラー」として又吉直樹（お笑い芸人・小説家）、貫地谷しほり（女優）、井浦新、要潤（いずれも俳優）が週替わりで登場する[161]。
    - 【トーク・バラエティ】土曜22時30分枠で、新トークバラエティ番組『ひねくれ3』（ひねくれスリー）を放送開始。番組ではひねくれ3人男の山里亮太、岩井勇気、小宮浩信（いずれもお笑い芸人）が毎回、様々な業界で活躍する“若き挑戦者・成功者”のゲストを相手に丁々発止の検証トークを展開、3人男とゲストのトークを仕切る進行役【司会】には秋元真夏（アイドル、乃木坂46）が起用される[162]。

  - 【報道・情報】フジテレビ系『めざましどようび』は、この日の放送より久慈暁子（フジテレビアナウンサー）がメインキャスターのひとりとして登板する[102]。
  - 【情報・静岡県】静岡朝日テレビ『とびっきり!しずおか』が土曜日に進出して『とびっきり!しずおか 土曜版』としてこの日より放送開始。新番組は土曜9時30分 - 11時45分・11時57分 - 13時の大型ワイド番組の形態を採り、平日版を担当している橋本ありす&森直美（共に同局アナウンサー）および伊地健治（静岡朝日テレビ専属リポーター）が土曜版も出演、レギュラーゲストに田村亮（ロンドンブーツ1号2号）と小川泰平（犯罪ジャーナリスト）が起用される[163]。
- 7日
  - 【教養・情報】NHK Eテレの将棋講座・情報番組『将棋フォーカス』（日曜10時 - 10時30分）は平成31年（→令和元年）度最初となるこの日の放送から、将棋棋士の高見泰地（叡王）と都成竜馬（五段）が隔週交代で番組の司会を務め、アシスタントとして向井葉月（アイドル歌手、乃木坂46）が新たに登板[64]。
  - 【情報】日本テレビ系の情報番組『シューイチ』の気象情報担当が、この日より前週まで担当した7代目の西村まどか（タレント）から、8代目となる新人の安田サラ（タレント）に交代する[164]。
  - テレビ東京系
    - 【単発枠】『日曜ビッグバラエティ』がこの日から1年ぶりに19時54分 - 21時54分の120分枠を通常編成とするように復した（2018年度は21時までの66分枠ではあったものの、実際には旧の放送時間を中心とした枠拡大版でしか放送実績がなかった）[注 28]。
    - 【スポーツ】モータースポーツ番組『SUPER GT+』は、この日の放送から新たにリポーターとして岡副麻希（フリーアナウンサー・タレント）が加入する[165]。

  - フジテレビ系
    - 【スポーツ・ドキュメンタリー】日曜午前枠の“スポーツ界のミライの金の卵”を発掘するスポーツ・ドキュメンタリー番組『ミライ☆モンスター』は、この日の放送より高橋朱里（当時AKB48）に替わり、矢作萌夏（同）が登場する[166]。
    - 【アニメ】アニメ『ちびまる子ちゃん』が、2020年1月にアニメ放送開始30周年を迎えるのに先立ち、「30周年アンバサダー」として女性アイドルグループ・ももいろクローバーZが就任。この日の放送からオープニングテーマ「おどるポンポコリン」を歌唱する[167]。
    - 【情報・ワイドショー】フジテレビ・関西テレビの共同制作による情報ワイド番組『Mr.サンデー』は、産前産後休業入りする椿原慶子（フジテレビアナウンサー）の後を受け、この日の放送より3代目アシスタントとして三田友梨佳（同）が登板する[76]。

  - CBCテレビ
    - 【情報・健康】TBS系全国ネット番組『健康カプセル!ゲンキの時間』は、この日から2代目司会者として筧利夫（俳優）と西尾由佳理（フリーアナウンサー）が登板する。
    - 【スポーツ】中京圏ローカルの中日ドラゴンズ応援情報番組『サンデードラゴンズ』は、前月まで11代目アシスタント司会者を務めていた柳沢彩美（CBCアナウンサー）が産前産後休業入りにより番組を降板した後を受けて、12代目アシスタント司会者として田中優奈（同）がこの日の放送から登板する[168]。
    - 【ドキュメンタリー】3月に出演者の不祥事により事実上打ち切りとなったTBS系全国ネット番組だった『ゲンバビト』の後番組として、引き続き働く人を応援するコンセプトとした『BACKSTAGE』をこれまでと同様全国ネットでこの日から開始。進行役は置かず、テーマに沿ったゲストを毎回呼んで送る[169]。→3月15日の出来事も参照
- 8日（7日深夜） - 【アイドル・バラエティ】アイドルグループである日向坂46の冠番組で、テレビ東京制作（今回より一部地方局での放送あり）のアイドルバラエティ番組『日向坂で会いましょう』（月曜（日曜深夜）1時5分 - 1時35分）が、この日より放送開始[122]。
- 9日
  - 【教養・バラエティ】朝日放送テレビ制作・テレビ朝日系火曜21時 - 21時54分に教養バラエティ新番組『そんなコト考えた事なかったクイズ!トリニクって何の肉!?』を放送開始（初回は19時からの3時間SP）。司会は浜田雅功（ダウンタウン）が努め、アシスタントにはヒロド歩美（朝日放送テレビアナウンサー）が起用される[170]。
  - 【企画・特番】テレビ東京系火曜18時55分 - 19時54分に『火曜エンタ』を新設。企画枠（スペシャル枠）として実験的番組の制作・放送を行う[171]。
  - 【バラエティ】関西テレビ制作・フジテレビ系火曜22時枠で、前番組『有吉弘行のダレトク!?』に引き続き有吉弘行がMCを務める『噂の現場急行バラエティー レディース有吉』を開始（初回は21時からの2時間SP）。進行役には2月にフリーアナウンサーに転向した吉田明世（元TBSアナウンサー）が起用される[172]。
- 12日 - 【バラエティ・ミニ枠】テレビ朝日系 木曜0時20分 - 0時50分（水曜深夜）で放送されていた『ザワつく!一茂良純時々ちさ子の会』が金曜日20時57分 - 21時54分へ移動し、『ザワつく!金曜日』と番組名も改題されて放送開始。これまで同様に長嶋一茂、石原良純、高嶋ちさ子が司会を務め、高橋茂雄（サバンナ）が進行を務める[173]。これに伴い関東ローカルの『世界の街道をゆく』（20時54分 - ）は金曜に限り、20時57分までの3分枠に短縮（月 - 木曜は従前通り21時まで）。
- 13日 - 【バラエティ】テレビ朝日系で、3月まで「ネオバラエティ」月曜日枠で放送されていた『激レアさんを連れてきた。』が、この日より土曜22時10分 - 23時10分に放送枠を移動して放送開始[174]。
- 14日
  - 【音楽】テレビ東京系にて、これまで水曜日にレギュラー放送されていた『THEカラオケ★バトル』がこの週より『日曜ビッグバラエティ』の一企画へ移行[175]。
  - 【教養・バラエティ】毎日放送制作・TBS系『林先生が驚く初耳学!』がこの週よりタイトルを『林先生の初耳学』に改題・リニューアル[176]。
- 15日 - 【バラエティ】TBS系で、過去にスパモク!!→水トク!枠にて主に正月や改編期に特番で放送していた『メイドインジャパン!』をレギュラー化して月曜21時 - 22時枠で放送開始（初回は19時からの3時間SP）。司会を山里亮太（南海キャンディーズ）が務め、番組進行役として江藤愛と田村真子（共にTBSテレビアナウンサー）を起用。田村はバラエティ番組初レギュラーとなる[177][178]。

#### 4月下期
- 16日（15日深夜） - 【バラエティ】 日本テレビ火曜未明（月曜深夜）1時29分 - 1時59分枠にて、アイドルグループ、日向坂46の冠バラエティ番組『HINABINGO!』を放送開始、番組のMCは小籔千豊（タレント）が務める（第1シーズンは6月25日まで、7月16日より第2シーズン開始）[179]。
- 18日
  - （17日深夜）【紀行・バラエティ】TBS系にて、 2015年4月から2016年3月まで放送されたKAT-TUN出演の紀行バラエティ番組『KAT-TUNの世界一タメになる旅!』がこの日から3年ぶりに復活し、タイトルも『KAT-TUNの世界一タメになる旅!+』（木曜（水曜深夜）1時28分 - 1時58分）として放送開始[180]。
  - 【紀行】テレビ東京系木曜19時台（18時55分 - 19時53分）の新番組として『太川蛭子の旅バラ』を放送開始（初回は20時49分までの2時間SP）。太川陽介（歌手）と蛭子能収（漫画家・タレント）のコンビによる旅行番組となる[171][181]。
  - 【演芸・追悼】BS朝日・BS朝日 4Kの演芸番組『お笑い演芸館+』ではこの日[注 29]、8日に死去した漫談家のケーシー高峰を偲び「追悼・ケーシー高峰さん…たくさんの笑いをありがとう」と題し、2018年1月13日に故人が出演した回を再放送した[182]。
  - 【トーク・表現問題】テレビ朝日系『雨上がり決死隊のトーク番組アメトーーク!』で2月14日から翌15日にまたがって放送した「高校中退芸人」の回にて、大阪府立西成高等学校と大阪市西成区を取り上げた際に「事実と異なる内容や差別的な表現があった」とし、この日から翌19日にまたがる回[注 30] の番組終了直前（19日未明）に謝罪コメントを放送。また同局は同番組の公式サイトに謝罪文を掲載した[183]。
- 19日 - 【映画・アニメ・追悼】日本テレビ系『金曜ロードSHOW!』にて、11日に『ルパン三世』原作者で漫画家のモンキー・パンチが死去（後述）したことを受け、当初の放送予定を変更し、劇場版第1作『ルパン三世 ルパンVS複製人間』（1978年作品）を放送した[注 31][184]。
- 20日 - 【音楽】 NHK BSプレミアムにて、ZARDを特集した音楽特番『ZARDよ永遠なれ 坂井泉水の歌はこう生まれた』（21時 - 22時59分）を放送[185]。
- 21日
  - 【スポーツ】フジテレビ系にてこの日20時より、総合格闘技イベント『RIZIN.15』の2019年初戦の模様を横浜アリーナから生中継。
  - 【教養】BSテレ東・BSテレ東4Kにて日曜21時台に『カンニング竹山の新しい人生、始めます!』を新設。壮年・熟年世代をターゲットに『人生の後半戦を考えてみる』ことをテーマにする内容で、司会はカンニング竹山（竹山隆範）（タレント）が務め[186]、アシスタントには角谷暁子（テレビ東京アナウンサー）が起用される[187]。
- 22日 - 【トーク】TBS系の月曜プライムタイム枠改編として、20時 - 20時57分）で有田哲平（くりぃむしちゅー）と高嶋ちさ子（バイオリン奏者）の2人が出演し、ゲストを迎えて人生を語り合う『有田哲平と高嶋ちさ子の人生イロイロ超会議』を放送開始（初回は19時 - 21時に2時間SP）[177]。
- 23日 - 28日 - 【スポーツ】テレビ東京系およびBSテレ東にて、卓球の国際大会『世界卓球2019ハンガリー』を連日放送[188]。
- 26日 - 【情報・バラエティ・近畿広域圏】読売テレビ『大阪ほんわかテレビ』で1993年6月の番組開始からレギュラーを務めていた森たけし（同局アナウンサー）がこの日の放送をもって卒業。5月からは同局アナウンサーの山本隆弥が新たに加入する[189]。
- 27日 - 【情報】テレビ朝日ほか、一部地域のみの土曜正午枠（12時 - 13時）にて、中居正広の冠司会による生情報番組『中居正広のニュースな会』を放送開始[190][191]。
- 29日 - 5月1日 - 【皇室・譲位・践祚・改元・編成】NHK総合では4月29日から5月1日にかけての明仁天皇の退位と皇太子徳仁親王の践祚、『平成』から『令和』への改元という一時代の転換に合わせて3日間で関連ニュースを中心に平成時代回顧や新時代の展望などを柱にした特別編成を実施[192]。29日には『総決算!平成紅白歌合戦』と題して、平成時代のNHK紅白歌合戦（第40回から前年の第69回まで）を2部構成で振り返る特番を放送。改元前日の30日には全5部の大型特番『ゆく時代くる時代〜平成最後の日スペシャル〜』[193] を目玉に、ゴールデン・プライム枠には『NHKスペシャル』（20時台・22時台の2回）などが編成された。
- 29日 -【報道・改編】TBS系では4月改編に加え、5月改編も実施（2か月連続改編は異例）。『NEWS23』の月曜から木曜までの放送開始時間をこの日からこれまでの23時10分から10分繰り上げて2018年3月までの開始時間であった23時スタートに戻す[194]（終了時刻は23時56分で変更なし）。これに伴い、月 - 木曜22時開始の4番組『1番だけが知っている』『火曜ドラマ』（『わたし、定時で帰ります。』の第3話以降）『水曜日のダウンタウン』『櫻井・有吉 THE夜会』は従前より10分短縮の22時57分終了となり、後続の曜日別ミニ枠（関東地区以外は別番組に差し替え）は10分繰り上げた[195]。
- 30日 - 5月1日未明 -【特番】平成最終日の30日夜から令和施行当日の5月1日未明にかけて、各局で特別番組を編成した。
  - 日本テレビ系
    - 【バラエティ】『ザ!世界仰天ニュース』は『ザ!世界仰天ニュース 平成最後の仰天ニュースは生放送4時間SP!』と題し4時間に拡大、21時40分 - 21時43分に一時中断を挟む2部構成の生放送を行った。なお同番組は『ゴールデンまなびウィーク』の一環として、ゲストに所ジョージが出演した（第1部…19時 - 21時40分・第2部…21時43分 - 23時）。
    - 【報道】23時からの『news zero』は放送時間を1日0時59分まで1時間後拡大し『news zero拡大版 有働由美子&櫻井翔「改元の瞬間」生中継SP〜zeroから考える新時代〜』と題し（第1部…23時 - 翌0時・第2部…翌0時 - 0時59分）、同番組でメインキャスターを担当する有働と、月曜レギュラーキャスターの櫻井翔（嵐）がタッグを組み、改元の瞬間を全国各地から生中継した[196]。

  - テレビ朝日系
    - 【トーク】『徹子の部屋』は両日ともに、森英恵（ファッションデザイナー）、森パメラ、森泉（タレント）、森星（ファッションモデル・タレント）の一家3世代4名がゲストに登場（3世代揃ってのテレビ出演は初）、平成最後と令和最初の回を飾った[197][198]。
    - 【情報・バラエティ】『羽鳥慎一モーニングショー』はこの日、通常放送とは別枠に9時55分 - 10時25分に『じゅん散歩』（通常時は関東地区・東海3県以外では各局別番組に差し替え）代替の拡大SPも別途放送し、通常と別枠にてゴールデンタイム特番『羽鳥慎一モーニングショー 夜の拡大版 今夜決定!あなたが選ぶ平成ニッポンのヒーロー総選挙』（18時30分 - 21時54分）を放送した[199]。
    - 【報道】21時54分からの『報道ステーション』を1日0時20分まで1時間5分後拡大して放送した（第1部…21時54分 - 23時15分・第2部…23時15分 - 翌0時20分）。

  - TBS系
    - 【トーク】19時 - 20時57分に『生放送!平成最後の日』と題した2時間の特番を放送、総合司会を安住紳一郎（TBSアナウンサー）と古舘伊知郎（フリーアナウンサー）が務めた[200]。
    - 【報道】5月改編により、前日から23時開始となったばかりの『NEWS23』を、この日は1日0時25分まで29分後拡大して放送した。

  - テレビ東京系
    - 【バラエティ】『開運!なんでも鑑定団』は『開運!なんでも鑑定団 平成最後のお宝鑑定スペシャル』と題し3時間に拡大して放送（18時55分 -19時・19時 - 21時48分）。1994年の番組開始当初から2016年まで司会を務めた番組功労者の一人である石坂浩二（俳優）が約3年ぶりにスタジオに登場した[201]。
    - 【報道】22時 - 5月1日1時に『池上彰の選挙ライブ』のフォーマットで『池上彰の改元ライブ 平成から令和…新時代を見に行く!』と題した3時間の報道特番を地上波・BSテレ東で同時放送。番組進行と解説を池上彰（ジャーナリスト）が務めるとともに、大江麻理子（テレビ東京キャスター）と相内優香（同局アナウンサー）の両名も進行を務めた[202]。

  - 【報道・ドラマ】フジテレビ系では18時30分 - 1日0時55分に『FNN報道スペシャル 平成の大晦日 令和につなぐテレビ 知られざる皇室10の物語』と題した6時間25分の報道特番を生放送（第1部…18時30分 - 20時・第2部…20時 - 23時・第3部…23時 - 翌0時55分、日本テレビ系列とのクロスネット局2局では23:00以降前述の『news zero拡大版 - 』をネットするため第3部を非ネット）。総合司会はタモリが務め[203]、番組内企画として、上皇后美智子の生涯を描いたドラマ『プリンセス美智子さま物語 知られざる愛と苦悩の軌跡』を永作博美の主演で放送した[204]。
  - 【音楽】NHK BSプレミアムではこの日、NHK総合で3月20日に放送した桑田佳祐の音楽特番（上述）の特別版として『桑田佳祐 大衆音楽史「ひとり紅白歌合戦」〜昭和・平成、そして新たな時代へ〜 平成フィナーレSP』を、総合テレビ未放送の新映像も追加の上1時間30分に拡大して放送した（21時 - 22時30分）[205]。

### 5月
- 1日
  - 【報道・情報・気象】日本テレビのお天気キャラクター「そらジロー」が、同局系『Oha!4 NEWS LIVE』（日テレNEWS24制作）のこの日の放送からバーチャル化して登場[206]。
  - 【お笑い・バラエティ・特番】TBS系では令和施行初日のこの日、19時よりダウンタウン（松本人志・浜田雅功）司会のお笑いバラエティ特番を『〜令和初日お笑い祭〜大復活!リンカーン×ドリーム東西ネタSP』と題し、21時を境とした2部構成・合計4時間弱に亘って編成。まず前半（19時 - 21時）には元日の恒例としておなじみの『ドリーム東西ネタ合戦』を、続く後半（21時 - 22時57分）は平成時代に放送されたバラエティ番組『リンカーン』（2005年 - 2013年）の復活版として『リンカーン復活SP』をそれぞれ放送した[207]。『ドリーム東西ネタ合戦』を元日以外で放送されたのは初、『リンカーン』の復活特番の放送は今回で6回目（過去5回はすべて同じコーナー）。また、復活特番第7弾として10月16日には秋恒例となっている『リンカーン芸人大運動会2019』を放送[208]。
- 3日 - 【情報】日本テレビ系『ZIP!』ではこの月から新たに金曜日の月替わりパーソナリティ枠を新設。毎月1名が各月、金曜メインパーソナリティの吉田沙保里とのコンビで番組の顔を務める。5月はDAIGO（ミュージシャン〈BREAKERZメンバー〉、タレント）が務めた[209]。
- 4日（3日深夜） - 【トーク】日本テレビ系『プラチナイト』枠で新設の土曜未明（金曜深夜）に放送の「金曜版」（土曜0時30分 - 0時59分）の新番組として、中居正広の司会による"一風変わった価値観"を持つ現代の日本人男性を対象にしたトーク番組『新・日本男児と中居』を放送開始[210]。
- 6日 - 【特番・兵庫県】サンテレビは、1日に開局50周年に到達したことを受け、この日3部構成[注 32]による開局50周年記念特別番組『SUNキュー!!50年 そして未来へ』（総合司会：浅越ゴエ、スタジオアシスタント：影谷かおり・榎木麻衣両アナウンサー）を10時55分 - 18時、神宮球場で行われたヤクルト×阪神のナイトゲームを『開局50周年記念中継 サンテレビボックス席』として18時からそれぞれ放送した。
- 8日 - 【バラエティ】テレビ東京系水曜20時枠（19時54分 - 21時）にて、長嶋一茂・石原良純のコンビ冠バラエティ『一茂&良純の自由すぎるTV』を放送開始[171]（初回は18時55分からの2時間SP）。
- 10日 - 【BPO・長野県】長野放送（NBS、フジテレビ系）で3月21日に放送した特別番組『働き方改革から始まる未来』が、放送内容がCMと識別できないものだったとして、BPOの放送倫理検証委員会はこの日、同番組の審議入りを決定した[212][213]。10月7日、BPOは同局に対し、番組が「全体的に特定企業とその事業内容のPR色が濃い」として、放送倫理違反があったと判断する意見書を通知した[214]。
- 11日・12日 - 【スポーツ】TBS系にて、横浜国際総合競技場にて両日行われた、リレー種目の国際競技会『世界リレー2019横浜』を両日に亘ってゴールデンタイム枠にて生中継した[215]。
- 12日 - 14日 - 【報道・不祥事・近畿広域圏】読売テレビは12日、2日前の10日に放送された『かんさい情報ネットten.』内のコーナー「迷ってナンボ!」で、性別を質問したりするなど個人のプライバシーに関して不適切な取材を行っていたとして謝罪。同コーナーを巡っては番組コメンテーターを務める若一光司（作家）がコーナー終了後に批判した他、インターネット上でも批判にさらされていた[216]。その後翌13日の番組冒頭でメインキャスターを務める中谷しのぶ（同局アナウンサー）らが謝罪。コーナーの当面休止も発表された[217]。さらに14日には同コーナーに出演していたお笑いコンビ・藤崎マーケットの二人がそれぞれ互いのTwitter上で「本当に申し訳ございませんでした」と謝罪[218]。なおBPOの放送倫理検証委員会が6月14日に今回の事象について審議入りしたことを同日、同局が発表した[219]。
- 15日・16日 - 【トーク】テレビ朝日系『徹子の部屋』が放送回数通算11,000回を達成。それを記念して、両日とも加山雄三（歌手・俳優）、泉ピン子（女優）、和田アキ子（歌手・タレント）の3名がゲストに登場した。
- 16日 - 【バラエティ・教養】テレビ大阪制作・テレビ東京系『二代目 和風総本家』の司会者として、同番組ナレーションの前田吟（俳優）がこの日の放送から就任[220]。
- 19日 - 【スポーツ】この日、現地時間の18日夜に イギリス・グラスゴーで開催されたプロボクシング・WBSSバンタム級トーナメント準決勝、井上尚弥（大橋ボクシングジム所属）対エマヌエル・ロドリゲス（プエルトリコ）戦の模様を、WOWOWプライムでは日本時間19日4時30分より生中継を実施[221]。なお、地上波のフジテレビ系ではこの試合を21時より録画中継した[222]。
- 26日 - 【紀行・バラエティ】テレビ東京系『モヤモヤさまぁ〜ず2』のアシスタントを務めた福田典子（テレビ東京アナウンサー、2016年10月より在任）が、この日の放送で同番組を退いた[223][224]。
- 28日 - 【報道・編成】この日朝、神奈川県川崎市多摩区登戸にて通り魔殺傷事件が発生。これを受け、NHK総合と民放各局ではニュース・情報番組にて第一報を伝え、各局の情報番組の内容を大幅に変更して事件を報道したほか、一部の局では報道特別番組を編成して伝えた[225]。
  - NHK総合では『あさイチ』でオープニング 直後に事件の第一報をニューススタジオから数分間放送。その後、状況が深刻化したことから8時50分頃に急遽中断、そのまま途中打ち切りとした上で緊急報道特別番組を放送した[注 33]。
  - テレビ朝日系ではこの日『羽鳥慎一モーニングショー拡大SP』（通常放送とは別枠）・『大下容子ワイド!スクランブル・拡大』（通常放送とは別枠）を9時55分 - 10時25分・12時 - 12時30分にそれぞれ放送し、同日放送予定番組の一部[注 34] の休止対応をとった[226][227]。
  - TBSでは9時55分からの『おびゴハン!』（関東ローカル）を休止して平日夕方のニュース番組『Nスタ』のフォーマットで報道特別番組を放送した[225]（『Nスタ』の通常放送とは別枠）。
  - フジテレビ系ではこの日『ノンストップ!』（一部地域を除く）の内容を大幅変更した[225] ほか、夕方ニュース『Live News it!』の拡大版として15時50分より報道特別番組を放送した（一部地域でもネット）[228]。
- 31日 - 【報道】TBS系『NEWS23』は、この日の「金曜版」の放送（終了時刻は6月1日0時15分）でキャスターの雨宮塔子（フリーアナウンサー、2016年7月より登板）、駒田健吾、宇内梨沙（共にTBSテレビアナウンサー）が降板した[229][230]。

### 6月
- 2日 - 【スポーツ】この日19時よりフジテレビ系で生中継した『RIZIN.16』（神戸・ワールド記念ホール）の那須川天心対マーティン・ブランコ戦第2ラウンドで、ブランコが流血のためドクターチェック中に事前の取り決めに従いCMを1分間挿入したところ、那須川の決定的なノックアウトシーンが生で放送されなかったためSNS上で批判される騒ぎとなった。これについて大会実行委員長の榊原信行は謝罪の上で「今後CMを入れるタイミングについてフジテレビと協議する」とコメント[231][232]。さらにフジテレビ取締役の石原隆は7日に行われた同局の定例会見の場で「生中継の準備および打合せがうまく行かず視聴者の皆様にご迷惑をお掛けしました」と陳謝した[233]。
- 3日 - 【報道】TBS系ではこの日、報道番組の刷新が行われた。まず『Nスタ』には「ニュースプレゼンター」としてTBS入社2年目となるアナウンサーの良原安美を起用[234]。『NEWS23』を同日放送よりリニューアル、出演者を一新。5代目メインキャスターには小川彩佳（フリーアナウンサー、元テレビ朝日アナウンサー）を起用、アンカーマンには星浩（ジャーナリスト）がスライド登板し、取材キャスターには村瀬健介（TBS報道局記者）、サブキャスターに山本恵里伽（TBSアナウンサー）、スポーツキャスターには石井大裕（同）がそれぞれ新たに登板[229]。
- 5日 - 【情報・結婚】お笑いタレントで、漫才コンビ「南海キャンディーズ」のメンバー山里亮太（吉本興業所属）と、女優の蒼井優が結婚を発表[235]、同日朝の日本テレビ系『スッキリ』では、「天の声」[注 35] からも双方の結婚について、スポーツ紙などの報道で明るみにされたことが報告された[235]。また、翌6日の放送にも山里が生出演し、『スッキリ』は5・6両日ともに第1部（8時 - 9時30分）の2日続けて2桁視聴率（ビデオリサーチ調べ、関東地区・世帯・リアルタイム）を記録した（5日は10.3%・6日は11.4%）[236]。
- 5日・9日 - 【スポーツ】サッカーの国際試合『キリンチャレンジカップ2019』の日本代表出場2試合（5日：対トリニダード・トバゴ、豊田スタジアム。9日：対エルサルバドル、ひとめぼれスタジアム宮城）を、フジテレビ系（5日）[237] とTBS系（9日）[238] でそれぞれ生中継した。
- 8日 - 7月7日（日本時間） - 【スポーツ】女子サッカーの国際大会『FIFA女子ワールドカップフランス2019』開催。日本代表戦を含む全試合をNHK BS1[239] およびJ SPORTSで生中継したほか、11日・14日・20日・26日の日本戦全4試合（26日は決勝トーナメント1回戦）がフジテレビ系にて生中継され[240]、同系では元女子日本代表の澤穂希がゲスト解説を務めた[241]。
- 12日 - 【スポーツ】BSテレ東・BSテレ東 4Kにてこの日、プロ野球セ・パ交流戦「西武×巨人」（メットライフドーム）を生中継、BSデジタル放送におけるプロ野球中継では初めて4K制作による放送となった（17時58分 - 21時、中継延長のため172chにて放送継続）[242]。
- 14日
  - 【バラエティ】フジテレビ系で2004年4月から2009年3月までレギュラー放送され、伊東四朗（タレント・俳優）が「サプリマスター」に扮して人気を博した『脳内エステ IQサプリ』が2014年の特番以来5年ぶりに2時間スペシャル『IQサプリ2019 令和も超スッキリスペシャル!』として『金曜プレミアム』枠で復活（20時 - 21時49分）[注 36]。レギュラー時代は解答者だった今田耕司（タレント）が「主任」として伊東をサポートした他、久慈暁子（フジテレビアナウンサー）が第四代秘書を務めた[243]。
  - 【スポーツ・近畿広域圏】関西テレビで放送したプロ野球セ・パ交流戦『オリックス対阪神』戦（京セラドーム大阪）の中継にて、勝利したオリックスの選手のヒーローインタビューが放送されなかったため、ファンから同局の対応を批判するツイートが多数寄せられた[244]。
- 16日 - 【音楽】BSテレ東・BSテレ東 4Kにて、今年デビュー50周年を迎え、1992年9月以来歌手活動を休止しているちあきなおみの2時間特番『ちあきなおみ 再び始まる歌姫伝説〜デビュー50周年 新たな魅力再発見〜』（19時 - 20時54分）を放送した[245]。
- 18日
  - 【報道・災害】山形県沖を震源とするM6.8の地震がこの日22時22分頃に発生したことを受け、NHK・民放各局では定時番組を中断して臨時の報道特別番組に急遽差し替える措置を執った。なおNHKではテレビ放送および公式ホームページでの同時配信の形で災害報道を行った[246]（19日以降については下述）。
  - 【バラエティ・表現問題・BPO】関西テレビなど[注 37] で5月18日に放送した『胸いっぱいサミット!』で、作家・岩井志麻子の発言について差別的表現があったとして制作局の関西テレビはこの日、謝罪のコメントを発表[247]。また6月22日放送の同番組の冒頭でも同局アナウンサーの関純子が謝罪した[248]。同番組は事前に収録してあったものの、同発言については「差別的意図はない」として編集せずにそのまま放送されていた[247]。BPOの放送倫理検証委員会は7月12日、同番組について審議入りしたことを決定したと発表した[249]。
- 19日
  - 【報道・災害】前日夜の山形県沖を震源とする地震により、NHK・民放各局では未明から一部の番組を変更して地震関連のニュースを放送したほか、早朝の報道・情報番組でも予定内容を一部変更して地震関連のニュースを放送した。
  - 【不祥事・会見】NHKはこの日開いた定例の放送総局長定例会見にて、木田幸紀放送総局長が、反社会的勢力の忘年会に事務所を通さない闇営業で参加したとされる吉本興業所属タレントの出演番組の放送見合わせを発表した。うち、田村亮（ロンドンブーツ1号2号）がMCを務めるBS1『ラン×スマ』について、15日の再放送を中止したことを説明した。また、レイザーラモンHGが出演した『北陸スペシャル「ローカル線でGO!〜初夏の北陸・旅くらべ〜」』（金沢局制作、2018年6月8日に北陸3県にて放送）についても地域番組全国放送枠『にっぽん ぐるり』（総合〈15時8分 - 15時52分〉・BS1（0時 - 0時44分〉）で予定していた放送（13日：総合、21日：BS1）を取りやめた[注 38] ことを明らかにしている[250]。また、テレビ朝日系でも『ネオバラエティ』枠2番組（『ロンドンハーツ』『雨上がり決死隊のトーク番組アメトーーク!』）において該当出演者の部分をカットするなど、影響が及んでいる。
- 19日 - 21日 -【紀行・ドキュメンタリー】NHK BSプレミアムでは地震の影響により、春秋2季限定で放送している紀行番組『にっぽん縦断 こころ旅』（旅人:火野正平〈俳優〉）は17日から1週予定で放送していた「山形県の旅」を、地震の被害状況を鑑みて週内の放送を取り止めた[251]。7時45分 - 7時59分の「朝版」[注 39] を別番組に差し替え[252]、19時 - 19時29分の「とうちゃこ版」[注 40] については「蔵出しスペシャル」に変更して放送した。なお「山形県の旅」は翌週24日 - 28日（「とうちゃこ版」は29日・30日）に改めて放送された[251]。
- 24日
  - 【バラエティ・事故】日本テレビはこの日、2日前の22日に宮城県内で行った『世界の果てまでイッテQ!』のロケ撮影中に、お笑いコンビ・フォーリンラブのバービーがダンスを披露していたところ左足アキレス腱を断裂する重傷を負い、全治3か月と診断されていたことを公表した[253]。
  - 【広報・近畿広域圏】朝日放送テレビはこの日から月曜23時15分 - 23時22分枠に『サリーの6（ロック）おん!』と題するPRミニ番組を新設。2019年度同局入社の新人アナウンサー増田紗織が司会を担当する[254]。なお、同番組は6月25日より火 - 金曜の0時29分 - 0時35分枠の帯番組として放送開始[254]。
- 29日 -【編成】TBS系では7月の土曜朝改編に伴い、以下の各番組が放送終了となった。
  - 【報道・情報】上田晋也（くりぃむしちゅー）冠司会の土曜早朝の報道番組『上田晋也のサタデージャーナル』（2017年4月 - ）がこの日の放送を最後に2年3か月の歴史に幕[255]。
  - 【アニメ】毎日放送（MBS）・TBS製作の土曜朝アニメ枠「アニメサタデー630」で放送中の『ゾイドワイルド』（2018年7月7日 - ）『新幹線変形ロボ シンカリオン』（2018年1月6日 - ）の2作品がこの日、最終話を放送。前者は1年、後者は1年半に亘る放映にそれぞれ幕[255]。 これにより、1963年11月開始の『エイトマン』以来、半世紀以上（正確55年8か月）続いたTBS系列の全日枠から全国ネットアニメ、特撮枠が消滅した。
- 30日
  - 【バラエティ・演芸・報道・結婚】日本テレビ系『笑点』でこの日緊急生放送を実施[注 41]、2025年現在司会を務める落語家の春風亭昇太が40歳の一般女性と結婚することを自ら発表した。昇太は後続の報道番組『真相報道 バンキシャ!』にも緊急生出演し、結婚について自ら語った[256]。
  - 【映画・CM】テレビ朝日系では新海誠監督のアニメ映画『君の名は。』（2016年公開）を『日曜プライム』枠にて1年半ぶりに放送、同監督による最新作アニメ映画『天気の子』の公開を記念して、同作品とのコラボレーションによるパートナー企業7社のスペシャルCMを当日番組内にて初放送した[257]。

### 7月
- 1日
  - テレビ朝日系
    - 【トーク・追悼】同日の『徹子の部屋』は、高島忠夫（俳優、司会者）が6月26日に死去（88歳没）したことを受け、高島の緊急追悼特集を放送した[258]。なお、当初予定の岩下志麻（女優）のゲスト回は4週遅れで29日に放送[259]。
    - 【バラエティ】「ネオバラエティ」月曜日枠は前週までの『陸海空 こんなところでヤバいバル』に代わる新番組として、スター発掘バラエティ『かみひとえ』を放送開始[注 42]。同番組では未来のスター発掘を目的とし、芸能人・素人問わず“かみひとえ”な特技を持つ人材を評価・採点していく。レギュラーMCはココリコ（遠藤章造、田中直樹）と博多華丸・大吉が務める。うち、ココリコにとっては、かつて同番組と同じ月曜日に放送された『ココリコA級伝説』（1999年4月 - 2000年3月）以来約19年ぶりの同枠での登板となる[260]。

  - 【地域情報・静岡県】 テレビ静岡（SUT・テレしず、フジテレビ系）では、6月まで放送していた『てっぺん!』をリニューアルする形でこの週から月 - 金曜の16時45分 - 19時枠にて地域情報番組『ただいま!テレビ』を放送開始。同局社員（元アナウンサー）の菰田玲子が6年ぶりの現場復帰の形で番組メイン司会者に就く[261]。
- 1日 - 14日 - 【スポーツ】NHK総合とWOWOWにて、テニスの国際大会『ウィンブルドン2019』を連日生中継。
- 3日 - 【音楽】BS朝日・BS朝日4K『日本の名曲 世界の名曲 人生、歌がある』のこの日放送の3時間スペシャルから、二代目司会者として布施明（歌手）が登場。本来は4月3日放送分より就任する予定だったが、3月に声帯ポリープを患ったことにより出演を見合わせていた[262]。→4月3日の出来事参照
- 4日（3日深夜） - 【バラエティ】テレビ朝日にて、6月まで「ネオバラエティ」月曜枠で放送していた『陸海空 こんなところでヤバいバル』を関東ローカル枠の木曜未明（水曜深夜）1時59分 - 2時29分枠に移動し、トークバラエティ『ヤバい話のHow Much?〜ヤバい法律相談〜』と改題・リニューアルして装いも新たに放送開始。これにより、2017年4月に『陸海空 こんな時間に地球征服するなんて』として開始して以来使用されてきた『陸海空』のタイトルが消滅。そして『ヤバい話〜』も9月26日（25日深夜）を最後に番組終了となり、約2年6ヶ月にわたるシリーズに幕が下ろされた。
- 5日
  - 【バラエティ・BPO】BPOの放送倫理検証委員会は、「週刊文春」が祭り企画でのやらせ疑惑を報じ、1月11日に審議入りした日本テレビ系『世界の果てまでイッテQ!』について、「放送倫理違反があったと言わざるを得ない」との認定に至ったことを発表した。これを受けて同局は番組公式サイトで「今回の判断を真摯に受け止め、今後の番組制作に生かしていきます」とコメントした[263]。→1月11日の出来事参照
  - 【クイズ・追悼】フジテレビ系にてこの日『クイズ!ドレミファドン!SP〜話題のドラマ出演者がイントロに挑戦!!〜』を放送（19時 - 21時55分、一部地域は20時飛び乗り、または21時49分まで）。番組初代司会者であり、6月26日に死去した高島忠夫（88歳没）の追悼の旨をエンディングでテロップ表示した[注 43] ほか、一部地域を除いて、高島司会時代のレギュラー放送（1976年 - 1988年）の名場面集を特別に放送した。
- 6日
  - TBS系
    - 【報道・情報】土曜5時30分 - 7時枠にて新報道・情報番組『まるっと!サタデー』を放送開始（ただし、一部系列局では6時45分以降のみネットワークセールス枠のため、同時刻から飛び乗り）。メインキャスターには駒田健吾・田村真子（いずれもTBSテレビアナウンサー）、サブキャスターとして樺島彩（フリーアナウンサー）、気象情報には増田雅昭（気象予報士）をそれぞれ起用[255]。
    - 【スポーツ・トーク】土曜7時 - 7時30分に2020年東京五輪・パラリンピック関連番組としてトップアスリートをゲストに招いてトークを展開する『東京VICTORY』を放送開始。MCはトーク番組初司会の安住紳一郎、アシスタントは山形純菜（いずれもTBSアナウンサー）が担当[264]。なお前述の通り、『アニメサタデー630』第1部（毎日放送制作、土曜6時30分 - 7時）および第2部（TBS制作、7時 - 7時30分）はともに6月29日放送分で終了した。

  - 【音楽・特番】日本テレビ系にて、夏恒例の大型音楽特番『THE MUSIC DAY 2019 〜時代〜』を放送（13時30分 - 15時〈Part1〉・15時 - 16時30分〈Part2〉・16時50分 - 19時〈Part3〉・19時 - 22時54分〈Part4〉。Part2とPart3の幕間の16時30分 - 16時50分はニュース放送のため一時中断）。7回目の放送となる今回のテーマは「時代」で、司会は7年連続で櫻井翔（嵐）が務めた[265]。
- 12日・13日 - 【スポーツ】テレビ朝日系にて、夏恒例のプロ野球オールスター戦『マイナビオールスターゲーム2019』（12日：東京ドーム、13日：阪神甲子園球場）を両日とも生中継[266]（BS朝日・BS朝日4Kおよびテレ朝チャンネル2でホームランダービーを放送したほか、地上波放送終了後にBS朝日・BS朝日4Kでリレー中継を実施した）。
- 13日 - 28日 - 【スポーツ】テレビ朝日系、BS朝日・BS朝日4Kにて、水泳の世界選手権大会である『世界水泳 韓国・光州2019』（ 韓国光州広域市にて開催）を連日中継放送。目玉である競泳は21日から28日まで地上波で8夜連続放送[267] したほか、アーティスティックスイミングは13日から20日までBS朝日（2K・4K）にて8日間にわたり放送[268]。
- 13日 - 14日 - 【音楽・特番】TBS系にて、夏恒例の大型音楽特番『音楽の日2019』を生放送（13日14時 - 19時・19時 - 21時54分・23時45分 - 14日0時45分・14日0時45分 - 5時、途中別の4番組挿入での中断あり）。第1回から司会を務めている中居正広と安住紳一郎（TBSアナウンサー）のコンビが9年連続で担当、今回のテーマは「汗」。主な企画として、出演アーティストが汗にまつわる企画に挑戦するほか、中島みゆきの名曲「時代」をTBS系番組の出演者らによる合唱を実施、合唱の指揮をビートたけしが務めた[269][270]。
- 19日
  - 【スポーツ】フジテレビ系にて、プロサッカー・Jリーグで2年ぶりに開催の国際試合『明治安田生命Jリーグワールドチャレンジ2019・「川崎フロンターレ×チェルシーFC（イングランド）」』（横浜・日産スタジアム）を生中継（18時40分 - 21時）[271]。
  - 【音楽・追悼】テレビ朝日系『ミュージックステーション』はこの日の放送時間を30分拡大（20時 - 21時24分）、9日に死去したジャニーズ事務所社長のジャニー喜多川（87歳没）を偲び、「ありがとうジャニーさんSP」と題して、これまでの番組のVTRなどを基にジャニーズの歴史を振り返る企画を放送。また、同日出演のアーティストのうち同事務所からの3組（亀梨和也、Kis-My-Ft2、HiHi Jets&美 少年）がメドレーを披露した[272]。
  - 【映画】日本テレビ系『金曜ロードSHOW!』にてこの日、細田守監督のアニメ映画『サマーウォーズ』（2009年公開）を本編ノーカット版にて地上波テレビ初放送（21時 - 23時14分まで拡大）[273]。
- 20日
  - 【アニメ】毎日放送制作・TBS系テレビアニメ『スーパーアニメイズム・炎炎ノ消防隊』はこの日未明（19日深夜）に放送予定だった第3話について「過日発生した火災を彷彿させる内容がある」として、系列キー局のTBSおよび公式サイトが当日の地上波[274] および配信サイトでの放送を見送ると発表[275]。また第4話以降については公式サイトで改めて告知するとした[275]。
  - 【紀行・バラエティ】テレビ東京系『出川哲朗の充電させてもらえませんか?』はこの日、18時30分より2時間30分の拡大SP[注 44] として放送[注 45]。ゲストに中居正広が登場し、山形県を舞台にバイク旅を展開した。なお、中居がテレビ東京の番組に出演するのはSMAP時代にレギュラー出演していた『愛ラブSMAP!』（1991年 - 1996年）以来約23年ぶりとなった[276][注 46]。
- 21日 - 22日 - 【報道・選挙】第25回参議院議員通常選挙（4日公示）投開票日の21日夜から22日午前にかけて、NHK総合と民放各局で選挙特別番組を放送した。
- 22日 - 【情報・倫理問題】一連の闇営業問題に関わったとされる吉本興業所属タレントの宮迫博之（雨上がり決死隊、19日付で契約解除[注 47]）と田村亮（ロンドンブーツ1号2号、謹慎中。以下「亮」と記す）の両名が20日に共同で開いた謝罪会見および、この日午後に行われた同社社長の岡本昭彦の記者会見のため、民放各局のワイドショー番組ではそれらに関する特集を編成した。
  - 日本テレビ系『スッキリ』では、宮迫と亮の会見に関する特集にて、同番組司会であり、同じく所属タレントである加藤浩次が吉本を痛烈批判。同社の取締役ら経営陣の一新を求め「経営陣が変わらないなら僕は会社を辞める」と、退社も覚悟の上で訴え、激しい怒りを露わにした[278][279]。また同じく司会陣の一人であり所属タレントである近藤春菜（ハリセンボン）も涙ながらに訴えた[280]。
  - テレビ朝日系『大下容子ワイド!スクランブル』はこの日、第2部（12時50分 - ）の放送時間を拡大し15時34分まで放送して岡本の会見の模様を伝えた[注 48]。日本テレビ系『情報ライブ ミヤネ屋』（読売テレビ制作）、TBSほか『ゴゴスマ -GO GO!Smile!-』（CBCテレビ制作）、フジテレビ系『直撃LIVE グッディ!』、毎日放送ほか『ちちんぷいぷい』でも予定内容を変更し、岡本の会見に時間を割いて伝えた。
- 24日 - 【オリンピック】2020年東京オリンピック開幕まであと1年となったこの日、NHK総合・民放各局の生放送番組などでオリンピック関連の特集・中継企画を実施。
  - 24日・8月28日 -【特番】NHK総合にて、ジャニーズ事務所所属のグループ・嵐がナビゲーターを務めるオリンピック・パラリンピック特集番組『2020スタジアム』を24日と、パラリンピック開幕1年前となる8月28日の2回に亘って放送（19時30分 - 20時42分）[281][282]。
- 27日 - 【特番】この日、東京都一級河川の隅田川流域（台東区・墨田区）で開催される『第42回隅田川花火大会』を、テレビ東京にて当日18時30分 - 20時54分まで生中継[注 49]。本年度の中継は総合司会として高橋英樹（俳優）と角谷暁子（テレビ東京アナウンサー）（同）が務めた[283]。

### 8月
- 3日 - 【映画】NHK総合にて、2016年に公開されたアニメ映画『この世界の片隅に』を地上波初放送（21時 - 23時06分）。これに合わせる形で翌週の10日には『NHKスペシャル』にて後述の特別番組を放送した[284]。
- 4日
  - 【報道・放送事故】フジテレビ系の夕方ニュース番組『Live News it!』[注 50] でこの日、京都アニメーション放火殺人事件報道にて、犠牲者を悼む関係者のコメントを放映した際に実際のコメントとは逆の文言をサイドバー字幕テロップで誤って表示する放送事故を発生させた。フジテレビでは直ちにミスに気付き、同番組内にて訂正と謝罪を行った上、同日深夜のスポーツニュース番組『S-PARK』内でも担当キャスターが放送事故の一切について釈明と謝罪を行った[285]。
  - 【紀行・バラエティ】テレビ東京系『モヤモヤさまぁ〜ず2』は、この日の放送より4代目アシスタントとして2019年入社の田中瞳（テレビ東京アナウンサー）が登板[286]。
- 5日 - 【アニメ】フジテレビ系『サザエさん』の二代目フグ田マスオ[注 51] 役、また日本テレビ系『それいけ!アンパンマン』のジャムおじさん役を務めた声優の増岡弘が、高齢（82歳）を理由に両番組を降板したことがこの日、両局が発表。降板は本人の申し出によるもの。サザエさんは同月18日放送分[287]、それいけ!アンパンマンは同月9日放送分[注 52] が最後となる。後任は第3代マスオ役が田中秀幸（声優）、第2代ジャムおじさん役は山寺宏一（声優・俳優・タレント）に決定。山寺はめいけんチーズなどと併任となる[288][289]。なお増岡がナレーションを務め、隔週土曜日に放送されているフジテレビ系『有吉くんの正直さんぽ』については引き続き担当する見込み[290]。
- 6日 - 22日[注 53] - 【スポーツ】第101回全国高等学校野球選手権大会（阪神甲子園球場）をNHK総合・Eテレ、朝日放送テレビ・BS朝日（2K・4K）・スカイA（有料CS）にて中継放送。なお、朝日放送テレビ・テレビ朝日系列では大会期間中に恒例となるダイジェスト番組『熱闘甲子園』を月 - 木・土曜日23時15分 - 23時45分および金・日23時10分 - 23時40分に放送[注 54]。本年度も番組キャスターは古田敦也（元ヤクルト捕手・兼任監督、『サンデーLIVE!!』レギュラーキャスター）とヒロド歩美（朝日放送テレビアナウンサー）が務める[291]。また今年度の同番組テーマ曲（2019年朝日放送テレビ・ラジオ夏の高校野球応援ソング兼）は、Official髭男dism（ピアノポップバンド）の『宿命』を起用[292][293]。また朝日放送テレビでは試合間のインターバルに1回4分のミニドラマ『青空ふたたび』を関西ローカル限定で放送する[294]。
- 9日 - 【特番】NHKのスクランブル放送化を主張する「NHKから国民を守る党」が第25回参議院議員通常選挙にて議席を獲得したことなどを受けて、NHKは総合テレビにて同局理事が出演し、受信料制度への理解を求める番組を放送した（20時42分 - 20時45分）[295]。
- 10日
  - 【特番】NHK総合『NHKスペシャル』はこの日、前週3日放送の『この世界の片隅に』の連動特番として、同局『あさイチ』『クローズアップ現代+』およびラジオ第1『らじらー!』の各番組で呼びかけ、SNSを通じて募った視聴者からのエピソードを紹介する特別番組『#（ハッシュタグ）あちこちのすずさん〜戦争中の暮らしの記憶〜』を放送（21時 - 21時49分）。この番組では『らじらー!』とのコラボ放送も実施し、土曜日パーソナリティの八乙女光と伊野尾慧（いずれもHey!Say!JUMP）がテレビ生放送開始前はテレビのスタジオ内に設置したラジオブースからラジオの生放送を通常どおり20時5分から開始し、テレビ放送時間からは八乙女と伊野尾はテレビ側のセットに移動して出演、ラジオでも同時放送された[284][296]。
  - 【スポーツ・特番】テレビ朝日系ではこの日、高校野球を題材にした特別番組として『ファン10万人がガチで投票!高校野球総選挙〜最強高校編〜』を生放送（18時56分 - 22時）。今回は高校野球ファンの記憶に残る歴代最強の出場校をファン投票で決定し、最強校のランキングを発表した。司会は爆笑問題（田中裕二・太田光）が務めた[297]。
- 13日 -【スポーツ・活動進退】テレビ大阪（テレビ東京系、TVO）アナウンサーの植草結樹が、プロ野球中継『ナマ虎スタジアム・阪神タイガースVS中日ドラゴンズ』の実況を担当。なお植草は、長きにわたり江夏豊（野球解説者、元・阪神など）とのコンビで阪神戦の実況中継を担当してきたが、2020年1月末で定年退職となるため、阪神戦での実況中継を担当するのはこれが最後となった[298]。
- 17日 - 【音楽・特番】NHK総合で1969年8月から年に1回放送されていた大型音楽番組『思い出のメロディー』がこの日の第51回をもって終了。50年の歴史に幕。
- 20日 - 22日（19 - 21日深夜） - 【バラエティ・特番・関東広域圏】テレビ朝日の深夜枠（火 - 木曜未明、月 - 水曜深夜）、同局系列のインターネットテレビ局AbemaTVで配信されている人気コンテンツを地上波特別版で放送する特番枠『アベマの時間』を3夜連続で放送。20日は『オオカミくんには騙されない』（0時25分 - 1時20分）を、21日は『初対面で結婚!リアリティーショー いきなりマリッジ』（0時55分 - 1時50分）を、22日は『恋愛ドラマな恋がしたい〜宇宙一のキス〜』（0時25分 - 1時20分）といったラインナップをそれぞれ放送した。以降、月1回、1週間のペースで放送されている[299]。
- 24日・25日 - 【特番】日本テレビ系にて毎年夏恒例の『24時間テレビ42「愛は地球を救う」』を放送（全国31局[注 55]）。メイン会場は例年の日本武道館に代わり（後述の『世界柔道』開催および、東京五輪に向けた改修工事により施設が運用休止のため[300]）、この年は両国国技館（東京都墨田区）に場所を移して開催された[注 56]。この年のテーマは「人と人〜ともに新たな時代へ〜」で、メインパーソナリティーには、ジャニーズ事務所所属のアイドルグループ・嵐（6年ぶり5回目・櫻井翔のみ2年ぶり6回目）が務め[301]、チャリティーパーソナリティは元フィギュアスケーターの浅田真央が務めた[302]。また、チャリティーマラソンは「24時間駅伝」と題し、4名（1区:近藤春菜（ハリセンボン）→2区:ガンバレルーヤ・よしこ→3区:水卜麻美（日本テレビアナウンサー）[注 57]→最終4区:いとうあさこ）によるリレー形式で実施された[注 58]。なお、全体の平均視聴率は16.5%（関東地区・世帯・リアルタイム、ビデオリサーチ調べ）で、最高視聴率は25日20時51分の39.0%（同）だった[303]。
  - 【近畿広域圏】このうち、読売テレビの関西ローカルパートにおいて、スペシャルサポーターを務めていた関西ジャニーズJr.所属のアイドルグループ「なにわ男子」のライブがあべのハルカス（大阪市阿倍野区）会場にて25日に予定されていたが、前日の整理券配布の際に想定を上回る来場者が殺到したため「スムーズな運営が困難になる」と判断し、中止となった[304][305]。これについて、同社社長・大橋善光は放送後に開かれた定例の記者会見で「ご不便をおかけした結果、ケガや放送できないトラブルは防げたが、我々の読みが甘かった」と振り返った上で謝罪した[306]。
- 25日 - 9月1日 - 【スポーツ】フジテレビ系にて、柔道の国際大会『2019年世界柔道選手権大会』を独占中継放送。この年は日本武道館（東京都千代田区）にて開催された[307]。
- 25日 - 【スポーツ】テレビ朝日系にてこの日、2019年世界バドミントン選手権大会（ スイス バーゼル・セイント・ジャコブ・ホール）で日本人選手（男子シングルス：桃田賢斗【NTT東日本】、女子シングルス：奥原希望【太陽ホールディングス】ら）が4種目で決勝戦に進出したことから、当初予定していた『日曜プライム』枠（21時 - 23時05分）のスペシャルドラマ（『深層捜査スペシャル』）を急遽変更、決勝2試合（男女シングルス）を中継した[308]（『深層捜査スペシャル』は9月8日へ移動して放送された（→2019年のテレビドラマ (日本)#主な動向も参照））。
- 28日
  - 【報道・災害】この日、未明から明け方にかけて九州北部で記録的な大雨となり、NHK総合では早朝から大雨関連の特別報道体制が組まれた。午前6時頃に佐賀県や福岡県に大雨特別警報が出されたことを受け、当時放送中だった『NHKニュース おはよう日本』は特別警報発表後から7時45分の全国枠終了までほぼ全編大雨報道に徹した。その後、8時15分からの『あさイチ』は第1部のオープニング直後から約10分間、報道スタジオから大雨関連ニュースを放送。また、第1部と第2部の幕間の定時ニュースを9時10分まで延長し関連情報を伝えた。なお、九州・沖縄地方では8時25分頃 - 9時・9時10分 - 9時55分に大雨関連のローカル報道特番を放送したため『あさイチ』は第1部の冒頭部分を除き全編ネット返上となった。また、10時の定時ニュースは大雨関連の報道特番扱いで9時55分 - 10時20分に繰り上げ・拡大となり、後続の『くらし☆解説』『趣味どきっ!』はいずれも15分繰り下げとなった（ただ、九州・沖縄地方は10時20分 - 11時に大雨関連のローカル報道特番を放送のため両番組ともネット返上）。さらに、11時からは大雨関連の報道特別番組を11時54分まで放送し、この影響で11時台のローカル情報番組枠（関東地方の場合は『ひるまえほっと』[注 59]）が休止となった。午後も、正午の全国ニュースを大雨関連ニュースを中心に12時40分まで拡大放送（ローカルニュースは25分繰り下げて12時40分 - 12時45分に放送、12時20分からの『梅沢富美男と東野幸治のまんぷく農家メシ!』は休止）したほか、13時台の『ごごナマ・第1部』は通常同番組内包の定時ニュースを13時 - 13時15分に単独番組扱いで放送したため、15分繰り下げ・短縮（13時15分 - 14時）し放送した[注 60]。
  - 【スポーツ】読売テレビ制作・日本テレビ系にて夏恒例の『Iwataniスペシャル 鳥人間コンテスト2019』を放送（19時 - 20時54分）。この年の第42回大会も例年通り滋賀県彦根市の松原水泳場を舞台に7月27日・28日の両日開催されるも、27日が台風第6号の影響により途中で打ち切りになったため翌28日の競技の模様を中心に構成して放送された。また、この年から新MCとして矢部浩之（ナインティナイン）が就任[309][310]。
  - 【地域報道・BPO・埼玉県】テレビ埼玉（テレ玉、独立局）の報道番組『ニュース545』で4月11日に放送した、元埼玉県川越市議会議員によるセクハラおよびパワハラを告発した同市職員を相手に損害賠償を求めて起こした訴訟の報道を巡り、BPOの放送人権委員会がこの日、同ニュースについて審理に入ることを発表。同ニュースにおいてテロップで「元市議セクハラ訴訟 被害女性職員 請求棄却求める」と表示して報道したが、元市議が身に覚えのないハラスメントとして提訴したにもかかわらず、「セクハラを訴えられたような印象を与え、名誉を損なわれた」とBPOに申し立てていた[311]。
- 30日 - 【音楽】テレビ朝日系『ミュージックステーション』のこの日の放送にて、ロックシンガーの矢沢永吉が同番組に初出演。当日は東京・六本木の同局本社屋上の特設ステージにて、東京の夜景をバックに、彼の代表曲である「黒く塗りつぶせ」と、最新アルバム『いつか、その日が来る日まで…』（9月4日発売）の収録曲「ヨコハマ Uō・Uō・Uō」の2曲をスペシャルメドレーで披露した。また、司会のタモリと矢沢の初トークが今回実現した[312]。

### 9月

#### 9月上期
- 1日 - 【開局・特番・バラエティ・芸能・音楽】BS日テレ 4Kがこの日正午より放送開始。BS日テレでは4K開局記念として、アイドルグループ・ももいろクローバーZがメインを務める『BS日テレ 4K特番 スタートダッシュ!!ももクロ仕立て』（19時 - 20時54分）を生放送、同特番では同グループと同局人気番組によるコラボレーション企画が行われた。また、4K本放送開始直前に事前SP『4K放送はじまるよ!ももクロがきてます?』（11時30分 - 12時5分）を放送し、特別ゲストにMr.マリック（奇術師）を迎え番組の見どころを紹介した[313]。同局ではこの他4K開局記念特番として、7月に横浜アリーナで開催された「和」をテーマにしたアイスショー『氷艶hyoen2019 -月光かりの如く-』（宮本亜門演出、髙橋大輔主演。12時05分 - 14時50分）、1988年に解散したロックバンド、BOØWYの伝説的ライブ・ドキュメント『BOØWY「1224－THE ORIGINAL」』（21時 - 22時54分）、といった番組をそれぞれ放送した[314]。また、平日夜の報道番組『深層NEWS』が同月から4K制作となる。
- 2日（1日深夜） - 【バラエティ】テレビ愛知制作・テレビ東京系で放送の乃木坂46冠バラエティ番組『乃木坂工事中』のこの日の放送にて、富士山での新曲ヒット祈願の模様を放送する予定だったが、8月26日に落石により20歳代のロシア人女性が死亡したことを受け[315] 急遽内容を変更[316] し、過去のヒット祈願の名場面集を放送した。当初の内容は23日（22日深夜）・30日（29日深夜）の2週に亘って放送。
- 4日・6日 - 【特番・災害・北海道】北海道胆振東部地震から6日で1年を迎えるにあたり、北海道内のNHK・民放にて特別番組を編成。4日には、北海道放送（HBC）にて夕方ワイド番組『今日ドキッ!』をベースとした特別番組『今日ドキッ!防災スペシャル 震度7から1年〜大災害から家族を守れ!ど〜みん防災力テスト〜』（19時 - 20時）を放送[317]。また、地震発生から1年となる6日にはNHK総合（北海道ブロック）にて『北海道スペシャル・北海道胆振東部地震から1年〜被災地はいま、そして、これから〜』（札幌局制作、19時30分 - 20時42分）を放送した[318]。さらに、当日6日の各局の夕方ワイド番組は地震の被災地にあたる3町から生中継を行った[319]。
- 4日 - 【単発枠】TBS系水曜20 - 21時枠（ローカルセールス）の単発特番枠 『水トク!』（第2期、2012年10月 - ）が終了[208]。最終番組は『世界衝撃映像100連発第33弾』を放送した。
- 5日 - いずれも【スポーツ】
  - 日本テレビ系にて、サッカーの国際試合『キリンチャレンジカップ2019・日本VSパラグアイ』（茨城県立カシマサッカースタジアム）を生中継（19時 - 21時24分）。平均視聴率は11.7％（関東地区・世帯・リアルタイム、ビデオリサーチ調べ）。
  - フジテレビ系にて、 中国で開催のバスケットボール国際大会『2019年FIBAバスケットボール・ワールドカップ』1次ラウンド「日本VSアメリカ」を生中継（21時 - 23時28分）[320]。平均視聴率は8.1％（関東地区・世帯・リアルタイム、ビデオリサーチ調べ）。
  - 【不祥事】TBSはこの日、8月11日に放送した『消えた天才』の番組中で、元リトルリーグ選手の試合映像にて、実際の球速より速く見せるなどの映像加工を行っていたことを明らかにした。また過去放送分でも同様の映像加工作業が行われていたことも明らかにした。このためTBSでは同番組について局内調査が全て完了するまで当面の間放送を見合わせることを発表した[321]（後に打ち切り、10月21日のできごとも参照）。
- 7日 - 【バラエティ】テレビ朝日系『世界が驚いたニッポン! スゴ〜イデスネ!!視察団』がこの日の2時間SPをもってレギュラー放送を終了。今後は不定期特番として継続[322]
- 8日 - 【特番】TBSは上述の不祥事を受け、同系で同日放送予定だった『消えた天才SP』を変更し、差し替えとして、世界各地の動物映像に特化した『大陸横断!世界の珍獣プレミア映像』を放送した（18時30分 - 20時54分）[323][324]。
- 8日 - 9日 - 【報道・災害】令和元年房総半島台風（台風15号）が関東地方に接近・上陸した影響で、NHK総合では8日22時50分以降台風関連の特別報道体制が組まれた。まず、8日22時50分から9日午前0時まで台風関連の報道特別番組を放送。その後、9日午前0時から4時30分（8日深夜）にかけても毎正時と毎時30分から20分前後、台風関連のニュースを放送し[注 61]、ニュース以外の時間帯はBGMをバックに台風の予想進路図や雨雲レーダー画面などを流した。このため、8日夜の韓国ドラマ『不滅の恋人』（第6話）や9日未明（8日深夜）のアニメ『ヴィンランド・サガ』（第10話）、9日早朝の『大相撲 幕内の全取組』がいずれも休止となった[注 62]。その後、9日4時30分からの『おはよう日本』は番組のほとんどを台風関連ニュースに充てた。また、9日の8時 - 11時台も通常のレギュラー番組を『連続テレビ小説 「なつぞら」』など一部を除き休止・時間変更とした上で台風関連のニュースを随時放送。さらに、正午の全国ニュースを台風関連ニュースを中心に12時40分まで拡大放送した（各地域のニュースは25分繰り下げて12時40分 - 12時45分に放送、12時20分からの『うまいッ!』は休止）。また、インターネットのニュースサイト「NHK NEWS WEB」やスマートフォン・タブレット端末向けアプリ「NHKニュース・防災」でも8日深夜から9日昼まで総合テレビの台風関連報道の放送同時配信を行った。
- 9日 - 【音楽】NHKが演歌・歌謡曲に限定した大型音楽イベント『演歌フェス2019』をこの日、渋谷・NHKホールにて開催。同日にBS4Kにて5時間半にわたって生放送された[325] ほか、22日・29日・10月6日にBSプレミアム『新・BS日本のうた』（日曜19時30分 - 21時）にて3夜連続で放送された。
- 10日 - 【特番・人物】テレビ朝日系にて、2018年に死去した女優の樹木希林（75歳没）の一周忌（15日）を前に、追善特別番組『樹木希林さん特別番組〜おもしろうて、やがて不思議の、樹木希林〜』（19時 - 20時54分）を放送。同番組では、樹木と生前交流のあった俳優や映画関係者らのインタビューなどを通して、樹木の人物像を紹介。司会は立川志の輔（落語家、タレント）、進行役は大下容子（テレビ朝日アナウンサー）、ナレーションは小林聡美（女優）がそれぞれ担当した[326]。
- 11日 - 【バラエティ・不祥事・ドラマ・特番】TBSはこの日、『テッペン!』水曜枠で放送の『クレイジージャーニー』について、8月14日に放送された同番組2時間SP、レギュラー版の両方において「爬虫類ハンターがメキシコに生息する珍しい生物を探し捕獲する旅」の企画にて不適切な演出などがあったことを発表した。同局では、同番組を局内調査が終了するまで放送休止することを決定（後に打ち切り、10月21日のできごとも参照）[注 63][327]。
- 12日
  - 【報道・災害・関東広域圏】前述の房総半島台風により、千葉県で発生した大規模停電の被害が深刻化したことを受け、NHK総合では14時5分 - 14時36分・19時30分 - 19時57分に関東地方向けに千葉県の大規模停電に関するニュースを放送した。これに伴い、関東地方では『ごごナマ・第2部』（14時5分 - 14時55分）が放送されなかった[注 64] ほか、19時30分からの『所さん!大変ですよ「タピオカ」』が関東地方に限り翌週19日に臨時スライド放送された[注 65]。
  - 【バラエティ・放送事故】読売テレビ製作・日本テレビ系にてこの日深夜に放送されたバラエティ特番『映像ビックリエイター』（23時59分 - 13日0時54分）において、ある怪獣映画制作者を紹介する際にその監督の制作した映像でなく別の人物が制作した映像を13秒間放映してしまう失態が発生。読売テレビ側では「制作の過程で担当スタッフが誤った映像を使用してしまった」として関係者らに陳謝した[328]。
- 13日
  - 【BPO】BPOの放送倫理検証委員会はこの日、放送倫理違反の疑いがあるとして、NHKワールド・プレミアムで放送のドキュメンタリー番組『Inside Lens』（取材過程における倫理違反）、北海道放送『今日ドキッ!』（選挙報道における公平・公正性の問題）、TBS系『消えた天才』（映像加工問題=上述）の計3番組について審議入りすることを発表[329][330]。
  - 【クイズ】日本テレビ系ではこの日、クイズ番組が2本放送された（いずれも司会は桝太一〈日本テレビアナウンサー〉が務めた）。
    - 20時枠（19時56分 - 20時54分）でレギュラー放送されてきた『超問クイズ! 真実か?ウソか?』（2016年5月6日 - ）は同日で最終回、3年5か月にわたる歴史に幕[331]。
    - 【特番】続く21時からは、夏期恒例、39回目となる『ライオンスペシャル 全国高等学校クイズ選手権2019（高校生クイズ）』（21時 - 23時24分、NNN/NNS30局＋1局[注 66]）を放送。本年も総合司会を桝、メインパーソナリティを千鳥（お笑いコンビ、吉本興業所属）、メインサポーターを乃木坂46（アイドルグループ）がそれぞれ務めたほか、スペシャルパーソナリティは杉野遥亮（俳優）が務めた[332]。

  - 【ドラマ・単発枠・トーク】1984年10月に『金曜女のドラマスペシャル』として誕生、2015年4月からの『金曜プレミアム』へと続くフジテレビ系金曜夜の2時間枠が終了、この日放送の『さんまのまんま 俺もそろそろ結婚したいなSP』（関西テレビ制作）を最後に、35年の歴史に幕[333]。
- 14日 - 16日 - 【報道・災害・関東広域圏】前述した房総半島台風による千葉県の大規模停電が長期化していることを受け、NHK総合では関東地方に限り早朝・深夜など一部の時間帯を除きL字型画面で千葉県内を中心とした生活支援情報を常時伝えた。また、14日10時55分 - 11時25分・15時5分 - 15時30分、15日13時5分 - 13時35分、16日15時5分 - 15時30分には千葉県内を中心とした台風被害に関する関東地方向けのニュースを放送して関連情報を報じた。これに伴い、14日・16日は『大相撲秋場所』中継が関東地方に限り15時30分からの放送となった[注 67]。
- 14日 - 10月15日 - 【スポーツ】フジテレビ系にて、バレーボールの国際大会『FIVBワールドカップ 2019』を女子大会（29日まで）・男子大会（10月1日開幕）共に日本戦を中心に連日中継。なお毎大会、ジャニーズ事務所所属のアイドルグループが務めることで知られる「スペシャルサポーター」は、ジャニーズWESTが務め[334]、同大会のイメージソング『Big Shot!!』を歌唱した[335]。同大会の「スペシャルサポーター」に、デビュー後のアイドルグループ（いわゆる「デビュー組」）が起用されたのは今回が初。
- 14日 -【アニメ・特番】NHK BSプレミアムにて『発表!全○○大投票』シリーズの第3弾で、東映アニメーション制作のアニメ『プリキュアシリーズ』[注 68] を特集する『発表!全プリキュア大投票』を放送（21時 - 23時30分・23時45分 - 翌0時45分）。なお、放送前月となる8月にはシリーズの歴史を振り返る特集番組『歴史秘話 プリキュアヒストリア』を放送した（BSプレミアム：10日・16日〈再放送〉、Eテレ：17日）[336]。
- 15日
  - 【スポーツ】この日、2020年東京五輪男女マラソン代表決定レース『マラソングランドチャンピオンシップ』（MGC、東京・明治神宮外苑発着）[337] が開催。男子大会はTBS系（8時 - 11時30分）、女子大会はNHK総合（8時 - 11時54分）でそれぞれ生中継された[338][注 69]。
  - 【演芸】日本テレビ系『笑点』の大喜利で、病気療養のため休演中の6代目三遊亭円楽の代役として立川晴の輔が出演。落語立川流所属の噺家が同番組に出演したのは実に50年ぶりとなった[340]。

#### 9月下期
- 18日
  - 【教養・ドキュメンタリー】テレビ東京系の経済ドキュメンタリー『日経スペシャル 未来世紀ジパング〜沸騰現場の経済学〜』（2011年11月14日 - ）がこの日の90分拡大スペシャル（22時 - 23時24分）をもって最終回、8年に亘る歴史に幕。
  - 【トーク・バラエティ】フジテレビ系水曜22時枠のトークバラエティ番組『梅沢富美男のズバッと聞きます!』（2018年4月18日 - ）がこの日の2時間スペシャル（21時5分 - 22時53分）をもって終了、1年半のレギュラー放送に幕[341]。
- 21日 - 【お笑い】TBS系にて毎年恒例のコント王者決定戦『キングオブコント2019』決勝を生放送（18時55分 - 19時〈一部地域を除く〉・19時 - 21時54分）、第12代王者にはどぶろっく（浅井企画所属）が輝き、賞金1000万円を獲得した[342]。
- 23日 - 【バラエティ】TBS系で、1997年から2008年まで放送されたアイドルグループ・V6（20th century・coming century）出演の『学校へ行こう!』の復刻版スペシャル『V6の愛なんだ2019』を放送（20時 - 22時57分、途中ニュースによる中断あり[343]）。同特番は2017年から3年連続となった[344][345]。
- 25日
  - （24日深夜）【バラエティ】日本テレビ系深夜枠のAKB48グループ冠バラエティ番組『AKBINGO!』（水曜〈火曜深夜〉0時59分 - 1時29分、2008年10月 - ）がこの日をもって終了、11年の歴史に幕。同番組終了により、前身番組[注 70] 時代から数えて11年9か月に亘るAKB冠番組シリーズが完全終幕した[346]。
  - 【クイズ】テレビ朝日系にてこの日、改編期恒例の3時間クイズ特番『ザ・タイムショック』（19時 - 21時48分、司会：中山秀征、大下容子〈同局アナウンサー〉）を放送。今回は令和初、且つ『クイズタイムショック』（初代シリーズ：1969年1月 - 1986年3月）の放送開始から51年目を迎え、番組開始初期（田宮二郎司会時代）の最古の映像も特別放送された[347][注 71]。
- 26日
  - （25日深夜）【芸能】 韓国「Mnet」で放送され人気を博し、I.O.IやWanna One、IZ*ONEなどを輩出したことでも知られるオーディション番組『PRODUCE 101』の日本版となる『PRODUCE 101 JAPAN』（韓国：CJ ENM・日本：吉本興業主催）の第1弾となる特別番組をTBSにて放送（0時1分 - 1時）。なお、この模様は無料動画配信サービス「GYAO!」にて、全12回のインターネット動画配信が行われ、決勝大会は12月11日、同じTBS系列でゴールデンタイムにて放送された[348][349]。
  - 【情報・東京都】TOKYO MXの平日21時枠情報ワイドショー番組『バラいろダンディ』月 - 木曜MCを務めた蝶野正洋（プロレスラー、2017年1月 - ）およびアシスタントの阿部優貴子（フリーアナウンサー、2018年10月 - ）がこの日を以て同番組を卒業[350]。
- 27日
  - 【情報】TBS系情報番組『ビビット』（2015年3月30日 - ）がこの日の放送で最終回[351]。同番組終了により、前身番組『いっぷく!』（2014年3月31日 - 2015年3月27日）から5年6か月続いた国分太一（TOKIO）司会のTBS系平日朝番組の歴史に幕。
  - 【情報】フジテレビ系『情報プレゼンター とくダネ!』にて、1999年4月の番組開始から20年半サブキャスターを務めていた笠井信輔（フジテレビアナウンサー）が自身のフリーアナウンサー転向に伴いこの日をもって番組を卒業[352]。
  - 【報道】テレビ朝日系『報道ステーション』にて月 - 木曜のスポーツコーナー担当兼金曜キャスターを務めていた竹内由恵（テレビ朝日アナウンサー）が、自身の退職を理由に、同日放送をもって番組を卒業[353]。
  - 【情報・東京都】TOKYO MX『バラいろダンディ』金曜MCを務めた島田洋七（漫才師、2015年4月 - ）および初代金曜司会で現アシスタントの関谷亜矢子（フリーアナウンサー、2014年4月 - ）がこの日をもって同番組を卒業[350]。
  - 【地域報道・情報・近畿広域圏】毎日放送『ミント!』にて、4月の放送開始より木・金曜アシスタントキャスターを務めてきた豊崎由里絵（同局アナウンサー）が、10月末に同社を退職することを理由に、この日をもって番組を卒業[354]。
  - 【地域報道・高知県】テレビ高知（KUTV、TBS系）にて、開局翌年の1971年4月に放送開始した平日夕方枠の老舗ローカルニュース番組『イブニングKOCHI』がこの日の放送をもって終了、約48年半に亘る歴史に幕。翌週30日より後継の新番組として『情報パレット からふる』を放送開始（月 - 金曜18時15分 - 18時55分）。
- 27日 - 10月6日 - 【スポーツ】TBS系で、 カタール・ドーハにて開催の『世界陸上2019』を独占中継放送。メインキャスターは織田裕二（俳優）と中井美穂（フリーアナウンサー）のコンビで、1997年アテネ大会から12大会連続で務めた[355]。
- 28日
  - 【バラエティ】日本テレビ系『嵐にしやがれ』はこの日、嵐のデビュー20周年を記念し、3時間スペシャルを放送（19時56分 - 22時54分）。「祝20周年!嵐記念館」および、メンバー個々による挑戦企画を放送した。
  - 【クイズ・特番】TBS系にてこの日、改編期恒例の『オールスター感謝祭'19秋』を放送（18時25分 - 18時30分〈一部地域を除く〉・18時30分 - 23時48分、途中ニュース中断あり）。なお、前年春より『感謝祭』放送日翌日（日曜）未明（土曜日深夜）に放送されている派生特番『オールスター後夜祭』について、上述の世界陸上中継の関係上今秋は放送されない[208]（ちなみに春は4月6日〈感謝祭〉と7日〈6日深夜、後夜祭〉に放送されている）。
- 29日
  - （28日深夜）【バラエティ・近畿広域圏】読売テレビ、西野亮廣（キングコング）MCの関西ローカル深夜バラエティ番組『ガリゲル』（2010年4月 - ）が、この日の放送を以て終了、9年半の歴史に幕[356]。
  - 【情報・中京広域圏】東海テレビ（フジテレビ系）、内藤剛志（俳優）司会の日曜昼の生放送情報番組『スタイルプラス』（中京ローカル、2006年10月15日 - ）が、この日の放送で最終回、13年の歴史に幕[357]。
- 30日
  - NHK、令和元年度後期編成を開始。
    - 【ドキュメンタリー】NHK総合の月曜22時50分枠、新たなドキュメンタリー枠として『ストーリーズ』を放送開始[358]。

  - 日本テレビ系の早朝・夕方枠番組にて、改編期に伴うキャスト人事を実施。
    - 【報道】早朝枠のニュース番組『Oha!4 NEWS LIVE』（日テレNEWS24制作）では、この週よりメインキャスター陣を一新し、日替わり体制を構築。担当者は月曜：笹崎里菜、火曜：郡司恭子、水曜：市來玲奈、木曜：後呂有紗、金曜：岩田絵里奈（全員、日本テレビアナウンサー）がそれぞれ就任[359]。
    - 【情報】『ZIP!』でもシフト入れ替えを実施。スポーツコーナー担当として月 - 水曜に佐藤義朗（日本テレビアナウンサー）、木・金曜に田中毅（同）がそれぞれ登板（田中は3年6ヶ月ぶりに番組復帰）し、ニュース担当のフィールドキャスターには月・火曜は伊藤遼（同）が続投し、水 - 金曜担当には篠原光（同）がスポーツコーナーから配置転換（ニュース自体は引き続き徳島えりか（総合司会）が兼務）。また「SHOW BIZ」コーナー担当、月 - 水曜は後呂有紗（同）が続投（『Oha!4』と兼務）し、木・金曜はこの年入社の新人アナウンサー杉原凜（同）が新たに登板[360]。
    - 【報道】夕方のニュース番組『news every.』では「カルチャー&スポーツキャスター」としてハードキャッスル エリザベス（フリーアナウンサー・元山梨放送アナウンサー）がこの日の放送から就任[361]。

  - 【報道】テレビ朝日系『報道ステーション』は、この日より月 - 木曜のスポーツコーナー新担当に清水俊輔（テレビ朝日アナウンサー）が就任[362]。
  - 【情報】TBS系平日午前8 - 9時枠にて、新情報ワイドショー番組『グッとラック!』を放送開始（月 - 木曜8時 - 10時25分、金曜8時 - 9時55分）。メイン司会には立川志らく（落語家）と国山ハセン（TBSアナウンサー）が就任、アシスタントとして2019年入社の新人である若林有子（TBSアナウンサー）を新たに起用[351]。
  - 【報道】テレビ東京系の夕方ニュース番組『ゆうがたサテライト』のサブキャスターを務めた戸室穂美（フリーアナウンサー、2017年11月6日から在任）がこの日の放送を最後に退任した[363]。
  - フジテレビ系の朝番組でもリニューアルを実施。
    - 【報道・情報】『めざましテレビ』では、この週よりフジテレビ新人アナウンサーの藤本万梨乃がフィールドキャスターとして加入する[364]。
    - 【情報】『とくダネ!』では、この週より月 - 水曜のコーナープレゼンテーション担当に、フジテレビ新人アナウンサーの堀池亮介が新たに加入する[364]。

  - 【情報・東京都】TOKYO MX『バラいろダンディ』はこの週より番組をリニューアル。月 - 木曜の司会者に垣花正（フリーアナウンサー、元ニッポン放送アナウンサー）、アシスタントに大島由香里（フリーアナウンサー、元フジテレビアナウンサー）を起用し、金曜の司会者に宮崎謙介（元自由民主党代議士）、アシスタントに新井麻希（フリーアナウンサー、元TBSアナウンサー）を新たに起用する[350]。
  - 【報道】BS日テレ（2K・4K）の報道番組『深層NEWS』はこの日の放送よりアンカーマンが交代、近野宏明（日本テレビ報道局記者）の後任として、辛坊治郎（フリーキャスター、元読売テレビ解説委員）が就任、月 - 木曜を担当[365]。金曜は日本テレビ政治部記者（元アナウンサー）の右松健太がアンカーマンを務める[366]。またサブキャスターには日本テレビアナウンサーの畑下由佳（月・火曜担当、日本テレビアナウンサー）と久野静香（水 - 金曜担当、同）が、レギュラーコメンテーターには飯塚恵子（読売新聞編集委員）がそれぞれ就任する[366]。
- 30日 - 10月1日未明 -【報道】10月1日に消費税の税率が8%→10%に引き上げられることを受け、NHK総合では深夜帯のニュース解説番組『時論公論』を消費税率引き上げをテーマに5分拡大して放送（23時35分 - 23時50分）、続けて23時50分から1日未明（30日深夜）0時15分まで消費税率引上げの関連ニュースを放送し、税率引き上げの瞬間や増税が景気に与える影響などを中継や記者解説を交え詳報した。民放でも、特に『WBS』（テレビ東京系・BSテレ東・BSテレ東 4K、この日は特別編成のため20分繰り下げ23時20分 - 翌0時18分に放送）や『FNN Live News α』（フジテレビ系）が消費増税のニュースを中心とした内容で放送された。

### 10月
- 1日 - 28日 - 【情報・ドラマ】日本テレビ系『ZIP!』にて、福山雅治（シンガーソングライター・俳優）がプロデュース・音楽、バカリズム（お笑いタレント・脚本家）が脚本をそれぞれ担当し制作、2018年12月に同番組で放送されたミニドラマ『生田家の朝』（主演：ユースケ・サンタマリア、尾野真千子）の第2シリーズ（全15話、21日まで）[367] を、最終5日間は『緑山家の朝』（出演：バカリズム、平岩紙。全5話、22日〜28日）をそれぞれ放送した（→2019年のテレビドラマ (日本)#10月も参照）。

#### 10月上期
- 1日 - 【ドキュメンタリー・表現問題・BPO】6月に放送されたNHK総合『NHKスペシャル「彼女は安楽死を選んだ」』について、京都府京都市の団体が「自殺を肯定する内容であり、民放連の放送基準などに違反する」として7月にBPOに対し審議申立書を送付していたことがこの日判明。一方NHKは「世間一般に言われる自殺とは大きく異なっており、放送基準に違反しているとは言えない」と反論している[368]。
- 2日 - 【改編・バラエティ・トーク】テレビ朝日系『家事ヤロウ!!!』が放送枠を1時間繰り上げ30分拡大し「ネオバラエティ」水曜枠に移動して放送開始。レギュラー出演者は引き続き、バカリズム、中丸雄一（KAT-TUN）、カズレーザー（メイプル超合金）の3名[369]。なお、これまで同番組を放送していた木曜未明（水曜深夜）0時20分 - 0時50分枠（後続枠）には、今田耕司と指原莉乃がMCを務めるトークバラエティ『いまだにファンです!』が日曜未明枠から移動し、タイトルも『すじがねファンです!』に改題・リニューアルし、翌3日未明（2日深夜）から放送開始。同番組の司会は引き続き今田と指原が務めるほか、サブMCとして人気お笑い芸人も出演する[370]。
- 3日 - 【アニメ】テレビ東京系木曜18時枠前半（17時55分 - 18時25分）に、新アニメ番組枠『プリスクタイム』を放送開始。「子どもに見せたい良質なアニメをお届けする」をコンセプトに、『GO!GO!アトム』と『エッグカー』の各15分アニメ2本立てで構成される[371]。
- 4日
  - テレビ朝日系
    - 【バラエティ】後述の『ドラえもん』『クレヨンしんちゃん』枠移動に伴い、『ザワつく!金曜日』が金曜21時枠→19時枠へ移動（初回は3時間SP）[372][注 72]。
    - 【報道】『報道ステーション』の新たな金曜担当キャスターとして森川夕貴（テレビ朝日アナウンサー）が就任[362]。

  - 【改編・バラエティ・紀行・アニメ】テレビ東京系金曜19時枠（18時55分 - 19時54分）にて、お世話になった"先生”に感謝を伝える感動ドキュメントバラエティ『先生、、、どこにいるんですか? 〜会って、どうしても感謝の言葉を伝えたい。〜』を放送開始。MCは俳優・タレントのユースケ・サンタマリアと、吉本興業所属のお笑いコンビ南海キャンディーズ（山里亮太・山崎静代）が務める（初回は2時間SP）[373][374]。なお、前月まで同枠で放送していた『超かわいい映像連発!どうぶつピース!!』は同月17日より木曜18時25分 - 19時58分枠へ移動し88分に時間拡大[375][376]、さらに、木曜19時枠にあった旅バラエティ番組『太川蛭子の旅バラ』は水曜20時台（19時54分 - 20時54分）へ移動[375]（『一茂&良純の自由すぎるTV』は9月4日で打ち切り終了）。また『どうぶつピース!!』の時間拡大に伴い、これまで木曜18時台後半枠で放送してきたアニメ『アイカツ!』シリーズ（9月26日までは『アイカツフレンズ!』）は、5日より土曜10時30分枠に移動し、歴代キャラクターが登場する新シリーズ『アイカツオンパレード!』を開始した[376]。
  - 【バラエティ】BS日テレ（2K・4K）にて、ももいろクローバーZの冠新番組『ももクロと行く!』（金曜23時 - 23時30分）を放送開始[313]。
- 4日 - 6日【バラエティ・イベント・北海道】鈴井貴之（CREATIVE OFFICE CUE代表）、大泉洋（俳優、TEAM NACSメンバー）らによる北海道テレビ（HTB、テレビ朝日系）制作の長寿深夜番組『水曜どうでしょう』のファンミーティングイベント『水曜どうでしょう祭2019』を札幌・ばんけいスキー場で開催[377]。同番組の最新作をテレビ放送に先駆けて上映した。なお、最新シリーズは2013年10月2日〜2014年1月8日にHTBで放送された「初めてのアフリカ」シリーズ以来6年ぶりとなる[378]。なお、新作の地上波での放送はHTBでは12月25日から開始[379]、他の地域でも2020年1月より順次放送を開始する[380]。
- 5日 - 13日 - 【スポーツ】プロ野球・クライマックスシリーズを地上波（主に出場球団の地元各地区ローカル）・BS（NHK BS1、他）・CS各局にて中継放送。
  - 5日 - 7日
    - 【福岡県・東京都・宮城県・BS】パ・リーグファーストステージ「福岡ソフトバンク対東北楽天」（福岡 ヤフオク!ドーム）は、ソフトバンクの地元の在福各局（第1戦：福岡放送〈FBS、日本テレビ系〉、第2戦：九州朝日放送〈ANN九州・山口・沖縄ブロックネット〉、第3戦：テレビ西日本〈TNC、フジテレビ系〉）とTOKYO MX2（全3戦）[381] で放送のほか、楽天の地元・宮城県では第1戦のみミヤギテレビ（MMT、日本テレビ系）で放送した。BSは第1・2戦はNHK BS1、第3戦はBS朝日・BS朝日 4Kでそれぞれ放送された。
    - 【神奈川県・在京キー局・近畿広域圏・BS】セ・リーグファーストステージ「横浜DeNA対阪神」（横浜スタジアム）は、第1戦はTBS（関東ローカル）と毎日放送（関西ローカル）で放送し、横浜の地元局テレビ神奈川（tvk、独立局）では第2・3戦を放送した。BSでは全3戦をBS-TBS（2K・4K）で放送した（第1戦のみTBS中継終了後にリレー中継を行った）[382]。

  - 9日 - 11日・13日
    - セ・リーグファイナルステージ「巨人対阪神」（東京ドーム）は、地上波全国ネットでは第2・4戦以外を日本テレビ系列[383]、第4戦をNHK総合でそれぞれ放送。BSでは第4戦を除き、BS日テレ（2K・4K）にて4K制作で放送。関西ローカルでは第2戦のみ読売テレビで放送された[384]。
    - 【埼玉県・福岡県・BS】パ・リーグファイナルステージ「埼玉西武対福岡ソフトバンク」（メットライフドーム）は、関東地区では西武の地元局、テレビ埼玉（テレ玉、独立局）で第3・4戦を放送した[385]。BSでは第3戦を除きNHK BS1、第3戦をBS朝日・BS朝日 4Kでそれぞれ放送。ソフトバンク地元の在福各局では全試合を放送（第1・4戦：九州朝日放送、第2・3戦：福岡放送〈2戦はytv同様に特番差替え、3戦はセ・リーグを差し替え〉[注 73]）。
- 5日
  - 【アニメ】テレビ朝日系の土曜夕方枠（16時30分 - 17時30分）に新アニメ枠を新設。長年に亘り金曜19時枠で放送されていた『ドラえもん』および『クレヨンしんちゃん』のアニメ2本を移動、放送順も『しんちゃん』『ドラえもん』の順に入れ替えとなった[372][386][注 72]。改編に伴い、最後まで残った金曜19時アニメ枠が廃枠となり、民放各局におけるゴールデンタイムのアニメ枠がすべて消滅した。
  - 【料理・トーク・バラエティ】TBS系『人生最高レストラン』はこの週から「2号店」として新装開店、スタジオセットも居酒屋風のものにリニューアルし、新たに「女将」として島崎和歌子がMC陣に加入。リニューアル初回のゲストには木梨憲武（とんねるず）が出演した[387][388]。
  - テレビ東京系
    - 【バラエティ】土曜昼前枠（一部地域を除く）にて、オードリー（若林正恭、春日俊彰）の冠バラエティ番組『あちこちオードリー〜春日の店あいてますよ?〜』（土曜11時3分 - 11時30分）をレギュラー放送開始[374]。
    - 【トーク・バラエティ】土曜22時30分枠の『ひねくれ3』が、この日からタイトルを『自慢したい人がいます〜拝啓 ひねくれ3様〜』と改題・リニューアル[389]。

  - 【特番・北海道】テレビ北海道（TVh、テレビ東京系）にてこの日11時より、開局30周年記念特番として『開局30周年食欲の秋、てんこもりスペシャル』を8時間に亘り生放送。同局の看板番組である『けいナビ〜応援!どさんこ経済〜』『スイッチン!』『旅コミ北海道じゃらんdeGO!』『土曜旅館 桜の間』4番組のMC・リポーター。同局アナウンサーらが総出演、「北海道の食」をテーマにした企画を放送した[390]（途中、テレビ東京系ネット番組[注 74] の為中断）。
- 6日 -【ドキュメンタリー】CBCテレビ制作・TBS系『BACKSTAGE』の新MCとして武井壮（タレント、元陸上競技選手）が登板[391]。
- 8日 - 13日（日本時間） - 【スポーツ】テレビ朝日系にて、 ドイツ・シュツットガルトにて開催の体操の国際大会『世界体操2019』（日本時間4日開幕）を6夜連続で放送。
- 8日 - 【スポーツ・ドキュメンタリー】 BS11にて、学生スポーツに焦点を当てたスポーツドキュメンタリー番組『キラボシ!』（火曜23時 - 23時30分）をこの日より放送開始。番組ナレーターは葵わかな（女優）が務める[392]。
- 9日 - 【バラエティ】TBS系水曜21時枠にて、恵俊彰（タレント・司会者、ホンジャマカ）と高島彩（フリーアナウンサー）が司会を務め、これまで『水トク!』枠（9月終了、前述）にて不定期放送されていた『ワールド極限ミステリー』がレギュラー昇格し放送開始。初回は4時間SP（19時 - 22時57分）で放送した。
- 10日・15日 - 【スポーツ】テレビ朝日系にて、サッカーW杯カタール大会・アジア2次予選の日本代表戦をゴールデンタイム枠で中継放送した（10日：対モンゴル、15日：対タジキスタン戦）。
- 10日 -【情報・東京都】TOKYO MX1『バラいろダンディ』のこの日の放送から、アイドルグループ・NEWSの小山慶一郎がコメンテーターとして登場。小山は隔週木曜のコメンテーターを務める[393]。
- 11日 -【バラエティ】テレビ朝日系金曜20時枠、後述の『Mステ』枠移動に伴い、前月まで「ネオバラエティ」水曜枠で放送されていた『マツコ&有吉 かりそめ天国』をゴールデン進出しこの日から放送（初回は3時間SP）[372][注 72]。
- 12日 - 14日 -【報道・災害・編成】12日、令和元年東日本台風（台風19号）が日本列島（東海・関東地方）に接近・上陸したことにより、NHKと民放各局にて、12日から14日にかけて一部の時間帯を除き、関連の報道特別番組を放送した。
  - NHK総合（ここでは、12日 - 14日の3日間の動きをまとめる。）
    - 12日 - 9時30分以降の通常番組を『連続テレビ小説 スカーレット』の昼の再放送を除き全て休止し、台風関連の報道特別番組を断続的に長時間放送した。また、正午の全国ニュース（12時 - 12時40分、30分拡大）や『ニュース7』（19時 - 20時、30分拡大）も台風関連ニュースを中心に拡大放送した。なお『ラグビーワールドカップ2019・1次リーグ「アイルランド×サモア」』はEテレに放送波を変更し、19時44分 - 20時・20時 - 21時55分に時間を変更して放送（途中19時55分 - 20時の5分間だけマルチ編成を実施し、メインチャンネルにて通常編成の『NHK手話ニュース』を放送するため、サブチャンネルにて放送）した[394]。
    - 13日 - この日の午前中は5時 - 6時53分・8時 - 8時57分・10時 - 11時54分に台風関連の報道特番を断続的に放送[注 75]。ただ、午前7時台の『NHKニュース おはよう日本』と『さわやか自然百景』は両番組とも通常通り放送された。だが、後者については関東甲信越地方及び静岡県[注 76] では台風被害関連のローカルニュースに差し替えられ放送されず、東北地方でも7時40分 - 8時に仙台放送局制作の台風関連のローカル報道特番を放送のためネット返上となったため、北海道地方と東海3県・北陸以西の地方でのみ東京・放送センターからの裏送りネットで放送された。午後も、13時15分 - 14時15分・15時 - 15時25分・18時 - 18時45分に台風関連の報道特番を放送したほか、正午の全国ニュース（12時 - 12時25分、15分拡大）、『ニュース7』（19時 - 20時、30分拡大）といった定時報道番組を台風関連ニュースを中心に拡大放送した。また、同日の『日曜討論』（9時 - 10時）では「台風19号・重要課題を問う」と題し、今回の台風に関する議論も行った。このほか、『NHKのど自慢』（愛媛県松山市）は15分繰り下げて12時30分 - 13時15分に放送され、前日再放送予定だった『大河ドラマ いだてん〜東京オリムピック噺〜』第38話（6日放送）もこの日の14時15分 - 15時に移動して放送したほか、『プロ野球クライマックスシリーズ・巨人VS阪神』は15時25分から放送[注 77][395]。
    - 14日 - この日の日中も、8時15分 - 8時48分・10時 - 10時30分・11時25分 - 11時54分・13時 - 13時20分・14時30分 - 15時に豪雨被害関連の報道特番を放送[注 78] し、これにより当初この日の日中に放送予定だった番組のほとんどを時間変更・休止とした[396]。また、15時からの『連続テレビ小説「なつぞら」総集編』の前編と後編の幕間（16時28分 - 16時32分）にも豪雨被害関連のニュースを挿入した。さらに、正午の全国ニュース（12時 - 12時40分・30分拡大）や『ニュース7』（19時 - 19時40分、10分拡大）をそれぞれ時間拡大としたほか、当初この日休止予定だった『ニュースウオッチ9』も急遽21時 - 21時40分に時間変更・短縮の上放送した。さらに、18時台の『ひとモノガタリ』は、18時の定時ニュースが18時15分まで拡大したため18時15分 - 18時45分に時間変更となったが、台風被害の大きかった関東地方などでは当該時間帯に台風関連のローカル報道特番（関東地方の場合は『首都圏ネットワーク』のフォーマットで報道特番を放送）をしたため放送されず、一部地域でのみ東京・放送センターからの先行裏送りネットの形で放送された[注 79]。また、インターネットのニュースサイト「NHK NEWS WEB」やスマートフォン・タブレット端末向けニュースアプリ「NHK ニュース・防災」でも12日朝から14日夜まで総合テレビの台風関連報道の放送同時配信を行ったほか、NHK BS1でも随時関連のニュースを放送した。以後15日以降もしばらく、随時報道番組の枠拡大を行うなどして台風被害の続報を伝えたほか、朝の生活情報番組『あさイチ』でも連日、台風被災地の声を中継などを交えながら伝えた。

  - 民放各局では、以下の通り報道特別番組を編成した。
    - 日本テレビ系では12日、『ラグビーワールドカップ2019 明日運命の大一番!日本×スコットランド直前SP』（13時30分 - 16時10分）[注 80] と直後の2019 ブリヂストンオープン（16時10分 - 17時）を一時中断し台風関連ニュースを放送した後、番組を再開。その後、夕方には読売テレビ制作のアニメ2番組（『僕のヒーローアカデミア』『名探偵コナン』）の放送時間帯に日本テレビをはじめとする一部同系列局では2番組をネット返上し、日本テレビ制作の『news every.サタデー・拡大』（17時30分 - 18時・18時 - 18時30分）を放送（読売テレビをはじめとする、日本テレビ以外の大半の同系列局では2つのアニメを予定通り放送）した。なお、これら2番組は19日の早朝または夕方に各局別での振替放送を行った[注 81][397]。さらに、18時30分からの『満天☆青空レストラン』および19時からの『天才!志村どうぶつ園』[注 82]を休止し、『news every.（平日版）』の出演者・フォーマットで『NNN緊急報道特別番組』（第1部…18時30分 - 19時・第2部…19時 - 19時56分）を放送した[398][注 83][注 84]。14日の『ZIP!』では予定を大幅変更し、総合司会の桝太一（日本テレビアナウンサー）らが現地の模様を中継で伝えた。なお、CS「日テレNEWS24」でも台風関連のニュースを放送した。
    - テレビ朝日系では、12日、14時59分から関東ローカルで放送していたクイズバラエティ特番『世界が仰天!クイズどんだけ〜?』を、東京都など1都6県への大雨特別警報発表から30分余り経った16時過ぎをもって打ち切り[注 85]、さらに前週枠移動したばかりの『クレヨンしんちゃん』『ドラえもん』をこの週はそれぞれ休止し16時過ぎから17時30分まで『ANNスーパーJチャンネル（土曜版）』の出演者・フォーマットで『緊急報道特番 台風19号が直撃』を放送した[399]（16時30分までは関東ローカル、16時30分からはANN冠付きで全国ネット）。その後、17時30分からの『ANNスーパーJチャンネル』の通常放送も全編台風報道となった。また21時から23時24分までに放送予定だった『夢対決2019とんねるずのスポーツ王は俺だ!!』を休止し『ANN緊急報道特番 台風19号が首都圏直撃』に差し替えた[注 86][397][400]。また翌13日も10時 - 11時45分の枠で放送予定だった『サンデーじゅん散歩』を中止し『ANN報道特番 台風19号直撃 列島各地に大きな被害』に差し替えた。
    - TBS系では12日15時 - 15時54分・16時 - 17時30分[注 87] に『報道特別番組「台風19号、関東へ接近」』を放送（この日予定の『バース・デイ』などを休止）。後続の『報道特集』ならびに夜の『新・情報7DAYS ニュースキャスター』でも放送予定を台風関連のニュースを中心に差し替え放送した。翌13日も6時 - 6時30分に報道特番を放送したほか、関東など一部地域では7時台前半（7時 - 7時30分）の『健康カプセル!ゲンキの時間』（CBCテレビ制作）の同時ネットを返上し報道特番を放送[注 88]、8時からの『サンデーモーニング』も台風関連の情報を中心とした内容で放送した（ただ、「週刊御意見番」など通常コーナーも一部放送）他、14時 - 15時24分の枠で『報道特別番組 NスタSP 台風直撃!被害拡大』を放送[注 89]。また、CS「TBS NEWS」でも台風関連のニュースを放送した[注 90]。
    - テレビ東京系では、12日は主にニュースや『追跡LIVE! Sports ウォッチャー』などの生番組内で台風情報を伝えた。また、13日は11時55分 - 12時54分枠にて『緊急報道スペシャル 巨大台風19号の爪痕』を放送した。
    - フジテレビ系では12日15時30分 - 17時30分の枠にて『報道特報「台風19号 関東上陸の恐れ」』を放送した。同系では同日の総合格闘技イベント『RIZIN.19〜格闘技新時代 大阪の陣〜』（大阪府立体育会館（エディオンアリーナ大阪）、19時 - 20時54分）中継内でも随時、台風最新情報を伝えた。翌13日にも正午枠の番組（関東ではナベプロ制作番組『なりゆき街道旅』）を変更し『FNN報道特報 台風19号 各地で浸水被害』を放送し、同日21時45分 - 23時54分（バレーボール中継の45分延長により繰り下げ放送。）の『Mr.サンデー拡大スペシャル』（関西テレビと共同制作）では、同番組メインキャスターの宮根誠司（フリーアナウンサー）が現場をレポートする映像を挿入するなど台風関連のニュースを中心とする内容に差し替えて放送。また、14日は当初15時25分 - 16時50分に『メディアミックスα』枠（関東ローカル）で予定していた月9ドラマ『シャーロック』の第1話アンコール再放送を中止し『FNN報道特別番組 Live News it!・拡大SP』を全国ネットで放送した）
    - ローカル局では、以下の通り報道特別番組を編成した。
      - 【静岡県】12日に県内民放各局で台風接近による特別番組の放送が相次いだ。静岡朝日テレビ（SATV、テレビ朝日系）では『とびっきり!しずおか 土曜版』（9時30分 - 11時45分、11時57分 - 12時59分）の放送内容を台風関連に切り替えて放送し、さらに14時 - 16時29分まで拡大して放送した[402]。静岡放送（SBS、TBS系）では16時 - 17時30分[注 91] に『SBS報道特別番組 ORANGEスペシャル 最接近台風19号』を、テレビ静岡（SUT、フジテレビ系）では16時55分 - 17時30分に報道特別番組を放送した。
なおこの他にも、静岡地区の民放各局ではキー局の緊急編成（報道特番への変更）に対応した通常番組の変更（キー局発の特番を同時ネットすることにより、予定していた番組の時差放送や休止など）が相次いだ。
      - 【山梨県】山梨放送（YBS、日本テレビ系）では12日16時45分より番組を差し替え、報道特別番組を放送した。
      - 【長野県】13日にテレビ信州（TSB、日本テレビ系、16時30分 - 17時30分）、長野朝日放送（abn、テレビ朝日系、13時55分 - 15時20分）、長野放送（NBS、フジテレビ系、14時 - 14時30分）でそれぞれ報道特別番組を放送した。
      - 【新潟県】テレビ新潟（TeNY、日本テレビ系）で13日未明から早朝にかけて、新潟放送（BSN、TBS系）で13日15時 - 15時30分にそれぞれ報道特別番組を放送した。
      - 【栃木県】とちぎテレビ（GYT、独立局）で12日以降しばらく、台風関連のニュースを随時放送した。
      - 【福島県】福島テレビ（FTV、フジテレビ系）では13日16時 - 16時50分に報道特別番組を放送した。
      - 【宮城県】ミヤギテレビでは12日23時30分 - 23時55分・13日1時5分 - 35分の2番組を差し替え、台風情報を放送した。
      - 【岩手県】13日17時 - 17時30分の枠にて、テレビ岩手（TVI、日本テレビ系）で『プラス1特報 岩手に初の大雨特別警報 台風19号』、岩手めんこいテレビ（mit、フジテレビ系）で『mit Live News』（30分拡大版）の各報道特別番組をそれぞれ放送した。
- 12日 -【バラエティ】テレビ朝日系土曜19時台（18時56分 - 19時54分）にて、2回に亘り特番として放送された『サンドウィッチマン&芦田愛菜の博士ちゃん』をレギュラー昇格、この日より放送開始（初回は66分後拡大の2時間SP、 - 21時）[322]。
- 13日 -【音楽】テレビ東京系『日曜ビッグバラエティ』枠で放送の視聴者参加音楽番組『THEカラオケ★バトル』は、これまで司会を務めていた繁田美貴（テレビ東京アナウンサー）が10月から産前産後休業に入ったことに伴い、繁田の後任として、入社1年目の新人アナウンサー森香澄（同）が登板し、この日18時30分から21時54分までの3時間半SP『〜あのヒット曲でご本人は何点出せるのか?スペシャル』から出演[403]。
- 14日
  - NHK総合（東日本台風関連以外）
    - 【人物・追悼】6日に死去した元プロ野球投手の金田正一（86歳没）を偲び、追悼特別番組『金田正一さんをしのんで〜400勝投手の誇りと苦闘〜』を放送（10時30分 - 11時25分、台風関連ニュースの為当初予定より25分遅れ）。司会は大越健介（NHK報道記者・『サンデースポーツ2020』メインキャスター）が務め、村田兆治（元ロッテオリオンズ投手、NHK野球解説者）がゲストとして出演[404]、1985年4月4日に放送された『この人 金田正一ショー』の映像などを中心に放送した。
    - 【バラエティ・音楽】この日、星野源（歌手・俳優）メインの音楽バラエティ特番『おげんさんといっしょ』第3弾を放送（22時30分 - 翌0時、台風関連ニュースの為当初予定より30分遅れ）[405]。

  - 【スポーツ】フジテレビ系にて、秋季恒例の学生三大駅伝の一つ『富士通スポーツスペシャル 第31回出雲全日本大学駅伝』を生中継（13時 - 15時25分）。以降、11月3日には、メ〜テレ制作・テレビ朝日系にて『秩父宮賜杯 第51回全日本大学駅伝対校選手権大会』（7時45分 - 13時40分）が生中継された。
  - 【紀行】BS朝日（2K・4K）の月曜22時枠で、過去2回単発放送され、出演者の苗字が“鈴木”にこだわった旅番組『旅する鈴木 夫婦で世界一周』をレギュラーに昇格して放送開始（昇格初回は21時からの2時間スペシャル）。案内役は単発放送時から担当していた鈴木浩介（俳優）に加え、鈴木杏（女優）が新たに登板[406]。
- 14日 - 18日 - 【情報】読売テレビ製作・日本テレビ系『情報ライブ ミヤネ屋』にて、アシスタント司会者を務める林マオ（読売テレビアナウンサー）の休暇に伴い、毎年恒例の日本テレビ系列女性アナウンサー代打シリーズを実施、14日：馬場のぶえ（広島テレビ）、15日：蜂谷由梨奈（ミヤギテレビ）、16日：小野紗由利（福島中央テレビ）、17日：梅山茜（四国放送）、18日：磯貝初奈（中京テレビ）とアナウンサー5名がそれぞれ登場し、メイン司会者・宮根誠司のパートナーを務めた[407]。
- 14日 - 25日 - 【情報・近畿広域圏】毎日放送『ちちんぷいぷい』（1999年10月1日 - 。10月改編後は宮崎放送〈MRT〉へのみ同時番版ネット）にて、放送開始から満20年を迎え、この日から20周年記念企画として「ちちんぷいぷい おかげさまで20歳 〜やりたいことつめこんだらヤバイ10日間になりましたSP〜」と題した特別企画を実施、同番組の20周年記念ソングを3人組ロックバンドのヤバイTシャツ屋さんが手掛けた[408]。

#### 10月下期
- 16日
  - 【報道・不祥事】テレビ朝日はこの日の夜、常務取締役の篠塚浩と広報局長の長田明が記者会見を行い「本年3月15日に放送した『スーパーJチャンネル』の特集コーナー「業務用スーパーの意外な利用法」の放送VTRの中で、主要な一般客として出演した人物が当該番組の取材・撮影を担当したディレクターの知人であり、担当ディレクターがその知人に依頼して番組に出演してもらうという不適切演出があった」ことを公表した。これを受けて篠塚らが「番組への信頼を損ねる重大事案であり、視聴者の皆様にお詫び申し上げます」と謝罪を行った[409]。なお、同局は今後について徹底した検証をへて再発防止策を策定するとともに、同番組の金曜夕方の企画枠は中止するとした。また、同局会長兼CEOの早河洋が報酬の10%を1カ月返上するなど、役員クラスの処分も合わせて発表した[410]。さらに翌17日の同番組中盤でメインキャスターの渡辺宜嗣（同局専属ニュースキャスター・元同局アナウンサー）が謝罪した[411]。
  - テレビ東京系
    - 【紀行】この日放送予定だった『太川蛭子の旅バラ2時間スペシャル ローカル鉄道寄り道旅 伊勢原〜箱根・強羅』は、東日本台風により、メインロケ地の神奈川県足柄下郡箱根町およびその近辺にて箱根登山鉄道を始めとする交通機関や観光施設・ルートに甚大な被害を生じたことを配慮し放送休止・延期した上で、代替として『ローカル路線バス乗り継ぎ人情ふれあい旅! 山口錦帯橋〜京都天橋立』（2016年9月24日放送）をアンコール放送した[412]。なお『ローカル鉄道寄り道旅 伊勢原〜』は2020年7月22日に後に『水バラ』となる枠にて放送された。→2020年7月22日の出来事も参照
    - 【バラエティ】水曜22時枠にて、滝沢カレン（モデル、タレント）がMCを務めるバラエティ番組『ソクラテスのため息〜滝沢カレンのわかるまで教えてください〜』がレギュラー放送開始[374]。
- 17日 - 【スポーツ・ドキュメンタリー】TBS系にてこの日、プロ野球ドラフト会議を東京・グランドプリンスホテル新高輪から生中継（16時50分 - 17時50分）。19時からは恒例の3時間特番『ドラフト緊急生特番!お母さんありがとう』（ - 22時、途中ニュース中断あり）を放送した[413]。
- 18日
  - 【クイズ】日本テレビ系金曜19時台にて、これまで4回[注 92] スペシャル番組として放送されたクイズ番組『クイズ!あなたは小学5年生より賢いの?』をレギュラー化して放送開始（初回は2時間SP）。レギュラー化に当たり、司会者に劇団ひとり（お笑いタレント・作家）と佐藤隆太（俳優）の両名が就任[331]。
  - テレビ朝日系
    - 【トーク】昼の長寿トーク番組『徹子の部屋』が放送11111回を達成。記念回のゲストとして王貞治（福岡ソフトバンク球団会長、元巨人内野手→助監督→監督・ダイエー→ソフトバンク監督・2006年WBC日本代表監督）が出演した[414][415]。
    - 【音楽】金曜夜の長寿歌謡番組『ミュージックステーション』（以下『Mステ』と記す）がこの日の放送より、1986年10月24日の放送開始から33年間放送していた20時枠から1時間繰り下げて21時枠（21時 - 21時54分）へ移動、タイトルロゴとスタジオセットも大幅リニューアル（初回は19時からの3時間SP、翌週25日より21時開始〈ただし特別編成のため6分短縮[416]〉）[372][注 72]。
- 19日 - 23日 - 【スポーツ】プロ野球日本シリーズ「巨人×福岡ソフトバンク」を、地上波・BS・CS各局で中継放送。地上波では第1戦：フジテレビ系、第2戦：TBS系、第3・4戦：日本テレビ系で放送、BSでは第1・2・3戦をNHK BS1で放送した。
- 20日
  - 【スポーツ】この日開催のラグビーワールドカップ2019準々決勝「日本×南アフリカ」戦（東京スタジアム、キックオフ19時15分）を、NHKは総合テレビで18時20分 - 21時50分（18時45分 - 19時10分の間はサブチャンネルで放送）に生中継[417]。なお、このため『これでわかった!世界のいま』[注 93]、『ダーウィンが来た!生きもの新伝説』、大河ドラマ『いだてん〜東京オリムピック噺〜』は休止とし、大河ドラマについては翌週（10月27日）に繰延した[418] ほか、『ニュース7』は20分短縮（19時 - 19時10分）とした。さらにこの日の『NHKスペシャル』は13時間繰り上げ、8時 - 8時57分に時間変更の上「ラグビー日本代表 密着500日〜快進撃の舞台裏〜」を放送した[注 94]。
  - 【バラエティ】朝日放送テレビ制作・テレビ朝日系の長寿バラエティ番組『新婚さんいらっしゃい!』の同日放送回（熊本県での公開収録）で、番組史上最高齢となる92歳の奥様が登場。司会の六代 桂文枝を驚かせ、収録会場も大爆笑に包まれた[419]。
  - 【単発枠】フジテレビ系の日曜20時 - 21時54分枠に新たな2時間特番枠として、ドキュメンタリー、バラエティを中心とした『日曜THEリアル!』を新設[420]、初回は『世界法廷ミステリー〜魔女の微笑〜』を放送した。
- 21日 - 【スポーツ・バラエティ・不祥事】TBSは、9月に不適切な演出が発覚し放送を休止していた『消えた天才』『クレイジージャーニー』の2番組について放送を打ち切り終了することを発表。また他に同様の演出がなかったか調査していたが該当するものはなかったとした[421]。→9月5日及び9月11日の出来事を参照
- 22日（21日深夜） - 26日 - 【バラエティ・配信・キャンペーン】テレビ朝日では、AbemaTVとの共同キャンペーンとして「テレビ朝日×アベマTV 秋のリレーーーー→WEEK」と題し、その週に同系で放送される番組の地上波放送後にAbemaTVにて完全オリジナル番組を独占配信する期間を1週間にわたり実施。対象番組は『しくじり先生 俺みたいになるな!!』『テレビ千鳥』『ロンドンハーツ』『アメトーーク!』『激レアさんを連れてきた。』のバラエティ5番組で、その週の各番組放送後の未明（26日のみ深夜）から「ABEMAビデオ」にてオリジナルコンテンツを独占配信した[422]。
- 22日
  - 【特番・報道・皇室・即位】この日、即位の礼・ 即位礼正殿の儀施行に伴い、NHK総合・民放各局にて関連の報道特別番組などを編成した。
    - NHK総合ではこの日、8時 - 11時54分・12時45分 - 14時5分・15時 - 16時5分・17時 - 18時に即位の礼関連の報道特別番組を、台風19号被害の続報やこの日関東・東北地方で降ったまとまった雨に関する最新情報を織り交ぜながら放送。さらに、正午の全国ニュース（12時 - 12時25分、15分拡大）や『ニュース7』（19時 - 20時、30分拡大）もこれらのニュースを中心に拡大放送した。なお、この特別編成に伴い連続テレビ小説『スカーレット』は本放送・再放送のいずれも通常より15分繰り上げて放送（前者が7時45分 - 8時、後者が12時30分 - 12時45分）した。
    - 日本テレビ系ではこの日の『ヒルナンデス!』を休止し『NNN news every.特別版 即位礼正殿の儀完全生中継』（11時55分 - 13時55分）として、即位礼正殿の儀を生中継。なお、この日の『news every.』のレギュラー放送では通常ローカルセールスとなっている第1部（15時50分 - 16時50分）を『NNN news every.特別版 即位礼正殿の儀スペシャル』と題しこの日に限り臨時に全国ネット（NNN・NNSフルネット28局）で放送した。
    - テレビ朝日系では『大下容子ワイド!スクランブル・第2部』を拡大し、12時 - 13時55分の枠で放送（この日の『徹子の部屋』『帯ドラマ劇場 やすらぎの刻〜道』および、13時55分 - 14時のミニ番組〈関東地区は『東京サイト』〉は休止。『上沼恵美子のおしゃべりクッキング』〈朝日放送テレビ制作〉は関西地区のみ翌23日4時7分 - 4時22分に臨時枠移動〈同日は関西地区のみ早朝と昼の2回放送〉とし、テレ朝など他のANN系列フルネット23局では臨時にネット返上[注 95]）[注 96]。
    - テレビ東京系では12時40分 - 14時の枠で『報道スペシャル 即位礼正殿の儀』を放送した[423]。
    - フジテレビ系では11時55分 - 16時50分の枠で『バイキング×直撃LIVE グッディ!×FNN Live News 即位の礼SP』を放送。番組ナビゲーターは上白石萌音（女優）が務めた（テレビ宮崎のみ12時 - ）

  - 【映画】フジテレビ系にてこの日、2016年に公開された映画『スノーホワイト-氷の王国-』（イギリス・アメリカ合作、セドリック・ニコラス＝トロイアン監督）を地上波初放送（19時 - 20時54分、一部地域を除く）。日本語吹き替え版では水樹奈々（歌手・声優）らが声を担当[注 97]。
  - 【音楽】NHK総合の歌謡番組『うたコン』で第2代女性司会を務めた小郷知子（NHKアナウンサー、2017年4月より在任）が、産前産後休業入りのためにこの日の放送を最後に離任した[424]。
- 23日 - 【スポーツ・特番・福岡県】プロ野球・福岡ソフトバンクホークスが3年連続日本一を達成、在福のNHK・民放各局[注 98] にて優勝記念特別番組を同日夜から24日未明（深夜）にかけて放送した。
- 25日
  - 【報道・災害】この日、千葉県を中心とした関東地方南部で記録的な大雨が降り、NHK総合では昼頃から随時大雨関連の臨時ニュースを挿入（一部は関東地方もしくは関東甲信越地方でのみ放送）。夕方になってダムの緊急放流が検討されるなど緊迫した事態となったことから、16時から16時50分まで大雨関連の緊急報道特別番組を放送した（16時20分からの『連続テレビ小説名作選「ゲゲゲの女房」』などは休止）。その後、後続の『ニュース シブ5時』や19時からの『ニュース7』でも一部内容を変更し大雨情報を中心に放送した。さらに、関東地方では18時台の『首都圏ネットワーク』も大雨関連ニュース中心の内容となったほか、19時30分からの『首都圏情報 ネタドリ!』を休止し当該番組時間帯を大雨関連のローカル報道特番に差し替えた。また、民放各局でも昼から夕方にかけての各報道・情報番組で大雨情報を随時伝え、このうちフジテレビ系の『Live News it!』はフジテレビに限り15時50分から緊急拡大で放送した。
  - 【バラエティ】日本テレビ系『沸騰ワード10』が前月までの金曜19時台→20時台（19時56分 - 20時54分）へ繰り下げ移動、同時に全国ネットに昇格[331]。
  - 【バラエティ】フジテレビ系、新設の金曜21時枠で、これまで2回特番として放送された川島明（お笑いタレント、麒麟）、がMCを務める『ウワサのお客さま』をレギュラーに昇格。またお笑いコンビ・サンドウィッチマンが新たにMC陣に加わる（初回は20時からの2時間SP）[333][425]。
- 26日
  - 【不祥事・編成】お笑いコンビ・チュートリアル（吉本興業所属）の徳井義実の納税不祥事問題により、徳井本人が芸能活動自粛することを発表したことにより（→その他の話題・10月26日も参照）、この日以降、徳井が出演する番組を抱える各局は対応に追われた。
    - 徳井が司会を務めているTBS系『人生最高レストラン』はこの日の放送を休止[426]（なお、代替として『S☆1 世界野球プレミア12直前SP』〈23時30分 - 0時〉を放送した）。なお、徳井は24日に放送開始された木曜『テッペン!』枠の新番組『ダブルベッド』でもスタジオMCを務めていた[427] が、30日に行われたTBS社長の佐々木卓が定例記者会見で、編成局長の合田隆信から「徳井が司会を務めていた同局系の2番組全てについて、降板させる措置を執った」ことが発表された。なお、2番組とも徳井の後任については現時点で未定であるとした[428]。
    - 徳井がMCを務めているNHK総合の音楽番組『シブヤノオト』は27日未明分は予定通り放送された[注 99]。また、NHKはこの他に本人が出演している、『大河ドラマ いだてん〜東京オリムピック噺〜』（第41話〈11月3日放送予定〉以降）、編集長（司会）を務めているBS1の野球バラエティ番組『球辞苑 〜プロ野球が100倍楽しくなるキーワードたち〜』については引き続き検討していくとしていた[429] が、29日になり「徳井氏の新たな出演・収録は今後見合わせ、収録済のものについては可能な限り出演場面をカットする」ことを発表した[430]。
    - 日本テレビは徳井出演の『人生が変わる1分間の深イイ話』『しゃべくり007』『衝撃のアノ人に会ってみた!』『今夜くらべてみました』の全4番組について、現時点で変更の予定はないとしたほか、フジテレビも『TERRACE HOUSE TOKYO 2019-2020』などに出演しており「事実関係を確認中」としている[431][432]。
    - 【情報・バラエティ・中京広域圏】中京テレビは、徳井が司会陣の一人として出演している日曜午前枠情報バラエティ生番組『前略、大徳さん』について、27日は徳井の出演を見合わせ、ビビる大木が単独司会を務め、大木とアシスタント（松原朋美〈中京テレビアナウンサー〉）とゲストにより生放送した[433]。

  - 【スポーツ】NHKはこの日『ラグビーワールドカップ2019』準決勝「イングランド×ニュージーランド」戦を総合テレビ、BS1、BS4K、BS8Kのテレビ4波で生中継した。総合テレビでは16時40分 - 19時（一部時間帯は012サブチャンネルを使用）の枠とし、当初16時30分から放送を予定していた『令和元年NHK新人落語大賞』（大阪局制作）は11月4日13時5分 - 14時30分に放送日時を変更。また18時5分から放送予定だった『土曜時代ドラマ 大富豪同心・第3話』は翌週（11月2日）に繰延して改めて放送[434]。
- 28日
  - 【情報・スポーツ】テレビ朝日系ではこの日、早朝情報番組『グッド!モーニング』（4時55分 - 8時、一部地域を除く）と8時からの『羽鳥慎一モーニングショー』両番組の放送内容を一部変更し、日本初開催となった全米ゴルフツアー『ZOZOチャンピオンシップ2019』（千葉・アコーディア習志野CC）最終ラウンドの模様を生中継した[注 100]。後者にてタイガー・ウッズ（ アメリカ合衆国）の優勝を伝え、9時40分まで中継した[435]。
  - 【報道】日本テレビ系『news zero』は、この週より月 - 水曜の気象情報&エンタメ情報担当キャスターに河出奈都美（日本テレビアナウンサー、2019年度入社）を起用[436]。前週まで全曜日気象情報担当を務めた河西歩果は木・金曜のみ担当となり、また水曜のパートナーには現役の慶應義塾大学の女子学生を起用[436]。
- 29日
  - 【トーク・追悼】テレビ朝日系『徹子の部屋』は、八千草薫（女優）が24日に死去（88歳没）したことを受け、同日放送予定だった真矢ミキ（女優）がゲストの回を急遽八千草の追悼特集に差し替え放送した[437]。なお、真矢の出演回は11月7日に放送された。
  - 【音楽】NHK総合にて、「大阪の歌」をテーマにおくる恒例の音楽特番『第19回わが心の大阪メロディー』（大阪局制作）をNHK大阪ホールから生放送（19時30分 - 20時42分）。司会は陣内智則（お笑いタレント）と上沼恵美子（タレント・司会者）のコンビが務めた（陣内は初、上沼は6年ぶり14回目の登板）。主な出演者にはアリス、NMB48、坂本冬美、ジャニーズWEST、西川貴教（T.M.Revolution）ら[438]。
  - 【トーク・バラエティ】関西テレビ制作・フジテレビ系火曜22時枠にて、方言をテーマにしたトークバラエティ番組『華丸大吉&千鳥のテッパンいただきます!』を放送開始。番組司会はお笑いコンビの博多華丸・大吉と千鳥によるタッグ[439][440]。
- 30日
  - フジテレビ系
    - 【お笑い】この日放送の『志村けんのバカ殿様』（19時 - 21時、イザワオフィス制作）にて、プロフィギュアスケーターの浅田真央（2010年バンクーバーオリンピック銀メダリスト）がゲスト出演、浅田が大ファンの志村けん（お笑いタレント）と夢の初共演を果たした[441]。
    - 【バラエティ】水曜22時枠、過去3回スペシャル番組として放送された『BACK TO SCHOOL!』がこの日よりレギュラー放送を開始（初回は21時からの2時間スペシャル）。司会は風間俊介（俳優）、川島明（お笑いタレント、麒麟）、杉原千尋（フジテレビアナウンサー）が務める[442]。

  - 【トーク・バラエティ】TBS系木曜『テッペン!』枠で放送されていた国分太一（TOKIO）・渡辺直美司会のトークバラエティ番組『世界くらべてみたら』がこの日からゴールデン帯に昇格すると同時に水曜20時枠に移動（初回は2時間SP）[443]。なお『クレイジージャーニー』打ち切り終了に伴う、同番組があった水曜『テッペン!』枠については2020年春までつなぎ番組を放送した後、後番組としてバナナマンとサンドウィッチマンがMCを務める『バナナサンド』が放送開始された（当初は4月予定だったのが延期、開始日は7月1日）。

### 11月
- 1日 - 【教養・バラエティ】テレビ東京系『所さんの学校では教えてくれないそこんトコロ!』は、第1子妊娠による産前産後休業入りにより離任した繁田美貴（テレビ東京アナウンサー）の後を引き継ぎ、この日の放送より第3代番組進行[注 101] として竹﨑由佳（同）が登板[444]。
- 2日 - 3日 - 【バラエティ・スポーツ・特番】フジテレビ系、毎年恒例のFNSの日・27時間テレビ（FNN・FNS27局ネット[注 102]）、2020年東京五輪・パラリンピックを翌年[注 103] に控え『FNS27時間テレビ にほんのスポーツは強いっ!』と題し、スポーツをテーマに、2016年以来約3年ぶりの生放送となったこの年も、2017年より3年連続となるビートたけしが総合司会、同じく村上信五（関ジャニ∞）が「キャプテン」を務めたほか[445]、新たに松岡茉優（女優）が「マネージャー」として参加した[446]（2日18時30分 - 3日21時54分）。
  - これにより、たけしが通常レギュラー出演しているTBS系『新・情報7DAYS ニュースキャスター』の2日の放送は欠席し、ラグビーW杯日本代表の堀江翔太と福岡堅樹[注 104]がゲスト出演した[447][注 105]。
  - また27時間通しての平均視聴率は5.8%（ビデオリサーチ調べ、関東地区。リアルタイム・世帯）で、前年の7.3%をさらに下回り番組歴代最低を更新した[448]。
- 2日 - 【歴史・紀行・ドキュメンタリー】テレビ北海道（TVh）開局30周年記念特別番組として、この日の16時 - 17時15分にテレビ東京系にて、五稜郭（函館市）の謎を解き明かすミステリー紀行『土方歳三 五稜郭 星の謎 〜田中要次 オランダ・函館紀行〜』を放送した。同特番では田中要次（俳優）がナビゲーターを務め、磯田彩実（同局アナウンサー）がナレーターを担当した[449]。
- 4日
  - 【お笑い】NHK総合にて、前年に引き続きビートたけしが架空の団体「日本コント協会」会長（司会）を務めるお笑い特番『コントの日』を放送（21時 - 23時）。2回目となる今回は「テレビ」をテーマに、協会員として秋山竜次（ロバート）、劇団ひとり、斉藤慎二（ジャングルポケット）、新川優愛らが出演[450]。なお、番組内では、たけしがかつてフジテレビ系の『オレたちひょうきん族』や『タケちゃんの思わず笑ってしまいました』（火曜ワイドスペシャル）等で扮した名物キャラクター「鬼瓦権造」がテレビ局の枠を越えて登場した。
  - 【教養・ドキュメンタリー】日本在住の外国人にスポットを当てるBSテレ東（2K・4K）の教養ルポルタージュ番組『ワタシが日本に住む理由』（月曜21時 - 21時54分）は、この日の放送から産前産後休業に入った繁田美貴（テレビ東京アナウンサー）の後任アシスタントとして、池谷実悠（同、2019年入社）が新たに就任[451]。
  - 【スポーツ・公営競技・表現問題】BSフジ（2K・4K）にてこの日、地方競馬イベント『2019JBC浦和』を中継放送し、同日JBCクラシック、JBCスプリント、JBCレディスクラシックの3レースを中継したが、このうちメインの第10競走で行われた「JBCクラシック」で、実際には写真判定が行われていたにもかかわらず、放送内にて写真判定はないと表現してしまう失態があった。このため同局ではホームページにお詫びを掲載した[452]。
- 5日 - 17日 - 【スポーツ】野球の国際大会『世界野球プレミア12』第2回大会をテレビ朝日とTBSで共同放送[453][454]。
- 5日
  - （4日深夜）【バラエティ・近畿広域圏】関西テレビにて、関西ジャニーズJr.のユニット、なにわ男子とAぇ! groupの2組共同による冠バラエティ番組『なにわからAぇ!風吹かせます!〜なにわイケメン学園×Aぇ!男塾〜』を放送開始（火曜未明〈月曜深夜〉0時55分 - 1時25分）[455][456]。
  - 【音楽】NHK総合『うたコン』にて、谷原章介（俳優）とコンビを組む第3代女性司会者として、片山千恵子（NHKアナウンサー）がこの日の放送から就任[424]。
- 6日 - 11日（10日深夜） - 【スポーツ】テレビ東京系およびBSテレ東（2K・4K）にて、卓球の国際大会『卓球ワールドカップ団体戦』（東京体育館にて開催）を連日中継。
- 6日 -【福祉・バラエティ・不祥事】 NHKは、Eテレ『バリバラ』について、7月4日・11日に放送した回に出演していた元男性タレントがこの日宮城県警に覚醒剤取締法違反で逮捕されたことを受け、当該回の出演者情報を公式サイトから削除した[457]。
- 7日
  - 【スポーツ】フジテレビ系およびNHK BS8Kにて、プロボクシングのトーナメント戦である『ワールド・ボクシング・スーパー・シリーズ』（WBSS）を生中継。フジテレビ系列（19時57分 - 22時24分、当初より30分延長）では、バンタム級トーナメント決勝戦「井上尚弥（大橋）対ノニト・ドネア（ フィリピン）」と、WBC世界バンタム級王座統一戦「ノルディーヌ・ウバーリ（ フランス）対井上拓真（大橋）」の2試合を放送。中継のゲストには村田諒太（WBA世界ミドル級王者）と香川照之（俳優）、MCには三宅正治（フジテレビアナウンサー）と中村アン（ファッションモデル・タレント）、さらに「応援団長」としてビートたけしが出演した[458]。一方のNHK BS8Kでは「井上尚弥対ノニト・ドネア」戦を21時より生中継[459]。NHKがプロボクシングの試合を生中継したのは1961年10月17日の東洋ミドル級選手権試合「サマート・ソンデン（タイ語版）（ タイ）対海津文雄（笹崎）」戦（後楽園ジム）以来で58年ぶりの中継となった[460]。また、WOWOWライブでは9日21時より両試合を中継録画で放送した[461]。
  - 【バラエティ・事故】日本テレビはこの日、『ダウンタウンのガキの使いやあらへんで! 絶対に笑ってはいけない青春ハイスクール24時!』（12月31日放送予定）の収録にて、“液体窒素注入のペットボトルを破裂させ、その力で人間が浮揚する”という実験企画のロケーションに参加した佐野史郎（俳優）が第三腰椎骨折の重傷を負い緊急入院するアクシデントが発生したことを発表した[462]。日テレ側はこれに関連して佐野を始めとする関係者に謝罪すると共に、ロケに際して安全対策を徹底する旨のコメントも併せて発表した[462]。
- 7日 - 15日（日本時間）- 【スポーツ】NHK総合にて、障害者スポーツの国際大会『パラ陸上世界選手権2019』（ アラブ首長国連邦・ドバイにて開催）を連日生中継。
- 8日
  - 【BPO】BPOの放送倫理検証委員会はこの日、放送倫理違反の疑いがあるとして、TBS系『クレイジージャーニー』（不適切演出）及びテレビ朝日系『スーパーJチャンネル』（同）の両番組について審議入りすることを発表[463]。
  - 【教養・バラエティ】フジテレビ系の科学実験バラエティ番組『でんじろうのTHE実験』が、この日の放送より日曜20時→金曜20時（20時 - 21時、同日より同時ネットのテレビ大分〈日本テレビ系とのクロスネット〉を含む一部地域では - 20時54分）枠へ移動[420]。
- 9日 - 【特番・報道・皇室・即位】NHKではこの日、総合テレビ、BS4K、ワールド・プレミアムの3波にて、この日施行の「天皇陛下即位祝賀式典」（皇居前広場）の模様を生中継した（18時5分 - 18時45分、「NHK NEWS WEB」でも同時配信）[464]。
- 10日
  - 【特番・報道・皇室・即位・編成】この日行われる「祝賀御列の儀」（15時 - 15時30分）をNHK総合・民放各局にて生中継。これに伴い、予定のスポーツ中継など一部が変更となった。
    - NHK総合では13時35分 - 16時にニュース特番を放送（「NHK NEWS WEB」でも同時配信）した。
    - 日本テレビ系では、14時50分 - 16時に『NNN news every.特別版 「即位パレード」完全生中継』を放送（CS放送・日テレNEWS24でもサイマルネット）。これにより、当日中継の女子サッカー『MS&ADカップ2019「なでしこジャパン×南アフリカ」』（ミクニワールドスタジアム北九州）はキックオフ時間変更により[465] 12時45分 - に変更して放送[注 106]。
    - テレビ朝日系では、13時55分 - 16時に『サンデーステーション』（以下『サンステ』と記す）の特番として『サンデーステーション 祝賀御列の儀SP』を放送。同SPの代償としてこの日の『サンステ』通常版は16時 - 17時25分に『P&Gpresents 松岡修造の東京オリンピック!!人生を変える感動体験』[注 107] を放送の関係で1時間繰り下げ・短縮（17時30分 - 18時）して放送。
    - TBS系では、14時45分 - 15時54分に『NスタSP 完全中継!天皇陛下即位パレード』を放送（CS放送・TBS NEWSでもサイマルネット）。なお、当日の『TOTOジャパンクラシック・最終日』中継（毎日放送制作）は12時54分 - 14時45分に時間変更の上放送された[注 108]。
    - テレビ東京系では、14時55分 - 16時に『TXN報道スペシャル 祝賀御列の儀』を放送した。
    - フジテレビ系では、14時35分 - 16時に『令和の即位パレード 華やか御列生中継SP』を放送し、この関係上、当日開催の競馬のGIレース・エリザベス女王杯について、地上波[注 109] では中継を見送ったが、BSフジ・BSフジ 4Kの『BSスーパーKEIBA』にて予定通り中継された[466]。また同日16時 - 17時25分に関東ほか一部地域で『プリンセス美智子さま物語 知られざる愛と苦悩の軌跡』（4月30日特番内にて放送）の再放送を、20時 - 21時54分の『日曜THEリアル!』にて『陛下と雅子さま 知られざる笑顔の物語』と題した特別番組をそれぞれ放送した[467][注 110]。

  - 【バラエティ】日本テレビ系『行列のできる法律相談所』のこの日の放送にて、松本人志（漫才師、ダウンタウン）が初のゲスト出演を果たした[468]。
  - 【スポーツ・神奈川県】この日神奈川県横浜市で開催の市民マラソン大会『横浜マラソン2019』をテレビ神奈川にて生中継（第1部：8時 - 11時30分・第2部：13時30分 - 15時30分。また、サブチャンネル（032ch）にてフィニッシュシーンを放送〈9時40分 - 15時30分〉）[469] した。なお、TBSでも23日に録画放送された[470]。
- 13日 - 【音楽】読売テレビ制作・日本テレビ系にて、秋恒例の音楽特番『ベストヒット歌謡祭2019』を大阪城ホールから生放送（19時 - 20時54分）。司会は宮根誠司と橋本マナミ（タレント・モデル）が務めた[471][注 111]。
- 15日 - 【情報・不祥事・山口県】 テレビ山口（tys、TBS系）のローカル情報番組『週末ちぐまや家族』の9日放送分において、性的少数者に対して「珍」テロップを挿入するなどの不適切な放送を行ったとしてこの日、同局公式サイトでお詫びの文面を公表した[472][473]。
- 16日
  - 【アニメ・特番】NHK BSプレミアムにて『発表!全○○大投票』シリーズ第4弾で、『うる星やつら』『めぞん一刻』など高橋留美子による漫画を原作としたアニメの特集番組『発表!全るーみっくアニメ大投票』を放送（18時30分 - 22時）。なお、放送1か月前の10月14日には、歴代作品を振り返る特集番組『歴史秘話 るーみっくアニメヒストリア』が同じくBSプレミアムにて放送された（16時10分 - 17時）[474][475]。
  - 【クイズ・特番】BSフジ・BSフジ 4Kにてこの日『クイズ!脳ベルSHOW』（以下『脳ベル』と記す）の大型特別番組にして恒例の11時間特番『BSフジ11時間テレビ2019 全国対抗脳トレ生合戦!!』を放送（11時 - 22時）。『脳ベル』レギュラー版と同様岡田圭右（ますだおかだ）と川野良子（フジテレビアナウンサー）が総合司会を務めた[476]。
- 17日・19日 - 【スポーツ】フジテレビ系にて、サッカーの国際試合『キリンチャレンジカップ2019』日本戦2試合（17日：対U-22コロンビア代表戦、広島市・エディオンスタジアム広島〈12時30分 - 14時55分、一部地域を除く〉、19日：対ベネズエラ代表、大阪府吹田市・パナソニックスタジアム吹田〈19時20分 - 21時30分[注 112]〉）をそれぞれ生中継。
- 17日
  - 【アニメ・栄典】フジテレビ系テレビアニメ『サザエさん』（1969年10月5日 - ）が放送開始50周年を迎え、同アニメが保持する「最も長く放送されているテレビアニメ番組」記録を5年更新。さらに同アニメでフグ田サザエ役を演ずる声優の加藤みどりが「同一のアニメ作品のキャラクターを最も長く演じてきた声優」として共にギネス世界記録に認定され、同日、フジテレビ湾岸スタジオにて行われた「サザエさんウィーク」（11月18日 - 24日）の発表会見にて認定式が執り行われた[477][478][479]。
  - 【アニメ】テレビ東京系の長寿人気アニメシリーズ『ポケットモンスターシリーズ』の新作となる『ポケットモンスター』（日曜18時 - 18時30分）をこの日から放送開始。シリーズとしては通算第7期目だが、タイトルは1997年4月から2002年11月まで放送された第1期と同じ「ポケットモンスター」に回帰している[480]。同日は17時30分からの拡大版として『ポケモン×スカイツリーレイド生中継SP』と題し、第1話放映に加え、東京スカイツリータウンから生中継を行った。
- 19日 - 【映画】WOWOWはこの日、WOWOWシネマ（192ch）にて同日13時15分 - 15時15分に放送を予定した映画『食べる女』（2018年公開）について、同作の出演者の不祥事を理由として放送中止、同枠を川栄李奈主演の『恋のしずく』（2018年公開）に差し替えた。併せて、12月26日放送予定分もアニメ映画『劇場版 夏目友人帳 〜うつせみに結ぶ〜』（2018年公開）に変更したことも発表した[481]。
- 22日 - 24日
  - 【バラエティ・アニメ・ドラマ】フジテレビ系テレビアニメ『サザエさん』が放送開始50周年を記念した特別番組を放送。
    - 22日はジャーナリストの池上彰とサザエさんが初共演する一夜限りの特別番組『池上彰×サザエさんスペシャル お茶の間ニッポン史50の解説でございま〜す!』を放送（19時 - 22時52分[注 113]）。同特番にはフグ田サザエ（CV：加藤みどり）がCGで出演したほか、24日放送のスペシャルドラマでサザエ役を演ずる天海祐希も出演。また、池上本人が出演するスペシャルアニメ4話も放映された[482]。
    - 23日は不定期単発特番で放送されているサバイバルゲームバラエティ『逃走中』の放送15周年を記念して『サザエさん』とコラボレーションした特番『逃走中15周年記念!50周年のサザエさんとコラボSP』（19時 - 21時[注 114]）を放送。今回はゲームエリア内に『サザエさん』に関連したミッションが登場したほか、番組史上初となる一般参加者も参戦した[483]。
    - 24日は『サザエさん 放送50周年記念スペシャル』と題し、スペシャルアニメ（18時30分 - 20時）[注 115] と実写版ドラマスペシャル『磯野家の人々〜20年後のサザエさん〜』（20時 - 21時54分）[注 116] の2本立てからなる3時間30分の特別番組を放送[287][484]。スペシャルアニメには特別ゲストとして、MLB・エンゼルスの大谷翔平も本人役で登場した[478][485]。

  - 【スポーツ】テレビ東京系にて、柔道の東京五輪代表選考大会『柔道グランドスラム大阪』（丸善インテックアリーナ大阪）を連日ゴールデンタイムで生中継。
- 22日 - 【バラエティ・近畿広域圏】朝日放送テレビ制作、一部のテレビ朝日系列局など[注 117] で放送されている『探偵!ナイトスクープ』の第2代「探偵局長」（司会）[注 118] を2001年10月より務めた俳優の西田敏行が、この日の放送[注 119] を最後に、19年間在職した探偵局長を卒業した[486][487]。
- 24日 - 【バラエティ・結婚】タレントのイモトアヤコがレギュラー出演中の日本テレビ系『世界の果てまでイッテQ!』内にて同番組のディレクターである石崎史郎と結婚したことを報告[488]。
- 27日 - 【音楽】日本テレビ系にて恒例の音楽特番『ベストアーティスト2019』を放送（19時 - 22時54分）。総合司会は櫻井翔（嵐）が11年連続で務め、羽鳥慎一（フリーアナウンサー）、徳島えりか（日本テレビアナウンサー）とのトリオで担当[489][注 111]。
- 28日 - 【バラエティ】TBS系木曜『テッペン!』枠の『ダブルベッド』は、この日の放送より小杉竜一（ブラックマヨネーズ）を新しい司会者として起用する[490]。
- 29日 - 【バラエティ・近畿広域圏】朝日放送テレビ『探偵!ナイトスクープ』の第3代探偵局長として、同日放送[注 119]より松本人志（漫才師、ダウンタウン）が就任[491] と共に、第3代の松尾依里佳（ヴァイオリニスト）の退任後空席となっていた「局長秘書」（アシスタント）[注 120] には増田紗織（同局アナウンサー、2019年入社）を第4代として抜擢（同局アナウンサーからの起用は初）[492]。
- 30日 - 【トーク・近畿広域圏】関西テレビ制作、フジテレビ系列他（放送日時は地域により異なる）で放送されている岡村隆史（ナインティナイン）司会のトークバラエティ番組『おかべろ』[注 121] の生放送2時間半スペシャルをこの日14時27分 - 16時57分（関西ローカル）の枠で放送した。ゲストには橋下徹（弁護士・タレント、元大阪府知事→大阪市長）を迎えたほか、『よ〜いドン!』（関西ローカル）とのコラボ企画として『となりの人間国宝さん』のロケにも挑戦した[493]。

### 12月

#### 12月上期
- 1日
  - 【特番】在京民放5局によるBSデジタル放送開始20周年、またBS 4K放送開始1周年（9月1日に開局したBS日テレ 4Kを除く）を記念して、笑福亭鶴瓶（落語家・タレント・俳優）と安住紳一郎（TBSアナウンサー）が5局を渡り歩き、各局の人気番組とコラボレーションする特別番組『鶴瓶&安住の放送局漫遊記』を放送（全体の放送時間：13時 - 21時[注 122]）。なお20時30分からの「グランドフィナーレ」はBSテレ東では同時放送せず、「第2部」として22時30分から放送した[494]。
  - 【バラエティ】日本テレビ系にてこの日、明石家さんま冠特番『誰も知らない明石家さんま』の第5弾を放送（19時 - 21時54分）。今回のロケ企画の一つで、サプライズとして、さんまの元妻である大竹しのぶ（女優）が登場、1992年の離婚後初となるツーショットロケ企画が行われた[495]。また、お笑いコンビ・ピースの又吉直樹脚本、成田凌がさんまに、また小日向文世が師匠の笑福亭松之助にそれぞれ扮するドラマ「さんまが泣いた日」も放送された[496]。同日の視聴率は14.6%（関東地区・世帯・リアルタイム、ビデオリサーチ調べ）。
  - 【スポーツ・教養】NHK BS1のプロ野球教養トーク番組『球辞苑』が、この日の22時 - 23時49分の特番（通常は土曜23時台の放送であるが、この回のみ日曜日に放送）より2019年-2020年シーズンの放送を開始。今季は過去4シーズン編集長（司会）を務めた徳井義実が諸般の事情で辞任（降板）、新たに塙宣之[注 123]（ナイツ）が新編集長に就任[497]。
- 1日 - 8日 - 【特番・災害】NHKでは1週間に亘り、将来起こる可能性がある首都直下地震にスポットを当て、『体感 首都直下地震ウイーク』と題した特別週を実施。総合テレビでは期間中の『NHKスペシャル』にて『シリーズ 体感 首都直下地震』と題し、スペシャルドラマ『パラレル東京』（2 - 5日、全4回）などを8日間にわたって編成（初日となる1日は「プロローグ」を放送）。他、3日 - 5日に『防災ノウハウを伝えるシリーズ・生きるスキル』を全3回に亘り放送（23時 - 23時20分）、6日には『巨大地震 あなたの町の“地域リスク”』（19時30分 - 20時42分、一部地域を除く）と生放送特番『楽しく!防災クンレン』（22時50分 - 23時20分）を放送した。その他にニュース・情報番組（『おはよう日本』『あさイチ』他）で防災について特集したほか、Eテレでも『まいにちスクスク』で「災害で起こる子どもの不安と心のケア」と題して1週間に亘り特集、2日の『沼にハマってきいてみた』では「サバイバル沼」と題して放送した。3・4日の『ハートネットTV』でも「誰も取り残さない防災」をテーマに2夜連続で生放送した[498][499]。
- 4日・11日 - 【音楽】フジテレビ系にて年末恒例『2019 FNS歌謡祭』を2夜連続で放送（4日：18時30分 - 23時28分、11日：19時 - 23時28分〈両日とも一部地域は23時22分まで〉）。45周年の今回、総合司会を相葉雅紀（嵐）と永島優美（フジテレビアナウンサー）のコンビが務めた[500]。全2夜の平均視聴率は第1夜が14.1%、第2夜が10.8%（いずれも19時 - 23時、関東地区・世帯・リアルタイム、ビデオリサーチ調べ）。
- 5日 - 【報道・九州】 アフガニスタンで医師の中村哲が殺害される事件が現地時間の4日発生したことを受け、九州・沖縄地方のNHK総合では19時30分 - 19時57分に福岡局制作の緊急特集番組『医師・中村哲さんが残したもの』を生放送した[注 124]。
- 6日 - 【報道・討論・表現問題】テレビ朝日系で11月30日（29日深夜）に放送された『朝まで生テレビ!』で、司会の田原総一朗（ジャーナリスト）が教育出版大手のベネッセコーポレーションが衆議院議員の下村博文に献金した旨の発言をしたことについて「事実無根であった」として番組公式サイト及びTwitterにて謝罪。また同日夕方の『スーパーJチャンネル』でも訂正及び謝罪を行った[501]。
- 7日
  - 【スポーツ・近畿広域圏】朝日放送テレビにてこの日の15時 - 16時30分枠で、吉本興業所属タレントによるゴルフNo.1決定戦『G-1グランプリ 吉本No.1ゴルフ決定戦 Supported by スカルプD』を放送。池乃めだか、大西ライオン、蛍原徹（雨上がり決死隊）、村上ショージら吉本所属タレントが選手として出場し、優勝を争った。司会は岡村隆史（ナインティナイン）と東野幸治が務めた[502]。
  - 【トーク・近畿広域圏】関西テレビ『おかべろ』（フジテレビ系列局などでも時差ネット）のこの日の放送（関西地区）から、田村亮の後任となる「二代目店長」として石田明（NON STYLE）が就任、岡村隆史とともに番組を仕切る[503]。→11月30日の出来事も参照
- 8日 -【お笑い】フジテレビ系にて年末恒例、総勢23組による漫才の祭典『THE MANZAI 2019 マスターズ』を放送（19時 - 21時54分）。例年通り、司会はナインティナイン（岡村隆史・矢部浩之）と三田友梨佳（フジテレビアナウンサー）[504]、最高顧問はビートたけしがそれぞれ務めた[505]。また、長らくコンビ封印状態であったアンタッチャブルが約10年ぶりに活動を再開し、新作漫才を披露した[注 125][506]。なお最高顧問を務めるたけしが裏番組出演のため約50分間不在になる一幕があった[504]。同日の視聴率は13.9%（関東地区・世帯・リアルタイム、ビデオリサーチ調べ）。
- 9日 - 13日 - 【バラエティ・情報・東京都】TOKYO MXがニッポン放送[注 126] のラジオ番組とのコラボレーション企画を実施、TOKYO MXの『5時に夢中!』とニッポン放送の『DAYS』『大橋未歩 金曜ブラボー』との間で共同プレゼント企画や出演者が互いに出演し合うなどの企画を行ったほか、『バラいろダンディ』と『垣花正 あなたとハッピー!』でも互いの番組内容の告知を実施[507]。
- 9日 - 【お笑い】日本テレビ系にて、3年目となる女性お笑い芸人No.1を決定する『第3回女芸人No.1決定戦 THE W』決勝を生放送（20時 - 22時54分）[508][509]。なお、今大会決勝の司会者は後藤輝基（フットボールアワー）と水卜麻美（日本テレビアナウンサー）が務めた[510]。優勝は3時のヒロイン（吉本興業所属）[511]。
- 10日 - 18日 - 【スポーツ】フジテレビ系にて、サッカーのアジア国際大会『EAFF E-1サッカー選手権2019』の日本代表戦（男女、3試合ずつ）6試合を連日生中継[512]。
- 11日（10日深夜） - 【トーク・近畿広域圏】関西テレビ『グータンヌーボ2』のMC陣[注 127] の一人として2019年1月より出演した滝沢カレン（タレント）が、この日の放送を最後に番組卒業を発表。なお滝沢に替わる新司会者メンバーについては次回の新春スペシャル（2020年1月4日放送）にて発表される[513]（→1月16日の出来事も参照）。
- 11日 - 【バラエティ・スポーツ】日本テレビ系『衝撃のアノ人に会ってみた!』のこの日の3時間SP（19時 - 21時54分）にて、この日、東京・丸の内にて行われたラグビー日本代表の「ONE TEAMパレード〜たくさんのBRAVEをありがとう〜」の模様を中継録画で特別放送。この他、王貞治（福岡ソフトバンクホークス球団会長、日本プロ野球名球会顧問）と有働由美子（フリーアナウンサー、同局系『news zero』メインキャスター）による対談なども放送した[514]。
- 11日 - 21日（日本時間） - 【スポーツ】日本テレビ系およびBS日テレ（2K・4K）にて、 カタールにて開催のサッカーのクラブ世界一決定戦『FIFAクラブワールドカップ カタール2019』を連日中継放送（huluでも配信あり）。中継番組キャスターはNEWS（ジャニーズ事務所所属）の手越祐也が8大会連続で務めた[515]。
- 13日 - 【トーク・追悼】テレビ朝日系『徹子の部屋』はこの日、前日に死去した俳優の梅宮辰夫（81歳没）の追悼として「緊急追悼 梅宮辰夫さん」と題し、在りし日の梅宮の出演映像で故人を偲んだ[516]。なお、同日と16日に予定の「下半期追悼特集」は16・17日にスライドして放送された。さらに、2020年1月1日放送の『芸能人格付けチェック! これぞ真の一流品だ!2020 お正月スペシャル』のエンディングでも浜田雅功・伊東四朗・ヒロド歩美の司会者3人のミニ格付けを放送しなかった代わりに、「初代ミスター格付け 梅宮辰夫」の追悼VTRを流した。
- 14日
  - 【スポーツ・バラエティ】TBS系のスポーツバラエティ『炎の体育会TV』のこの日の2時間SP（18時55分〈一部地域は19時〉 - 21時）では、8月の全英女子オープンで優勝した女子プロゴルファーの渋野日向子が同SPでバラエティ初出演を果たす。渋野の他、原英莉花、勝みなみ、新垣比菜といった「黄金世代」も出演、「新100秒チャレンジ」にチャレンジした[517]（21日放送の2時間SPにも出演）。また「最強スキージャンプ軍VS体育会TV軍・炎の3番勝負」には「体育会TV軍」に助っ人ゲストとして、松本人志（漫才師、ダウンタウン）が出演した[518]。
  - 【音楽】BSテレ東にて『第52回日本作詩大賞』授賞式の模様をテレビ東京六本木第1スタジオよりこの日の18時30分 - 20時54分の枠で通常BS放送（BS-7ch）と4K放送（4K-7ch）の2波同時生放送。番組の司会は徳光和夫（フリーアナウンサー）と松丸友紀（テレビ東京アナウンサー）のコンビが務めた[519]。
- 15日 - 【食・紀行・追悼】フジテレビ『くいしん坊!万才』（キッコーマン一社提供、関東ローカル）はこの日の放送予定を変更し、1985年1月から1987年12月まで6代目リポーターとして出演した梅宮辰夫（12日没、81歳没）の追悼企画として、1987年2月1日放送分をアンコール放送した[520][注 128]。

#### 12月下期
- 16日 - 20日 - 【教養】テレビ東京系で、民放テレビ局史上初の試みとなる0歳から2歳の乳幼児を対象とした知育番組『シナぷしゅ』を5日間連続放送（7時35分 - 8時）。番組の放送に当たってはテレビ東京の部局の垣根を超えた「赤ちゃんプロジェクト」所属のプロデューサー5人で制作する異例の体制となった[521]。また10月31日に行われた同局社長小孫茂の定例会見にて、今回の反響次第で早ければ来春にもレギュラー放送される可能性があることが示唆された[522]。
- 19日・20日 - 【情報・トーク・健康問題】9月30日付でフジテレビを退社しフリーとなったばかりのアナウンサー笠井信輔が悪性リンパ腫を患っていることを明かし、この日、かつてレギュラー出演していた同局系『とくダネ!』に自ら生出演し、病状について語った[523]。また、20日放送のテレビ朝日系『徹子の部屋』にもゲスト出演し、フリーへの転向及び病状についても語った（当初、2020年1月に放送予定のものを年内に繰り上げ放送した）[524]。
- 19日 - 【バラエティ】この日一部生放送した日本テレビ系『ぐるぐるナインティナイン』の人気コーナー「グルメチキンレース・ゴチになります!」第20弾の最終戦3時間スペシャルにて、中島健人（Sexy Zone）と土屋太鳳（女優）の両名のクビが決定。中島は2年で、土屋はわずか1年でそれぞれクビとなった。一方、2017年に4回目のクビ(謹慎となり)、2018年の最終戦でミッションに失敗し、1人で試練に挑戦した矢部浩之（ナインティナイン）が、VIPチャレンジャーの橋本環奈と加藤浩次(極楽とんぼ)の誤差を下回りミッションに成功したので、3年ぶりに復帰することも決まった。さらに2020年1月からの第21弾の新メンバーは2人となることも発表された[525]。
- 21日 - 【特番】TBS系にてこの日21時より、完成したばかりの新国立競技場で開催されたオープニングイベントの模様を『独占中継 新国立競技場 今夜その全貌を初公開SP』として生放送した[526]。
- 22日 - 【お笑い】朝日放送テレビ・テレビ朝日系にて、恒例の漫才日本一決定戦『M-1グランプリ2019』を生放送（18時34分 - 22時10分[注 129]）[527][528]。司会は今田耕司（タレント）と上戸彩（女優）が務めたほか、審査員は前年自身のラジオ番組で同年限りでの引退をほのめかしていた[529]上沼恵美子（タレント）が今大会も引き続き務めたほか、松本人志（ダウンタウン）、オール巨人（オール阪神・巨人）も続投[530]。なお、決勝戦に先駆けて13時55分 - 16時25分に「敗者復活戦」（六本木ヒルズアリーナ）を別途放送した。優勝はミルクボーイ（吉本興業所属）で賞金1000万円を獲得した[531]。
- 23日 - 26日 - 【音楽・ドラマ】NHK Eテレの放送開始60周年を記念して、Eテレ番組を彩ってきた名曲「Eうた」をテーマにした歌とドラマからなる『Eうた♪ドラマ 歌のおじさん Eたん』を4日連続、1日10分枠にて放送。音楽パートの「Eうた」カバー企画には、岡崎体育、H ZETTRIO、Perfume、JUJU、Sexy Zone、日向坂46、Little Glee Monster、Creepy Nutsの8組が参加した（ドラマパートについては2019年のテレビドラマ (日本)を参照）[532]。
- 23日
  - NHK総合、いずれも【教養・バラエティ】
    - 22時台にて、お笑い芸人がニュースをネタにして新作コントを披露する『時事ネタ王2019〜ニュースVS芸人〜』を放送。司会は千鳥（漫才コンビ、吉本興業所属）と北乃きい（女優）が担当した[533]。
    - 上述の番組に続き22時50分 - 23時19分枠でNHKの各地域局独自のローカル番組を特集・紹介する『ロックン★ローカル』を放送。宮川大輔（タレント）と謎の招き猫「にゃーカル」（声：ジミー大西〈画家〉）が番組の案内を行った[534]。

  - 【スポーツ】フジテレビ系にてこの日、プロボクシングWBA世界ミドル級王者・村田諒太（帝拳ジム）初の防衛戦となる対スティーブン・バトラー（ カナダ）戦など3試合の世界タイトルマッチの模様を横浜アリーナから中継（19時 - 21時〈一部地域は20時54分〉）。
- 24日
  - （23日深夜）【芸能・音楽】テレビ東京とエイベックスによる次世代新人アーティスト発掘オーディション番組『ヨルヤン』が、24日（23日深夜）2時50分 - 2時55分よりテレビ東京（関東ローカル）にて放送開始。番組では歌唱（ラップを含む）、作詞、楽器演奏、ダンス、振付、映像制作の各課題について、オーディション参加者の審査を行い、2020年5月又は6月に予定されている最終審査までを追う。なお番組のMCはファッションモデルの生見愛瑠が初回から務めている[535]。また、2020年1月14日（13日深夜）放送回からはお笑いコンビ・カミナリ（竹内まなぶ・石田たくみ）が新たにMCに加わり、トリオで務める[536]。
  - 【ドキュメンタリー・経済】テレビ東京系『日経スペシャル ガイアの夜明け』で、第2代ナビゲーターを10年間務めた江口洋介（俳優・ミュージシャン。2010年1月5日より在任）[537]、および2代目ナレーターを5年半務めた杉本哲太（俳優、2014年6月3日より在任）がそれぞれ同日放送回を以て勇退[538]。
- 25日
  - （24日深夜）【トーク・バラエティ】フジテレビ系にて恒例の『明石家サンタの史上最大のクリスマスプレゼントショー』（0時25分 - 2時25分）を放送。司会の明石家さんまのアシスタントを例年務めている八木亜希子が今回、線維筋痛症を発症し休養に入ったため（詳細は「その他テレビに関する話題の12月24日の項」参照）、フジテレビ並びに所属事務所ともに八木の後輩となる中野美奈子（フリーアナウンサー）が急遽代打として登板した[539]。
  - 【紀行・バラエティ】テレビ東京系『太川蛭子の旅バラ』（4月18日 - ）がこの日放送の2時間半スペシャル（18時25分 - 20時54分）を最後にわずか8か月で終了[540]。最終回は『バス旅2019ラストラン2時間半SP』と題し、福島・郡山〜銀山温泉間の旅を放送。これを以て、2007年から続いた太川陽介（歌手・俳優）と蛭子のコンビによる旅番組シリーズが13年の歴史に幕（→4月18日の出来事も参照）。
  - 【音楽・バラエティ】フジテレビ系にて、KinKi Kidsメインの音楽バラエティ『堂本兄弟』（2001年 - 2014年[注 130]）の年1回恒例の復活特番として『堂本兄弟2019 ハッピークリスマスSP』（23時 - 翌0時）を放送。KinKi Kids（堂本光一・堂本剛）、高見沢俊彦（THE ALFEE）、武田真治、DAIGO（BREAKERZ）、高橋みなみ（元AKB48）らおなじみのメンバーはもちろん、ゲストとして仲間由紀恵（女優）が2006年3月の放送以来13年ぶりに出演したほか、三浦春馬（俳優）、橋本環奈（アイドルタレント）、坂本真綾（声優・歌手）が出演[541]。
  - 【地域報道・情報・静岡県】静岡朝日テレビのローカルワイド番組『とびっきり!しずおか』のニュースコーナー担当だった広瀬麻知子（SATVアナウンサー）が第1子妊娠に伴い、年内一杯で産休に入るため、同日放送を以て卒業した[542]。
  - 【バラエティ・北海道】北海道テレビの深夜番組で、大泉洋、鈴井貴之らが出演している『水曜どうでしょう』のレギュラー放送終了後の復活第6弾企画で、6年ぶりの新作「北海道で家、建てます」が放送開始。全国各地の放送局でも順次、放送されているほか、インターネットでも有料配信される[543]。
- 26日
  - （25日深夜）【音楽】TBS系にて、小田和正（シンガーソングライター）がホストを務めるクリスマス恒例の音楽特番『クリスマスの約束2019』を放送（0時10分 - 1時40分）。前年は諸事情により放送されず、約2年ぶりに復活した[注 131] した[544]。ゲストにKAN、清水翔太、根本要（スターダストレビュー）らを迎えて放送した[545]。
  - 【音楽】日本テレビ系で年末恒例の視聴者参加特番『全日本歌唱力選手権 歌唱王』を放送（19時 - 20時54分）。第1回放送からMCを務めたウッチャンナンチャン（お笑いコンビ）のうち、内村光良が今回から外れ、相方の南原清隆のみが続投、新たに西野七瀬（女優・元乃木坂46）とのコンビで務めた。優勝は札幌市在住の女性[546]。
  - 【報道・不祥事】NHK総合『NHKニュースおはよう日本』で9日に放送された「おはBiz」コーナーにて「キャビン型ホテル」を紹介した際、利用客として登場した人物が『実際にはホテルを利用したことがない一般企業社員であった』ことが発覚した。これを受けてNHKはこの日、当該番組の公式サイトにてこの件について経緯を説明した上で謝罪を行った[547]。
- 27日
  - 【音楽】テレビ朝日系でこの日『ミュージックステーション』の年末特番として、番組史上最長となる11時間の大型特番（年末としては史上初）『MUSIC STATION ウルトラ SUPER LIVE 2019』を東京・六本木のテレビ朝日本社アトリウム（第1部）と千葉・幕張メッセイベントホール（第2部）からそれぞれ生放送した（12時 - 23時10分、途中ニュース中断あり）[548]。
  - 【アニメ】テレビ東京系の人気アニメ『妖怪ウォッチ』シリーズの最新作となる『妖怪学園Y 〜Nとの遭遇〜』（金曜18時25分 - 18時55分）をこの日から放送開始。初回（第1話）は25分繰り上げて18時 - 18時30分枠で放送。
- 27日 - 2020年1月6日 - 【スポーツ・近畿広域圏】毎日放送で『第99回全国高等学校ラグビーフットボール大会』（東大阪市花園ラグビー場）の大会期間中、その日の試合を深夜枠にてハイライトで紹介する『第99回全国高等学校ラグビーフットボール大会ハイライト』（関西ローカル、1月6日〈5日深夜〉のみTBS系列）を放送。キャスターは7年連読で大畑大介（元ラグビー選手）と小島瑠璃子（タレント）が担当[549]。なお、2020年1月5日に行われる準決勝はMBSローカルで、1月7日の決勝戦はTBS系列（13時55分 - 15時19分）でそれぞれ生中継された[550]（2020年1月に同局系CS放送・GAORAで再放送）。
- 28日
  - 【教養・科学・トーク】NHK総合にて、藤子・F・不二雄作の人気漫画『ドラえもん』[注 132] 誕生50周年企画としてこの日の19時30分 - 20時43分に『ドラえもん”誕生”50年 みんなみんなかなえてくれる♪ 〜ひみつ道具と科学〜』と題する特別番組を放送。出演は高橋茂雄（サバンナ）、粟野咲莉、山崎直子（宇宙飛行士）ら[533]（2020年1月2日、16時45分 - 17時58分の枠で再放送）。
  - 【歴史・教養・バラエティ】 テレビ朝日系では「日本人が最も愛する戦国武将は誰なのか?」をテーマにアンケート調査を行い、その結果を発表する歴史教養特番『国民10万人がガチ投票!戦国武将総選挙』をこの日の18時56分 - 23時10分に放送。司会は爆笑問題（田中裕二・太田光）が務め、東出昌大（俳優）をストーリーテラーに起用し、時代劇出演が豊富な高橋英樹、高畑淳子（共に俳優）らをゲストに迎え、日本人が愛する戦国武将を発表した[551]。
  - 【料理・トーク・バラエティ】TBS系『人生最高レストラン』の新司会者として、加藤浩次（極楽とんぼ）がこの日の放送から就任[552]。
  - 【スポーツ・公営競技】テレビ東京系『ウイニング競馬』（BSテレ東・BSテレ東4Kでも放送）司会者の一人、柴田阿弥（フリーアナウンサー、元SKE48。2017年1月5日より在任）が、「ホープフルステークス」開催当日のこの日の放送をもって、3年間務めた司会を退いた[553]。
  - フジテレビ系
    - 【料理・バラエティ】かつて一世を風靡した料理対決番組『料理の鉄人』（1993年 - 1999年）[注 133] が、令和に装いを新たにしてAIを駆使して科学×料理をテーマとして現代に甦る特別番組『料理の神様 〜AIレシピVS職人シェフ 究極の対決〜』をこの日の13時30分 - 14時55分に放送。司会（支配人）を吉田鋼太郎（俳優）が、秘書を井上清華（フジテレビアナウンサー）が、実況を伊藤利尋（同）が、解説を服部幸應（料理研究家）が、審査員を片平なぎさ（女優）、陣内智則（タレント）、足立梨花（同）の3人がそれぞれ務めた[554][555]。
    - 【トーク・バラエティ】日曜午前枠の時事トークバラエティ『ワイドナショー』が番組開始7年目にして初のゴールデンタイム進出となる年末特番『ワイドナショー年末SP 2019』（18時30分 - 21時）を放送。今回の特番のゲストとしてさだまさし（シンガーソングライター）、田村淳（ロンドンブーツ1号2号）が初出演した[556]。

  - 【情報・特番・近畿広域圏】朝日放送テレビの早朝枠情報番組『おはよう朝日です』（1979年放送開始）の40周年記念企画として9月に岩本計介（同局アナウンサー）と正木明（気象予報士）によるキリマンジャロ（ タンザニア）登山挑戦の模様を同番組内にて放映したVTRをノーカット版で構成し、『おはよう朝日です 40周年記念特別番組 キリマンジャロに挑戦 ほぼノーカット版スペシャル』と題したスペシャル番組をこの日の8時 - 9時30分に放送。番組では岩本と正木の他に井上公造（芸能評論家）、野口健（登山家）らが出演し、キリマンジャロ登山のVTRを紹介しつつその裏話を語り合った[557]。
  - 【スポーツ・公営競技】BS11の中央競馬中継『BSイレブン競馬中継 SATURDAY』及び中央競馬ハイライト番組『うまナビ!イレブン』の司会を担当した高見侑里（フリーアナウンサー、2017年1月7日より在任）が、本年の中央競馬開催最終日のこの日の放送をもって、3年間務めた司会を退いた[558]。
- 29日
  - 【バラエティ】テレビ朝日系ではこの日の22時 - 23時5分に「あの人、なんなん?」をテーマに人間をリサーチする番組『ノブナカなんなん? 年末SP』を放送。司会はお笑いコンビの千鳥と弘中綾香（テレビ朝日アナウンサー）が担当し、ゲストに高橋真麻（フリーアナウンサー）とはじめしゃちょー（Youtuber）が登場[559]。
  - フジテレビ系
    - 【スポーツ・ドキュメンタリー】『ミライ☆モンスター』のMC陣の一人だった矢作萌夏（AKB48）がこの日の放送をもって番組を卒業[560]。
    - 【スポーツ・公営競技】通常中央競馬を中継する『みんなのKEIBA』の放送枠である日曜15時枠にて、この日大井競馬場（東京シティ競馬）で開催される地方競馬最大のレース「第65回東京大賞典」を同局としては初めて中継した（地上波は関東ローカル、BSフジでも同時放送）[561]。MCは優木まおみ（タレント）と立本信吾（フジテレビアナウンサー）、実況は青嶋達也（フジテレビアナウンサー）が務めた[562]。なお、本来大井競馬の中継を行っているTOKYO MXおよび南関東地方競馬チャンネルでも通常通り放送（後者は無料放送）された。
- 30日
  - （29日深夜）【演芸・近畿広域圏】毎日放送にて毎年恒例の吉本興業所属漫才師による演芸番組『オールザッツ漫才』（0時40分 - 5時）を生放送[563]（2020年1月4日に同局系CS放送・GAORAで再放送）[564]。
  - TBS系
    - 【音楽】本年で開始61回目、さらに60周年を迎えた『輝く!第61回日本レコード大賞』を東京・新国立劇場より生放送（17時30分 - 22時）[565]。各賞ノミネートは11月16日に発表[565][566][567]。また総合司会は2年連続で安住紳一郎（TBSアナウンサー）[注 134] と土屋太鳳の2人が務めた[568]。大賞はFoorinの『パプリカ』が史上最年少で受賞したものの、労働基準法[注 135]の規定等により大賞発表時には帰路についていた[571]。大賞授賞式に受賞者が不在となったのは1994年のMr.Children以来25年ぶり[569]。
    - 【バラエティ】こちらも年末恒例のバラエティ特番『クイズ☆正解は一年後2019』を生放送（23時40分 - 翌31日1時50分、一部地域を除く）したが、今回は1月に事前収録したVTRが一部出演者による闇営業問題による影響によりまったく使えず、静止画による正解発表となる異例の展開となった[572]。

  - 【お笑い・トーク】テレビ朝日系にて年末恒例の『アメトーーク!年末5時間SP』を放送（18時30分 - 23時49分）。特別ゲストとして明石家さんまが出演、霜降り明星、草薙航基（宮下草薙）、EXITらとともに「さんまVSお笑い第7世代」と題したトークを展開した。この他、恒例の「運動神経悪い芸人」、「家電芸人」、「アメトーーク大賞2019」を放送した[573]。
- 30日・2020年1月12日 - 【教養・歴史・料理】NHKでは、日本史と食をテーマにしたエンターテインメント番組『天皇のディナー』をBSプレミアムにて放送（30日19時 - 21時）。番組では歴代天皇の食や、大正時代の宮中晩餐会の料理などを紹介。司会は谷原章介（俳優）が務め、ゲストとして大和田伸也（俳優）と福田充徳（チュートリアル）が出演[533]。総合テレビでも2020年1月12日に再編集版として放送された（19時30分 - 20時43分）[注 136]。
- 31日
  - NHK
    - 【ドキュメンタリー・追悼】総合テレビではこの日、10月22日に死去した緒方貞子（外交官、国際協力機構（JICA）元理事長、92歳没）の追悼番組として『NHKスペシャル「緒方貞子〜戦争が終わらない この世界で〜」』[注 137]（2013年8月17日放送）を10時20分 - 11時50分の枠にてアンコール放送した[574]。
    - 【音楽・芸能】大晦日恒例、70回の節目[注 138]を迎える『第70回NHK紅白歌合戦』（以下「紅白」と記す）を渋谷・NHKホールから生放送した（総合・BS4K・8K、19時15分 - 23時45分、第1・2部中間にニュース中断あり）[575][576]。司会は白組を櫻井翔（嵐、2年連続7回目・個人としては2年連続2回目）、紅組を綾瀬はるか（女優、4年ぶり3回目）[577]、総合司会を内村光良（ウッチャンナンチャン、3年連続3回目）と和久田麻由子（NHK東京アナウンス室、初）がそれぞれ務めた[578]。出場歌手は11月14日に発表[579][580]。視聴率は第1部（19時15分 - 20時55分）が34.7%、第2部（21時 - 23時45分）が37.3%で、後半の視聴率は2015年度第66回の39.2%を下回る過去ワーストの数値となった（視聴率はいずれもビデオリサーチ調べ、関東地区。世帯・リアルタイム）[581]。

  - 【スポーツ】TBS系では17時からの延べ7時間に亘り、3本のスポーツ特番（うち2本はプロボクシング中継）を編成した。
    - 17時よりプロボクシング・WBO世界フライ級タイトルマッチ・田中恒成対ウラン・トロハツ（ 中国）戦を東京・大田区総合体育館より生中継（一部地域を除く）[582][583]。
    - 18時からは同じくプロボクシング・WBO世界スーパーフライ級4階級王者の井岡一翔と、12戦無敗を誇る同級1位のジェイビエール・シントロン（ ポルトガル）によるタイトルマッチ戦を大田区総合体育館より生中継[583][584]。
    - 19時からはこの日の目玉特番となる『SASUKE2019大晦日』を放送（ - 23時55分）[585]。

  - 【スポーツ】フジテレビ系では、総合格闘技『RIZIN.20』（さいたまスーパーアリーナ）の模様を中継（18時 - 23時45分）。フジテレビが大晦日にRIZIN中継を行うのは5年連続となる[586]。
  - 【トーク・バラエティ】テレビ朝日系で18時から『ザワつく!金曜日』の4時間特番『ザワつく!大晦日 一茂良純ちさ子の会 2019全国の迷惑問題まとめてぶった斬るぞSP』を放送[586]。
  - 【音楽・ドラマ】テレビ東京系では大晦日恒例の歌謡特番『第52回年忘れにっぽんの歌』（16時 - 22時）と3年連続となる松重豊主演の人気ドラマ『孤独のグルメ 大晦日スペシャル』（22時 - 23時30分）を放送[587]。
- 31日 - 2020年1月1日未明
  - 【バラエティ】日本テレビ系にて、『ダウンタウンのガキの使いやあらへんで!』恒例の大晦日特番『笑ってはいけないシリーズ』第14弾『絶対に笑ってはいけない青春ハイスクール24時!』（18時30分 - 1日0時30分）を放送[588]。視聴率は第1部（18時30分 - 21時）が16.2%、第2部（21時 - 1日0時30分）が14.6%（ビデオリサーチ調べ、関東地区。世帯・リアルタイム）でいずれも前年を上回り、紅白歌合戦の裏番組として10年連続で民放トップをマークした[589]。
  - 【音楽】テレビ東京系とBSテレ東（2K・4K）にて、年越し恒例のクラシック音楽公演特番『東急ジルベスターコンサート2019 - 2020』を渋谷・Bunkamuraオーチャードホールから生放送（23時30分 - 1日0時45分）。本年度の司会は山本耕史（俳優）と、水原恵理、原田修佑（ともにテレビ東京アナウンサー）の3名が担当[590]。
  - 【音楽・芸能】フジテレビ系にて、ジャニーズ事務所所属歌手出演による年越し恒例の『ジャニーズカウントダウン 2019 - 2020』を東京ドームから生放送（23時45分 - 1日0時45分）。司会は国分太一（TOKIO）と井ノ原快彦（V6/20th Century）のコンビが3年連続で担当。2020年1月22日にCDデビューするSixTONESとSnow Manの2組が初出演となった[591]。
  - 【音楽・CS】フジテレビ系CS放送・フジテレビONE+TWO+NEXTにて、3局それぞれでカウントダウンライブを生中継する。ONEでは、アイドルグループ・私立恵比寿中学の『私立恵比寿中学カウントダウン学芸会「ねずみ年の幕開けはエビチュー」フジテレビONE完全生中継』（パシフィコ横浜、22時 - 1日0時45分）を、TWOでは東京・中野サンプラザからハロー!プロジェクト所属アイドルによる『Hello! Project COUNTDOWN PARTY 2019 〜GOOD BYE & HELLO!〜 第1部&第2部 中野サンプラザより生中継』（16時 - 21時・23時 - 1日2時30分）を、NEXTでは沖縄コンベンションセンター展示場から、HY、BEGIN、MONGOL800ら沖縄県出身アーティストによる『令和初 CountDown Live in OKINAWA 〜HY、BEGIN、MONGOL800 ほか〜』（18時20分 - 1日1時）をそれぞれ放送した[592]。

## その他テレビに関する話題

### 年間
- 【視聴率】日本テレビが6年連続で年間視聴率三冠（全日帯・ゴールデン・プライム）を達成（2020年1月2日に同局が発表）[593][注 139]。
- 【節目】1959年にアナログVHFで開局したテレビ局（テレビ朝日、フジテレビ、毎日放送、九州朝日放送、札幌テレビなど）の大多数が開局60周年を迎えたほか、1969年にアナログUHFで開局したテレビ局（中京テレビ、KBS京都、岡山放送、福岡放送、サガテレビなど）の大多数も開局50周年を迎えた。

### 1月
- 1日
  - 【合併】TBSグループのテレビ番組制作会社TBSビジョンやドリマックス・テレビジョン、芸能プロダクションのキャスト・プラスなど11社が、同グループ内で番組制作事業を担う中核会社TBSスパークルに吸収合併[594]。
  - いずれも【ロゴ】
    - 【兵庫県】サンテレビ（SUN、独立局）がこの年の5月で開局50周年を迎えるのを機にシンボルマークとロゴデザインを一新。神戸芸術工科大学協力のもと、学生からデザインを募った。同時に開局50周年記念キャッチコピーとして「SUNキュー!!50年」を制定[595]。
    - 【熊本県】テレビ熊本（TKU、フジテレビ系）がこの年で開局50周年を迎えるのを機に「これからも、まんなかに、くまもと」をキャッチコピーとし、新たなロゴマークを制定。新ロゴは「くまモン」の発案者であり、日本テレビ系『ZIP!』などの構成も手掛ける小山薫堂がデザインを手掛けている[596]。

  - 【その他・静岡県】静岡第一テレビ（SDT・Daiichi-TV、日本テレビ系）が開局40周年アンバサダーに、タレントの出川哲朗を起用することを発表。同局社長の桜田和之（元日本テレビプロデューサー）が、日テレ時代に出川の出世作となった『ビートたけしのお笑いウルトラクイズ』を担当していたことが縁での起用となる[597]。
- 5日 - 【訃報】1959年12月から1990年9月の約31年間にわたりTBS[注 140] 系で放送された紀行番組『兼高かおる世界の旅』[注 141] のプロデューサー・ディレクター・リポーター・ナレーターを担当した旅行ジャーナリストの兼高かおる（本名・兼高ローズ）がこの日の夜、心不全のため東京都港区内の高齢者施設で死去（90歳没）[598][599]。
- 6日 - 【訃報】1985年から1987年にテレビ朝日系で放送された『オバケのQ太郎』で主人公のQ太郎の声を担当した他、NHK総合『連想ゲーム』のレギュラー解答者として出演。さらに2千曲余りのCMソングを歌唱し「CMソングの女王」と呼ばれた女優の天地総子がこの日午後、塞栓性脳梗塞のため茨城県古河市内の病院で死去（78歳没）[600]。
- 10日
  - 【節目】NHK教育テレビジョン（Eテレ、東京）放送開始から60周年。
  - 【訃報】テレビ草創期にNHK総合で放送された『お笑い三人組』（1956年 - 1962年）に出演して人気を博し、日本テレビ系『花王ワンダフルクイズ』（1956年 - 1962年）や同系『歌のグランプリショー』（1962年 - 1970年）の司会を別名義で担当、さらには自民党の参議院議員を1期務めるなど各方面でマルチに活動した講談師の一龍齋貞鳳（別名・今泉良夫）が2016年12月27日に死去（90歳没）していたことをこの日、故人の遺族が三回忌を終えたことを理由として公表した[601]（→2016年12月の出来事も参照）。
- 11日 - 【不祥事・活動進退】前年大晦日の『第69回NHK紅白歌合戦』に初出場した男性ムード歌謡グループ「純烈」のメンバーである友井雄亮が東京都内で記者会見を行い、「週刊文春」（文藝春秋刊）で自身の交際女性に対するドメスティック・バイオレンスや金銭使い込み問題などについて報じられたことを受け、グループ脱退と芸能界引退を発表[602]。
- 12日 - 【訃報】毎日放送制作・TBS系のアニメ『まんが日本昔ばなし』[注 142] での軽妙な語りを始め、多くのテレビ番組でナレーションを担当し、また数多くのテレビドラマや映画に出演した女優の市原悦子がこの日午後、心不全のため東京都内の病院で死去（82歳没）[603][604]。
- 21日 - 【不祥事・福井県】福井テレビ（FTB、フジテレビ系）の42歳の制作部副部長の男が2017年12月、福井市内のホテルで18歳未満の女性にみだらな行為を行っていたとして福井県青少年愛護条例違反で福井県警察に逮捕。調べに対し容疑を一部否認しているが、同局は「事実関係を調査の上で厳正に対処する」とコメントした[605]。
- 22日・23日 - 【イベント・音楽】日本テレビ主催の新たな音楽ライブ企画「ROCK AX」がスタート、第1弾となるライブは両日ともTOKYO DOME CITY HALL（東京都文京区後楽）にて開催。初回出演者は雨のパレード、KEYTALK、King Gnuらが出演した[606]。
- 29日 - 【訃報】小説『桃尻娘』などで知られ、テレビの世界では1984年度フジテレビイメージキャラクターを務めたり、1980年代に一世を風靡したフジテレビの深夜番組『オールナイトフジ』から登場したおかわりシスターズとコマーシャル・メッセージ（CM）で共演した小説家・イラストレーターの橋本治がこの日、東京都内の病院で肺炎のため死去（70歳没）[607]。
- 31日
  - 【活動進退】2018年3月より産前産後休業中だった吉田明世（TBSアナウンサー、2011年入社）がこの日をもってTBSを退社[608][609]。芸能事務所・アミューズ所属のフリーアナウンサーへ転向[610]。
  - 【訃報】日本テレビ系アニメ『それいけ!アンパンマン』の主題歌「アンパンマンのマーチ」を歌唱している双子姉妹デュオ・ドリーミングのメンバーである寺田嘉代（妹）がこの日、脳出血のため死去。寺田妹の訃報は2月12日に所属事務所およびレコード会社から発表された[611]。

### 2月
- 1日
  - 【結婚】日本テレビ系『シューイチ』『世界まる見え!テレビ特捜部』、CBCテレビ制作・TBS系『健康カプセル!ゲンキの時間』などのナレーションを務める三村ロンドが、同じ事務所所属で同じくナレーターの柏田ユウリ（元中京テレビアナウンサー）と結婚したことを双方のブログで発表した[612]。
  - 【訃報】フジテレビ系アニメ『科学忍者隊ガッチャマンF』（タツノコプロ製作、1979年）を始めとするテレビアニメ作品および、アメリカの俳優クリストファー・ウォーケン出演作のテレビ放映時の吹き替えなどを担当した声優の有本欽隆（ありもと・きんりゅう、本名の読み：ありもと・よしたか）がこの日、食道がんのため死去（78歳没）[613]。
- 4日 - 【訃報】昭和30年代に一世を風靡したNHK総合のバラエティ番組『夢であいましょう』（1961年 - 1966年）や『人気スター今週のベストテン』（1973年、TBS系）などの番組台本を担当した放送作家の大倉徹也がこの日、肺がんのため死去（86歳没）[614]。
- 8日
  - 【結婚・活動進退】テレビ朝日アナウンサーの小川彩佳（2007年入社）が、この日、一般男性との結婚を発表。また2019年内にテレビ朝日を退職してフリーアナウンサーとして活動することも併せて表明[615]。小川は6月3日よりTBS系『NEWS23』のキャスターとして登板している。
  - 【訃報】経済小説を中心に、NHK大河ドラマの原作となった『峠の群像』などの歴史小説を含む数々の著作を発表し、『あすの世界と日本』（日本テレビ）のナビゲーターや『堺屋太一のビジネスリーダー』（BSフジ）のホスト（司会者）を務めるなどテレビの世界でも活動した元通商産業省官僚、元経済企画庁長官・内閣官房参与で小説家の堺屋太一が、この日、多臓器不全のため死去（83歳没）[616]。
- 9日
  - 【訃報】NET（後のテレビ朝日）・東映動画制作のアニメーション『魔法使いサリー』（1966年制作の第1作）の脚本を担当、他にも『キイハンター』（TBS系、東映制作、1968年 - 1973年）などのテレビドラマの演出も担当した映画監督の佐藤純彌がこの日、多臓器不全のため東京都内の自宅で死去（86歳没）[617]。
  - 【結婚】朝日放送テレビのアナウンサー塚本麻里衣がこの日、よしもと所属のお笑いコンビアキナの秋山賢太との婚姻届を大阪市内の区役所へ提出した[618]。
- 12日 - 【訃報】吉本新喜劇の劇団員として活動する傍ら、コメディードラマ『あっちこっち丁稚』（朝日放送テレビ）の「御寮」役で人気を博し、新喜劇退団後も『家政婦は見た!』（テレビ朝日系）や連続テレビ小説『カーネーション』（NHK）など数多くのテレビドラマに出演した女優の山田スミ子（本名・山田壽美子）がこの日午前、直腸がんのため死去（73歳没）[619]。
- 17日 - 【訃報】数々のテレビドラマに出演し、またテレビ創生期の1960年代には声優としてアメリカ映画『歴史は夜作られる』（1960年1月2日にフジテレビにて放送）のジーン・アーサーのアテレコ（吹き替え）を担当するなど幅広く活動した女優の佐々木すみ江（本名・青木すみ江）がこの日昼前自宅で突然倒れ、東京都内の病院に搬送されたが肺炎のため死去（90歳没）[620]。死去は2日後の2月19日に明らかにされた[621][622]。
- 21日 -【事件】2017年5月に日本テレビ系で放送された情報番組の画像を無断で加工し、サプリメント商品のインターネット広告に使用したとして、警視庁は著作権法違反の疑いで男2人を逮捕。調べに対しいずれも容疑を否認している[623]。
- 22日 -【訃報】上方落語の最長老落語家で、タレントとしても1960年代に放送された『てなもんや三度笠』、『ごろんぼ波止場』（朝日放送テレビ〈当時の朝日放送〉・TBS系[注 143]）などにも出演、また明石家さんまの師匠としても知られ、さんま司会のバラエティ番組出演に加え、連続テレビ小説『まんてん』『わかば』など数々のドラマで脇役を務めた笑福亭松之助（本名・明石徳三）がこの日未明、老衰のため兵庫県西宮市内の病院で死去（93歳没）[624][625]。
- 22日・25日・27日 - 【権利問題・会見】フジテレビ社長（当時）の宮内正喜は22日に行った定例会見で、日本女子プロゴルフ協会（LPGA）との放映権問題について「基本的に（放映権が）協会にあるとは認めていない」と発言。同席した常務の大多亮も「今後も誠実な話し合いを継続していく」とした[626]。一方日本テレビ社長（当時）の大久保好男は25日の定例社長会見で同問題について「議論はしているが現在も平行線のまま。協会が一方的な態度を取っており多少不安がある」と発言[627]。さらにTBSテレビ社長の佐々木卓も27日に行った定例社長会見で「もし今後の協議に進展が見られない場合は2020年以降は女子プロゴルフ中継を取りやめる可能性がある」ことを示唆した[628]。
- 27日 - 【結婚】TBSアナウンサーの高畑百合子が自身の公式ブログにおいて、2018年平昌パラ五輪アイスホッケー日本代表の堀江航と2月19日に結婚したことを発表[629]。

### 3月
- 7日 - 【訃報】 アメリカ合衆国のプロレスラーで、日本プロレス、全日本プロレスのリングで活躍し、日本ではタレントとして『金曜10時!うわさのチャンネル!!』（日本テレビ系）に出演し[注 144]、コマーシャルにも出演したザ・デストロイヤー（本名・リチャード・ベイヤー）がこの日死去（88歳没）[630][631]。
- 11日
  - 【BPO】TBS系で2017年12月に放送された『新・情報7days ニュースキャスター 超豪華!芸能ニュースランキング2017決定版』の中で、俳優・細川茂樹がパワハラを理由に事務所から契約解除されたと報じ、これに対して細川が名誉毀損としてBPOに訴えたことについて放送人権委員会は「放送倫理上問題がある」との判断を下した。ただし細川が主張していた名誉毀損についての判断は避けた。今回の決定についてTBSは「見解を真摯に受け止める」とのコメントを発表した[632]。
  - 【訃報】元TBS[注 145] アナウンサーで、報道記者やテレビ・ラジオの演芸番組のディレクター・プロデューサーなどを務め、退職後は演芸評論家として活動した川戸貞吉がこの日、直腸がんのため死去（81歳没）[633]。
- 12日 - 【訃報】朝日放送テレビ制作・テレビ朝日系『新婚さんいらっしゃい!』の番組テーマ曲を手掛けた作曲家の大野正雄がこの日夕方、肺炎のため大阪府大阪狭山市内の病院で死去（87歳没）[634]。
- 15日
  - 【結婚】フリーアナウンサーで元NHKアナウンサーの登坂淳一が、北海道在住の30歳代一般女性と9日に再婚していたことを所属事務所がこの日発表[635]。
  - 【活動進退】NHKアナウンサーで2012年1月から育児休職中だった青山祐子が同日付で退職していたことが18日に判明[636]。
- 18日
  - 【活動進退】 NHKアナウンサーの小野塚康之（1980年入局、当時：大阪局所属）がこの日付けで退局し、フリーのスポーツアナウンサーに転身したことが4月6日のスポーツ報知の報道で判明[637]。
  - 【訃報】俳優として数々の映画・テレビドラマに出演し、 アメリカ合衆国映画『パットン大戦車軍団』（1974年、日本テレビ放送版）でジョージ・C・スコットが演じたジョージ・パットン陸軍大将の吹き替え、日本テレビ系『知ってるつもり?!』（1989年10月 - 2002年3月）などのナレーションでも活動した俳優の織本順吉がこの日、老衰のため栃木県那須塩原市の病院で死去（92歳没）[638]。
- 25日 - 【訃報】NHK『きょうの料理』や『キユーピー3分クッキング（日本テレビ版）』などの料理番組にて講師として出演した料理研究家・家庭教育家の赤堀千恵美がこの日、肺炎のため死去（82歳没）[639]。
- 26日
  - 【会見】テレビ朝日はこの日行った定例社長会見で、お笑いコンビ・ダウンタウンの松本人志が24日放送のフジテレビ系『ワイドナショー』において「吉本（興業）のお偉いさんとテレ朝のお偉いさんがもめて（テレ朝を）出入禁止になった」と発言した[640] ことについて、編成担当で専務取締役（当時）の亀山慶二は「そのような認識はありませんし、吉本とテレ朝との間でもめたとの事実の確認もできません」と松本の発言を真っ向から否定した[641][642]。
  - 【活動進退・石川県】テレビ金沢（KTK、日本テレビ系）アナウンサーの馬場ももこがこの日、同局を退職し、4月からフリーアナウンサーとなることを発表[643]。
  - 【訃報】グループサウンズのザ・テンプターズのボーカルでPYGを経て、ソロミュージシャンだけでなく俳優としても活躍した萩原健一（本名・萩原敬三）が消化管間質腫瘍のため東京都内の病院で死去（68歳没）。28日に所属事務所から公表された[644]。
- 27日
  - 【賞】北海道テレビで2018年9月17日の本社移転（札幌市豊平区→中央区・さっぽろ創世スクエア）時に放送した旧本社最終クロージング（9月17日未明、16日深夜2時25分 - 2時59分）と新本社オープニング（同17日5時49分から1分間）が「第23回ITVA-日本CONTEST 2018」（国際企業映像協会主催）で社外・コミュニケーション部門審査員特別賞を受賞、この日東京都内で行われた授賞式にて発表された[645]。
  - 【訃報】元大洋（後の横浜DeNA）内野手、横浜・ロッテ監督などを歴任し、野球評論家時代はTBS専属解説者として活躍した近藤昭仁がこの日未明、敗血症性ショックのため神奈川県内の病院で死去（80歳没）[646]。

- 28日

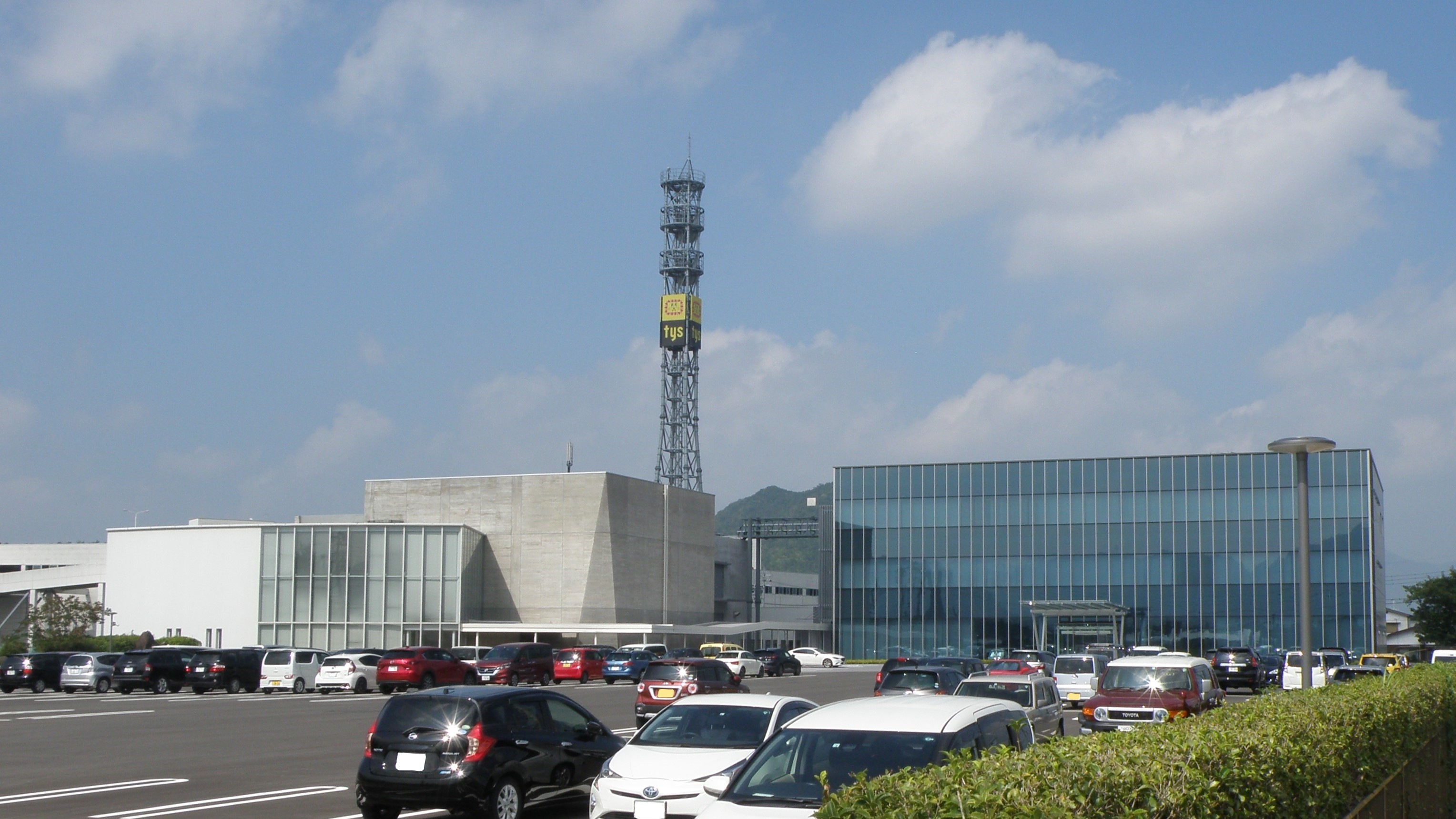
テレビ山口（tys）新社屋完成（3月28日、右側の建物。左は旧本社屋）

  - 【新社屋・山口県】テレビ山口（tys、TBS系）が創立50周年記念事業として山口市大内千坊の本社屋隣に建設を進めていた新社屋が竣工。
  - 【訃報】TBS系『不二家の時間』枠で放送された『怪物くん』（1968年、藤子不二雄Ⓐ原作、東京ムービー制作）で主役の「怪物太郎」や読売テレビ制作・日本テレビ系『巨人の星』（同年、梶原一騎・川崎のぼる原作、東京ムービー制作）の「星明子」、TBS系にて放送された『星の子チョビン』（1974年、石ノ森章太郎原作）の主人公「チョビン」の声などアニメ声優として活動、テレビではこのほか毎日放送制作・NET（後のテレビ朝日）系[注 146]『明色お笑いゲーム合戦』（1971年 - 1973年）司会、ラジオでは野沢那智（声優・演出家、2010年没）とのコンビで知られるなど、各方面で幅広く活動した声優の白石冬美がこの日東京都内の自宅で意識不明の状態で発見され病院に運ばれたが、虚血性心不全のため死去（82歳没）[647][648]。
- 29日 - 【活動進退】NHKアナウンサーの雨宮萌果（2011年入職）が、1月に篠山輝信（タレント）と婚姻したことにより、当面の間主婦業に専念することを理由として同日付で退職[649]。
- 31日
  - いずれも【活動進退】
    - 【東京キー局】
      - TBSアナウンサーの宇垣美里（2014年入社）[650] とテレビ朝日アナウンサーの宇賀なつみ（2009年入社）[651] がこの日をもって退社。宇垣は芸能事務所・オスカープロモーションに所属しフリーアナウンサー・タレントなどとして活動[652]、宇賀はフリーアナウンサーとして活動する。
      - 1971年のフジテレビ入社以来、48年間に亘りアナウンサーとして活躍した須田哲夫がこの日をもって同社を退職。以後もフリーアナウンサーとして活動する予定[653]。

    - 【神奈川県】テレビ神奈川（tvk、独立局）報道局報道部副部長・制作推進室次長でアナウンス部長も務めた三崎幸恵（1996年入社）が、この日をもって23年間在籍した同社を退職した[654]。
    - 【静岡県】静岡朝日テレビ（あさひテレビ、テレビ朝日系）アナウンサーの村田智啓（2011年入社）ならびに堺瞳（2016年に西日本放送より移籍）が揃ってこの日をもって同社を退職。村田は第二の人生へ向けて転職を志望。堺は2018年に静岡朝日テレビ報道記者と結婚し、本年夏頃に第1子出産予定であり、今後は静岡県を中心にフリーアナウンサーとして活動する意向という[655]。
    - 【大阪府】テレビ大阪（TVO、テレビ東京系）アナウンサーの千年屋俊幸（1982年同局開局時の新卒第1期生アナウンサー）がこの日をもって定年退職。以後もフリーアナウンサーとして同局『やさしいニュース』の月・火曜キャスターを引き続き担当[656]。
    - 【広島県】中国放送（RCC、TBS系）アナウンサーの泉水はる佳（2010年入社）が本年2月に結婚したことにより、この日をもって同社を退職。退職後の動向はこの時点で未定としていたが、9月よりニチエンプロダクションに所属したうえで千葉テレビ放送（チバテレ）の契約アナウンサーとして引き続き活動している[657]。

  - 【経営】株式会社アイピーシー・ワールド（1995年設立）が運営するCS放送チャンネル「TVグローボ・インターナショナルチャンネル」（スカパー!プレミアムサービスCh.514）がこの日の放送をもって廃局。放送事業から撤退。

### 4月
- 1日

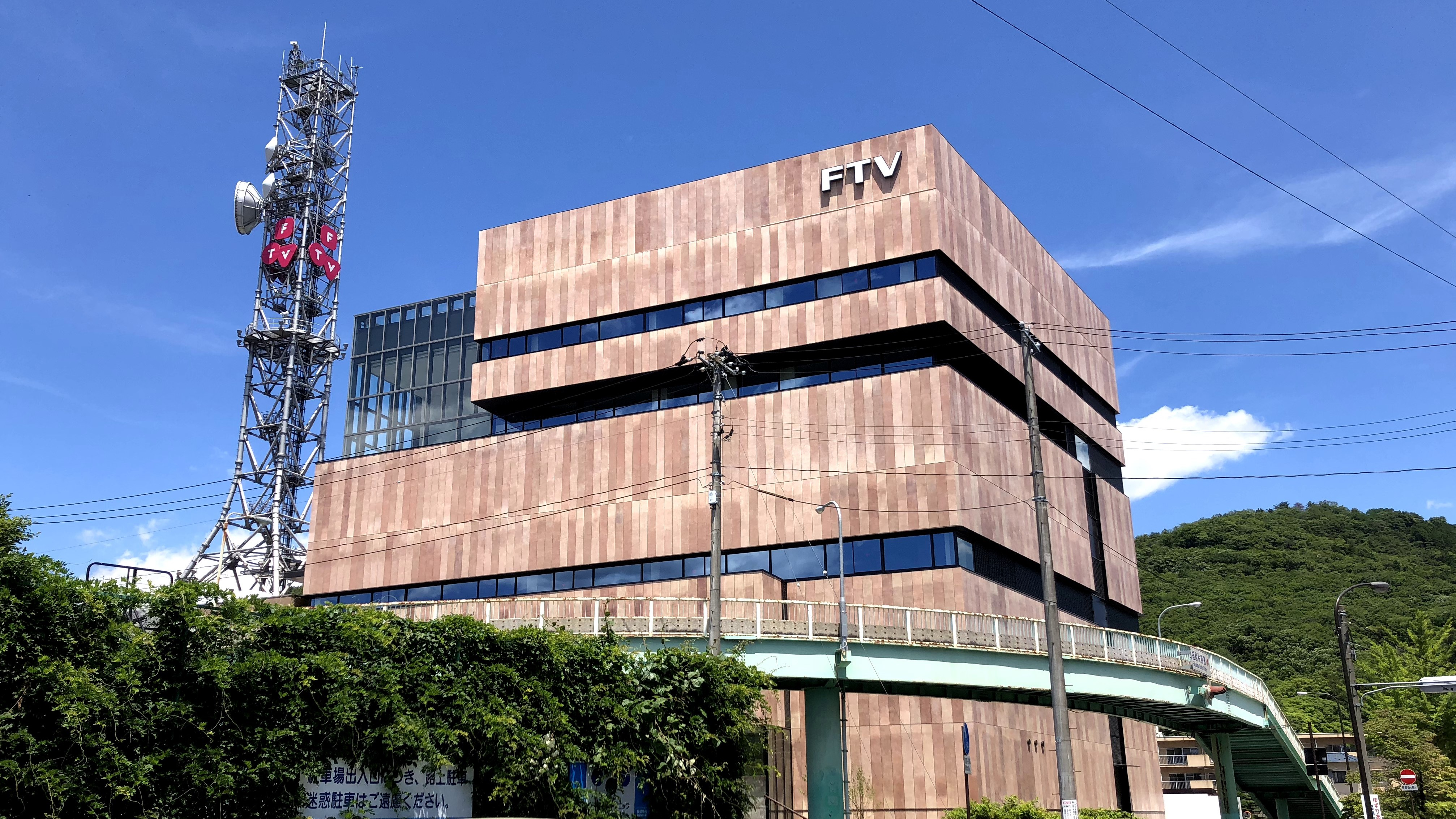
福島テレビ（FTV）新社屋

福島テレビ（FTV）の新愛称「福テレ」ロゴ

TVQ九州放送の「テレQ」ロゴ

  - 【放送持株会社】山陽放送（RSK）が商号を「RSKホールディングス」に変更、認定放送持株会社に移行するとともに、分割準備会社に事業を継承し「RSK山陽放送」が発足、RSKホールディングスの傘下に入る。放送持株会社の移行は全国で10番目[注 147] となり、大都市圏の基幹局以外では初の事例となる[注 148][658]。
  - 【新社屋・ロゴ・福島県】福島テレビ（FTV、フジテレビ系）が福島市御山町の旧本社屋（3月末まで）敷地内にて竣工した新本社屋に移転し放送開始[659]。同時に愛称を「福テレ」とし[660]、ロゴも同日制定[注 149]。
  - 【ロゴ・福岡県】TVQ九州放送（テレビ東京系）がCIを導入。呼称およびロゴをこれまでの「TVQ」から「テレQ」に変更[661]。
- 5日 - 【活動進退】テレビ朝日アナウンサーの小川彩佳（2007年入社）が、この日付にてテレビ朝日を退職[662]。→2月8日の出来事も参照
- 8日 - 【訃報】白衣姿で黒板やホワイトボードなどを使った「お色気医療漫談」でテレビの演芸番組で人気を博し、他にもテレビドラマや映画などタレント・俳優としても活動した漫談家のケーシー高峰（本名・門脇貞夫）がこの日午後、肺気腫のため福島県いわき市内の病院で死去（85歳没）[663]。
- 9日 - 【その他】NHKは、毎年大晦日恒例の『NHK紅白歌合戦』について、2021年は通常会場として使用しているNHKホールが2021年3月から約1年3か月間、耐震補強および設備更新などの改修工事により閉鎖することに伴い、東京国際フォーラムに場所を移して行うことを発表。紅白歌合戦がNHKホール以外の場所で行われるのは1972年の東京宝塚劇場以来49年ぶり[664]。
- 11日 - 【訃報】1971年から日本テレビ系で放送が開始されたテレビアニメ『ルパン三世』[注 150] の原作者として知られる漫画家のモンキー・パンチ（本名・加藤一彦）が、この日肺炎のため死去（81歳没）[665]。
- 16日
  - 【結婚・BS】日本BS放送（BS11）アナウンサーの八木菜緒が元陸上選手の柏原竜二とこの日結婚したことを自身のTwitterおよび柏原のブログを通じて発表[666]。
  - 【訃報】NHKで人形劇『新八犬伝』（総合テレビ、1973年 - 1975年）の犬山道節役や子供向け料理番組『ひとりでできるもん!』（教育テレビ、1991年 - 2006年）のクッキング役などを演じ、数々のテレビアニメ作品や外国映画のアテレコ（吹き替え）、ドキュメンタリー番組のナレーションなど多方面にわたり活動した声優・俳優の川久保潔がこの日、肺がんのため死去（89歳没）。同月22日に所属事務所より発表された[667]。
- 17日 - 【訃報】1973年から1976年に萬屋錦之介主演・日本テレビ系で放送され、以後何度も時代劇として制作・放送された漫画『子連れ狼』の原作や、1974年から1975年にフジテレビで放送された特撮ドラマ『電人ザボーガー』の原案などを手がけ、また自身の趣味でもあったゴルフで自ら司会を務めたレッスン番組『小池一夫の至美ゴルフ』（TBSテレビ）でも知られた著作家（漫画原作・小説・作詞など）の小池一夫（旧筆名：小池一雄）がこの日、肺炎のため死去（82歳没）[668]。
- 20日 - 【訃報】女性週刊誌『女性セブン』（小学館）の記者を経て、芸能リポーターとしてフジテレビ系『3時のあなた』（1968年 - 1988年）やテレビ朝日系『ワイド!スクランブル』、九州朝日放送（KBC、テレビ朝日系）『アサデス。』などに出演。さらに映画評論家としても活動した福岡翼がこの日、慢性心不全増悪のため東京都内の自宅で死去（79歳没）。訃報は10月4日になって判明。これまで本人の意思で公表を控えていた[669]。
- 26日 - 【賞】放送批評懇談会（特定非営利活動法人）は、テレビ・ラジオなどの放送番組を対象とした『ギャラクシー賞』（1963年創設）の第56回入賞作品および個人賞などをこの日発表した[670]。
- 29日 - 5月5日 - 【キャンペーン】日本テレビは、ゴールデンウィーク中のコーポレートキャンペーンとして、『ゴールデンまなびウィーク』を2018年に続いて実施。本年は新元号への改元と重なることからテーマを「新しい世界を、まなぶ。」として各番組とのコラボレーションも行った。本キャンペーンの「塾長」所ジョージ（タレント）が前年に続いて務め、「塾生」として中村倫也（俳優）、桝太一・水卜麻美（共に日本テレビアナウンサー、前者は当時）が起用された[671]。
- 30日 - 【活動進退】読売テレビで報道記者として活動し、NNNロサンゼルス支局長などを務め、2015年から同局報道局解説委員長を務めた春川正明（1985年入社）が、2019年5月1日付でプロ野球・読売ジャイアンツ編成本部次長兼国際部部長に就任するのに伴い、この日をもって34年間勤務した同社を退職[672][673]。

### 5月
- 4日 - 【訃報・宮崎県】宮崎県を中心にして活動していたローカルタレントで、『UMKスーパーニュース』（テレビ宮崎）にてスポーツコーナーキャスターを担当していたこともあるs@ko（本名：迫田訓光）がこの日死去（44歳没）[674]
- 10日 - 【結婚】テレビ朝日広報部はこの日、同社アナウンサーの竹内由恵（2008年入社）が、2019年3月末に一般人男性と結婚していたことを明らかにした[675][676]。
- 23日 - 【不祥事・福井県】福井放送（FBC、日本テレビ系・テレビ朝日系クロスネット局）の当時非常勤取締役最高顧問で元会長・社長だった87歳の男が、前日の22日夕方に福井市内で女性会社員の運転する車と衝突事故を起こし、女性にケガを負わせてそのまま逃げたとしてひき逃げの疑いで福井県福井警察署に逮捕。調べに対して容疑を否認しているが、同局は「報道機関として誠に遺憾。事実関係を調査の上厳正に対処する」とコメント[677][678]。その後5月27日に自ら非常勤取締役最高顧問を辞任した[679]。
- 29日 - 【不祥事】NHKは、2018年11月19日に国際放送・NHK Worldにて放送したドキュメンタリー番組『Inside Lens』（NHKエンタープライズ制作）の中でレンタルサービス会社を紹介した際に、番組中でレンタルサービス会社に依頼する人物として出演した者が当該会社のスタッフであったことを発表。これを受けてNHKは今後同種事案の再発防止に務めると共にNHKエンタープライズに対して「何らかの責任を取らせる」方針を検討中であることを明らかにした[680]。

### 6月
- 1日 - 【訃報】漫才コンビ「横山たかし・ひろし」（松竹芸能所属）のメンバーで、1990年代に関西ローカルで放送されていた『森脇健児の切磋たく丸!!』（朝日放送テレビ）にクイズ出題者として個人で出演するなど、バラエティ番組やコマーシャルなどテレビ界でも活動した漫才師の横山たかし（本名・山高孝）がこの日、多臓器不全のため死去（70歳没）[681]。
- 5日 - 【人事・沖縄県】琉球放送（RBC、TBS系）は、株主総会および取締役会を経て、会長の白石弘幸ならびに社長の濱田建三が退任し、取締役テレビ本部長の中村一彦を社長に昇格させる人事を承認し、発令した[682]。
- 6日 - 【訃報】フジテレビ系『HEY!HEY!HEY! MUSIC CHAMP』で音楽アドバイザーを務め、高田みづえのデビュー曲である『硝子坂』を作詩したことなどで知られた音楽家の島武実がこの日、膵臓癌のため死去（72歳没）[683]。
- 10日
  - 【活動進退】NHKアナウンサーの田中泉（2010年入局、東京アナウンス室所属）がこの日付けで退職していたことが翌11日に判明。退職の理由は不明[684]。
  - 【訃報】フジテレビ系『鉄人28号 (テレビアニメ第1作)』のナレーションやテレビ東京系『ミスター味っ子』味皇役などテレビアニメや洋画吹き替えなどに多数出演した声優の藤本譲がこの日心不全のため死去（83歳没）。同月17日に所属事務所より発表された[685]。
- 12日 - 【人事・岡山県 / 香川県】瀬戸内海放送（KSB、テレビ朝日系）は、この日付で社長の加藤宏一郎を会長に、副社長の山下誠志を社長にそれぞれ昇任させる人事を執行[686]。
- 13日 - 【訃報】NET（後のテレビ朝日）系『魔女っ子メグちゃん』（1974年、東映動画〈後の東映アニメーション〉制作）、東京12チャンネル（後のテレビ東京）『百獣王ゴライオン』（1981年、東映制作）といったアニメ番組の主題歌の作詞を担当した作詞家の千家和也（本名・村越英文）がこの日、食道がんのため死去（73歳没）[687]。
- 18日 - 【人事・中京広域圏】中京テレビ（日本テレビ系）は、この日に開催された定時株主総会ならびに取締役会にて、同社社長の小松伸生が会長に就き、キー局・日本テレビ専務取締役の丸山公夫を招聘して新社長に就任させる人事を執行[688]。
- 18日
  - 【不祥事・会見・配信】NHKはこの日開いた木田幸紀放送総局長の定例会見にて、AIを活用した番組などを担当するプロデューサーが強制わいせつ容疑で逮捕されたことを受け、番組配信サービスNHKオンデマンドにおいて、当該プロデューサーが出演した『NHKスペシャル』5番組の配信を停止することを発表[689]。
  - 【BPO・北海道】旧優生保護法のもとでの強制不妊手術の被害者への一時金の支給を巡って、札幌テレビ放送（STV、日本テレビ系）の記者に申請を促されてニュース番組で放送されたとして、強制不妊手術の被害を訴え国に損害賠償を求めている札幌市在住の男性がこの日、BPOの放送人権委員会に審理を申し立てた[690]。
- 20日 - 【人事・近畿広域圏】関西テレビは、現社長の福井澄郎が取締役相談役に退き、新社長として同じフジテレビ系列局であるテレビ愛媛の代表取締役社長を務めていた羽牟（はむ）正一を就任させる人事を執行。これに伴い、テレビ愛媛新社長には関西テレビの常務取締役を務めていた尾谷牧夫が就任した[691][692][693]。一方、再任が予定されていた常務取締役は16日に発生した自身の子息による不祥事の責任を取るかたちで取締役退任を申し出、顧問に就任したことが19日に発表された[694]。
- 21日 - いずれも【人事】
  - 【近畿広域圏】読売テレビは、この日開催された定時株主総会ならびに取締役会の承認・議決を経て、同社社長の伝川幹を会長に、副社長の大橋善光を社長にそれぞれ昇任させる人事を執行[695]。
  - 【BS】BSテレビ東京（BSテレ東）は、この日開催された定時株主総会の承認を経て、同社社長の石川一郎が退任し、新社長にテレビ東京ホールディングスおよびテレビ東京両社の専務取締役を務めていた田村明彦を就任させる人事を執行[696]。
- 23日 - 【訃報】長きにわたりNHK『きょうの料理』で講師を務め、またフジテレビ系で放送された『料理の鉄人』では番組史上初めて鉄人を破るなど放送媒体でも活動した台湾料理店店主で料理研究家の程一彦（本名・根本一彦）がこの日、滞在先の台湾・台北市内で死去（81歳没）。死去は7月16日に判明した[697][698]。
- 24日 - 【不祥事・倫理問題・活動進退】吉本興業はこの日、反社会的勢力が催した行事に事務所を通さない闇営業で参加し問題となったお笑いコンビ・雨上がり決死隊の宮迫博之らよしもと所属のお笑いタレント11名に対し、出演料の受け取りも明らかになったとして、当面の間芸能活動停止とする謹慎処分とすることを発表した。処分対象となったのは宮迫の他、ロンドンブーツ1号2号・田村亮、レイザーラモンHG、ガリットチュウ・福島善成、くまだまさし、ムーディ勝山、天津木村、2700（八十島宏行・常道裕史）、ストロベビー・ディエゴ[699]。宮迫らは7日発売の写真週刊誌で元カラテカの入江慎也（4日付で同社契約解除）の仲介で会合に参加していたことが報じられていた[700]。また同じ24日にはワタナベエンターテインメントも、同社所属のお笑いコンビ・ザブングルが反社会的勢力の会合に参加したとして、彼らに当面の間の謹慎処分を科した[701]。
- 26日
  - いずれも【人事】
    - 【東京キー局】フジ・メディア・ホールディングス（FMHD）および子会社のフジテレビは、この日開催される予定の株主総会などで両社の社長を兼任していた宮内正喜を両社の会長に、またFMHD新社長にフジテレビ専務の金光修、フジテレビ新社長に同社専務の遠藤龍之介をそれぞれ就任させ、さらにFMHD・フジテレビ両社会長を務めていた嘉納修治を同日付で関西テレビの会長に就任させる人事を承認し、発令した[691][692][702]。
    - 【中京広域圏】名古屋テレビ（メ〜テレ、テレビ朝日系）は、現社長の横井正彦が会長に、現常務取締役の狩野隆也が社長にそれぞれ昇任させる人事を執行した[703]。

  - 【訃報】1951年に新東宝の「新東宝スターレット」第1期生としてデビューし、その後は映画やドラマ出演の傍ら日本テレビ系『ごちそうさま』、フジテレビ系『クイズ!ドレミファドン!』などあらゆるテレビ番組の司会を担当し、またフジテレビ系『ゴールデン洋画劇場』の解説も務め、実生活では女優の寿美花代の夫で、俳優の髙嶋政宏・政伸兄弟の実父であった俳優の高島忠夫がこの日午後、東京都内の自宅で老衰のため死去（88歳没）[704]。訃報は同月28日に所属事務所の東宝芸能から発表された[705]。
- 27日
  - いずれも【人事】
    - 【東京キー局】
      - 日本テレビホールディングス（NTVHD）および子会社の日本テレビは、この日付で両社社長の大久保好男が両社会長に就任し、大久保の後任となる両社新社長として当時日本テレビ副社長を務めていた小杉善信を就任させる人事を執行[706]。
      - テレビ朝日ホールディングス（EXHD）および子会社のテレビ朝日は、この日付で同社社長の吉田慎一が最高執行責任者（COO）を兼任し、同社副社長にテレビ朝日社長の角南源五を就任させる人事を行った。尚、同日付にて角南はBS朝日社長も兼任すると共に角南の後任となるテレビ朝日社長には専務の亀山慶二を昇格させる人事も発令[707][708]。

    - 【埼玉県】テレビ埼玉（テレ玉、独立局）は、この日の株主総会を経て代表取締役社長の平本一郎が代表権を保持する会長に、専務取締役の川原泰博が社長にそれぞれ就任する人事を執行[709]。
    - 【静岡県】テレビ静岡（テレしず、フジテレビ系）は、現社長の小林豊が取締役相談役に退き、新社長にキー局・フジテレビの執行役員（元同社解説委員長）を務めた若松誠を就任させた[710][711]。
    - 【中京広域圏】東海テレビ（フジテレビ系）は、現会長の石黒大山が相談役に退き、新会長に現社長の内田優、新社長に現専務取締役の小島浩資を昇任させる人事を執行[712]。

  - 【活動進退】落語芸術協会は、この日開催した総会と理事会において、前会長の桂歌丸（2018年7月没）の死去後不在となっていた会長職に、日本テレビ『笑点』の司会としても知られる春風亭昇太を選出し就任したと発表。併せて副会長には春風亭柳橋も就任した[713]。
  - 【不祥事・倫理問題・活動進退】吉本興業は、お笑いコンビ「スリムクラブ（真栄田賢、内間政成）」が3年前に闇営業で暴力団関係者のパーティーに出席したとして、無期限謹慎処分とすることを発表。これを受け、真栄田がレギュラー出演している『探偵!ナイトスクープ』を制作している朝日放送テレビは「8月2日放送分まで収録済みなので、出演部分に配慮しながら再編集して放送する」と発表[714]（→お笑い芸人による闇営業問題も参照）。
- 28日 - 【人事・山梨県】テレビ山梨（UTY、TBS系）は、この日執行した役員人事に於いて、1997年（平成9年）より22年間同社社長を務めた金丸康信が勇退して取締役相談役に就き、新社長に専務取締役の原田由起彦を昇格させた[715][716]。
- 30日 - 【活動進退・兵庫県】元AKB48メンバーで、2017年6月からサンテレビの契約アナウンサーとして活動していた中村麻里子が「一身上の都合」を理由にこの日をもって同局を退社[717]。

### 7月
- 1日 - 【人事・活動進退・北海道】札幌テレビ放送（STV、日本テレビ系）は同局アナウンサー木村洋二（1982年入社）を同日付で子会社のSTVラジオへ出向させると共に、同ラジオ取締役兼エグゼクティブアナウンサーに就任させる人事を発令[718]。なお、木村がレギュラー出演している同局制作テレビ番組『どさんこワイド』および『1×8いこうよ!』（後者は一部系列局および独立放送局でも遅れネットで放送）は、これまで通り出演する。
- 8日 - 【訃報】日本テレビ系『竹村健一の世相講談』[注 151] やフジテレビ系『竹村健一の世相を斬る』でメインを務め、また『…世相を斬る』の後継番組となる『報道2001』でもレギュラー出演した他、パイプをくわえながら関西弁を駆使したユニークなキャラクターで大日本除虫菊（金鳥）「キンチョール」やアデランスなどのCMにも出演した評論家の竹村健一がこの日の夜、多臓器不全のため東京都内の病院で死去（89歳没）。死去は7月11日に判明した[719][720]。
- 9日 - いずれも【訃報】
  - 芸能事務所・ジャニーズ事務所のオーナー・社長として初代ジャニーズ、郷ひろみ、田原俊彦、近藤真彦らのタレントやアイドルグループを育成し、また同事務所所属タレントが出演するテレビ番組などにもプロデューサーとして関わった芸能プロモーターのジャニー喜多川（ジョン・ヒロム・キタガワ）が、この日夕方東京都内の病院で解離性脳動脈瘤破裂によるくも膜下出血のため死去（87歳没）[721]。
  - 1970 - 80年代にかけてグラビアアイドルや女優として活動し、タレントとしてもTBS系『歌う新人王決定戦』（1973年）の司会を担当するなど幅広く活動し、実生活では俳優の三浦浩一の妻で、夫婦でCM共演もした女優の純アリス（本名・三浦雅璃子）がこの日、病気のため死去（66歳没）[722]。
- 13日 - 8月25日 - 【イベント】テレビ朝日の夏恒例イベントで、6年目となる『テレビ朝日・六本木ヒルズ 夏祭り SUMMER STATION』が東京・六本木ヒルズ（同局本社とその周辺）にて開催された[723]。
- 17日 - 【その他】SMAPのメンバーだった香取慎吾、草彅剛、稲垣吾郎の3名（2017年よりCULEN所属）について、旧所属先のジャニーズ事務所が各局に対し番組などに出演させないようにするなど圧力をかけていた疑いで公正取引委員会が「私的独占の禁止及び公正取引の確保に関する法律（独占禁止法）に抵触する」として同事務所を調査し、注意していたことがこの日までに判明[724]。同事務所は公式サイトで調査に入った事実を認めたものの、3人に対しては「圧力をかけた覚えはない」として否定した[725]。
- 18日 - 【事件・京都府】『涼宮ハルヒの憂鬱』（チバテレ、tvk他）『けいおん!』（TBS系）『響け!ユーフォニアム』（TOKYO MXほか）などのテレビアニメを制作したことで知られるアニメ制作会社京都アニメーションの、京都市伏見区にある第1スタジオが放火を受け、同スタジオが全焼し同社従業員36人が死亡する放火殺人事件が発生[726][727]。
- 19日 - 9月1日 - 【イベント】TBSが赤坂サカス（同局本社とその周辺）で開催する夏イベントは、この年は前年までと趣向を大きく変え、『怪獣酒場 in ストロングゼロ チューハイガーデン』として開催された。
- 24日
  - 【オリンピック・キャンペーン】2020年東京オリンピックの開幕まで1年となったこの日、民放各社による五輪共同プロジェクトとして『一緒にやろう2020』の展開が発表された。全国の民放各局が五輪に向けて一致団結して様々な企画を展開していく。同日早朝から各局番組出演者・登場キャラクターが出演した動画が公開されているほか、プロジェクト応援ソングは桑田佳祐（サザンオールスターズ）が担当することも発表された[728][729]。
  - 【スポーツ・音楽】NHKはこの日開かれた放送総局長木田幸紀の定例記者会見にて、2019年ラグビーワールドカップを始めとするラグビー中継のテーマソングとして、『ECHO』（作詩・作曲：今井了介、歌唱：Little Glee Monster）を使用することを発表した[730]。
  - 【訃報】1954年に俳優座所属の俳優としてデビューし、後に週刊誌記者・スポーツ新聞競馬記者を経て競馬評論家に転身し、テレビ東京系『土曜競馬中継』→『ウイニング競馬』（後者はBSテレ東でも放送）の解説を長らく務めた原良馬（本名・荻原昻）がこの日の朝、病気のため千葉県内の自宅で死去（85歳没）[731][732]。
  - 【不祥事・福岡県】テレビ西日本（TNC、フジテレビ系）の営業局北九州支局長を務める50歳の男が、路線バスに乗り合わせた男性を降車後に後ろから突き飛ばし顔を数回殴るなどして軽傷を負わせたとして、傷害の疑いで福岡県八幡東警署に逮捕される。調べに対し「バス待ちの列に突き飛ばすように割り込まれ納得がいかなかった」と容疑を認める供述をしており、同局は「事実関係が明らかになり次第、厳正に対処する」とコメント[733]。
- 26日 - 8月25日 - 【イベント】日本テレビの夏恒例イベント『超汐留パラダイス! -2019 SUMMER-』が東京・汐留の日本テレビタワーにて開催された。
- 27日 - 9月1日 - 【イベント】フジテレビの夏恒例イベントは『フジテレビ開局60周年記念 ようこそ!!ワンガン夏祭り THE ODAIBA 2019』と題して、例年通り東京・台場の同局本社とその周辺にて開催された[734][735]。
- 27日 - 【結婚】日本テレビアナウンサーの山本紘之が自身のInstagramにおいて、モデルの石川理咲子と結婚することを発表[736]。
- 28日 - 【訃報】『未来警察ウラシマン』（1983年、タツノコプロ制作、フジテレビ系）を始めとする数々のアニメ作品や、ヴィング・レイムス（ アメリカ合衆国の俳優）出演映画の日本語版アテレコを担当するなど幅広い活動をしていた声優・俳優の島香裕がこの日、心筋梗塞のため東京都内の自宅で死去（70歳没）[737]。
- 31日 - 【人事・活動進退・北海道】北海道テレビ（HTB、テレビ朝日系）元アナウンサーで、同局制作の深夜番組『おにぎりあたためますか』（テレビ朝日系列局の一部ならびに独立局などでも遅れネット）では、大泉洋・戸次重幸（いずれもTEAM-NACS）とともにレギュラー出演したことで知られる佐藤麻美（1998年入社、退職時は編成部所属）が、同日付を以て同局を退社。同日（30日深夜）放送の『おにぎりあたためますか』（水曜未明、火曜深夜）で退社を報告し、またこの回を以て同番組も卒業した。今後はフリーアナウンサーとして活動する[738][739]。

### 8月
- 1日 - 【健康問題・活動進退】お笑いトリオ・ネプチューンの名倉潤が頚椎椎間板ヘルニアの手術後に発病したうつ病の治療およびリハビリに専念するため約2カ月間休養することを、所属するワタナベエンターテインメントが発表[740]。なお、名倉は、同年10月11日に収録された『じっくり聞いタロウ〜スター近況（秘）報告〜』（テレビ東京系）にて現場復帰[741]。
- 2日 - 【不祥事・長崎県】テレビ長崎（KTN、フジテレビ系）の60歳の取締役報道制作局長を務めていた男がこの日の夜、自宅のある福岡市内で駐車中の車両をバッグで叩き、傷を負わせたして器物損壊の現行犯で福岡県南警察署に逮捕。調べに対し「覚えていない」と容疑を否認しているが、同局は「誠に遺憾であり被害者にお詫び申し上げる」とのコメントを発表。男は当時酒に酔っていた[742]。
- 3日 - 12日 - 【イベント】日本テレビ系『世界一受けたい授業』主催のイベントで、前年好評を博したライブステージショーの続編となる『世界一受けたい授業 THE LIVE 2019 もう一度恐竜に会える夏!』をさいたまスーパーアリーナ（さいたま市中央区、3・4日）と大阪城ホール（大阪市中央区、11・12日）の2会場にて上演。主演は芦田愛菜で、共演に八嶋智人、山崎樹範[743]。
- 3日
  - 【PR】9月1日に迫ったBS日テレ 4Kの開局に合わせ、女性アイドルグループ・ももいろクローバーZが「BS日テレ 4KPR大使」に就任することをこの日発表[744]。
  - いずれも【訃報】
    - 1960 - 1970年代にかけてNET（後のテレビ朝日）系朝のワイドショー番組『木島則夫モーニングショー』のサブ司会者や、フジテレビ系『スター千一夜』のインタビュアーなどを務めたタレントの栗原玲児がこの日、肺癌のため死去（85歳没）[745]。
    - NHK名古屋放送局制作『中学生日記』の風間先生役で知られ、また1982年 - 1986年までテレビ朝日系の主婦向けワイドショー番組『こんにちは2時』の司会も務めた俳優の湯浅実（本名・湯浅實）がこの日未明、誤嚥性肺炎のため東京都内の病院で死去（84歳没）[746]。
    - 東映動画出身で、東映から虫プロダクションに移籍した後に手塚治虫原作のフジテレビ系アニメ『鉄腕アトム』（1963年）や『リボンの騎士』（1967年）などに携わったアニメーターの中村和子がこの日死去（86歳没）[747]。
- 4日 - 【スポーツ・岡山県】米国LPGAツアー公式戦である『AIG全英女子オープン』最終日で、日本の女子プロゴルファーの渋野日向子が海外メジャー大会初出場初優勝を飾った。これを受け、渋野が2月に専属契約を結んだRSK山陽放送（TBS系）では、優勝記念の特別番組やお祝いイベントなどを開催する予定で、内容を検討していると発表した[748][749][注 152]。
- 7日 - 【結婚】フジテレビ系『ニュースJAPAN』で2002年10月から2009年9月までキャスターを務めたことで知られるフリーアナウンサーの滝川クリステルが、自由民主党筆頭副幹事長で衆議院議員の小泉進次郎と結婚することを発表。併せて妊娠していることも公表した[751]。これを受け、滝川が7月からCM出演していたキリンビール「本麒麟」は別作品に差し替えられることとなった[752]。
- 10日 - 29日 - 【スポーツ・配信】日本テレビは、8月に東京ドームで開催のプロ野球・読売ジャイアンツ主催試合を在京民放5社が運営する無料配信ポータルサイト『TVer』を介して試合開始から終了まで無料でライブ配信を実施。10日・11日の対東京ヤクルト戦、および28日・29日の対広島戦の合計4試合を配信[753]。
- 14日 - 19日[注 153] - 【イベント・スポーツ・兵庫県】1969年のサンテレビ開局と同時に放送開始、プロ野球・阪神タイガース戦の完全生中継で知られ、同局の人気長寿番組である『サンテレビボックス席』が開局ならびに番組開始ともに50周年を迎えたのを記念し、神戸市三宮の百貨店・そごう神戸店[注 154] にて『サンテレビボックス席展〜名勝負とともにふり返る完全中継の歴史〜』を開催。期間中は同番組の解説者・実況アナウンサーによるトークショーや体験ブース、また同局のマスコットキャラクターである「おっ!サン」展などを開いた[754][755]。
- 23日 - 【配信】NHKは、出演者の不祥事により、配信サービス「NHKオンデマンド」での配信を見合わせていた作品のうち、2013年前期連続テレビ小説『あまちゃん』の配信をこの日より再開。NHK広報部は「様々な準備が整ったものから再開することとしており、今回、準備が整ったため再開することとします」と説明しており、同様の理由で配信を停止している大河ドラマ『龍馬伝』（2010年放送）や『いだてん〜東京オリムピック噺〜』（放送中）など6つの作品も、調整がつき次第、順次配信を再開するとしている[756]。
- 25日 - 【訃報】1963年にTBS[注 155] 系にて放映された平井和正原作の連続テレビアニメ『エイトマン』（TCJ〈後のエイケン〉制作）の脚本・監修および、同じく1964年にTBS系にて放送された久松文雄原作の連続テレビアニメ『スーパージェッター』（TCJ制作）の脚本・監修ならびに主題歌（山下毅雄作曲、上高田少年合唱団歌唱）の作詩を手掛けたSF・推理小説作家の加納一朗がこの日、神奈川県川崎市の病院で誤嚥性肺炎のため死去（91歳没）[757]。
- 26日 - 【配信】NHKが民放公式ポータル『TVer』を経由した番組配信をこの日から開始[758]。
- 28日 - 【栄典・CM】俳優・歌手の武田鉄矢が1978年の発売当時からCM出演している東洋水産『マルちゃん赤いきつねと緑のたぬき』が「同じ俳優を起用したテレビCMを最も長い間放映し続けている商品」としてギネス世界記録に認定され、この日、武田が東京都内で行われた授与式に出席した[759]。
- 29日 - いずれも【訃報】
  - 俳優として1981年度上半期のNHK連続テレビ小説『まんさくの花』を始めとする数々のテレビドラマに出演し、1973年にTBSで放送されたフランス映画『影の軍隊』にてポール・ムーリス（フランス語版）の吹き替え（アテレコ）を担当した俳優・声優の生井健夫が、この日午前、病気のため死去（89歳没）[760]。
  - 声優として『エイトマン』（1963年、TBS・TCJ）や『アストロガンガー』（1972年、日本テレビ・宣弘社）に出演し、1970年代に『8時だョ!全員集合』（TBS）に登場し一世を風靡したキャラクターであるジャンボマックスの声を当てるなどマルチに活動した俳優・声優の依田英助がこの日、肺炎による心不全のため死去（91歳没）。訃報は2ヶ月半後の11月15日に所属の東京俳優生活協同組合より公表された[761]。

### 9月
- 1日

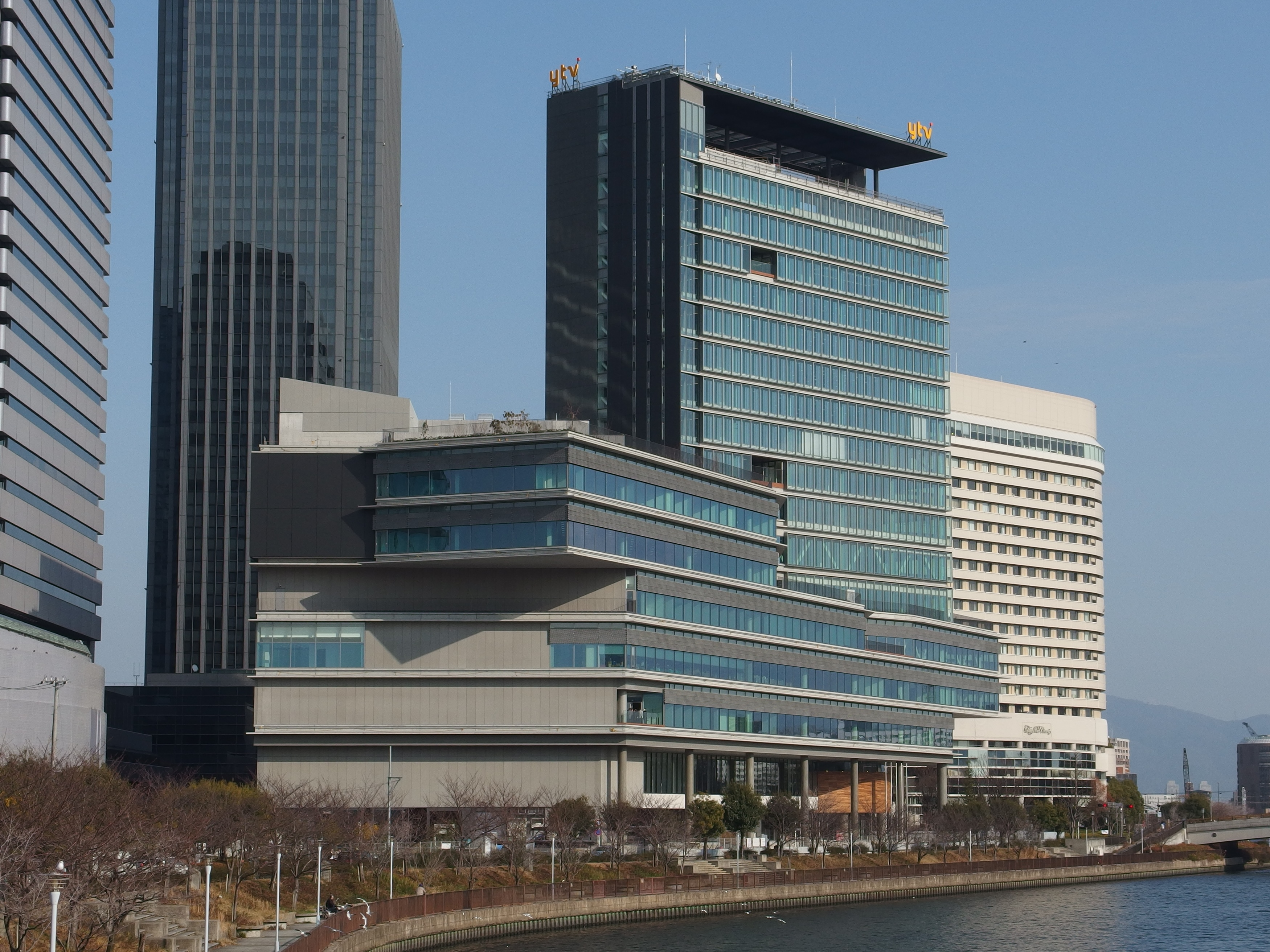
読売テレビ新社屋

  - 【開局】BSデジタル4K・8K放送のBS日テレ 4Kが、この日正午から本放送開始。前年12月に放送開始したNHK BS4Kや他のキー局系BS局などから9か月遅れる形でようやく開局と相成った[注 156]。なお、同局PR大使を務めるアイドルグループ・ももいろクローバーZ（→8月3日の出来事も参照）がメインの生放送特番[313] をはじめとした多彩な開局記念特番を放送（→「テレビ番組関係の出来事・9月1日」も参照）。
  - 【新社屋・準キー局】読売テレビがこの日、大阪府大阪市中央区城見1丁目（旧シアターBRAVA!跡地を含む）の新本社屋（3代目）へ移転し放送開始[763][764]。建物は1月31日に完成し引き渡しを受け、2月4日に竣工式を行った[764]。
- 2日 - 【訃報】小説『塀の中の懲りない面々』シリーズの原作者であり、本名の安部直也名義で日本テレビ系『ゴールデン・キックボクシング』中継（1970年 - 1976年）の解説者を務めるなど、異色の経歴を持ちメディアでの活動も盛んだった小説家の安部譲二がこの日、急性肺炎のため死去（82歳没）[765]。
- 3日 - 【訃報】産経新聞記者を経て経済評論家として活動し、テレビ朝日系『やじうまワイド』のコメンテーターとしてテレビ番組にも出演した長谷川慶太郎がこの日、病気のため死去（91歳没）[766]。
- 6日 - 【配信】北海道胆振東部地震から1年を迎えるにあたり、北海道放送（HBC）では、突然やってくる災害に備えるべく防災というテーマに特化した動画配信サービス「北海道防災チャンネル」を開設[767]。
- 9日 - 【活動進退】TBSアナウンサーの林みなほ（2012年入社）が同日付で退社。11日に林本人が講談社の出版イベントの司会を務めた際に自ら公表[768]。その後、11月11日にプラチナムプロダクションと所属契約を締結して同社専属のフリーアナウンサー・タレントとして活動していくことを表明した[769]。
- 15日 - 【訃報・静岡県】静岡放送（SBS、TBS系）と静岡新聞社の両社の代表取締役会長を兼任した松井純がこの日の朝、病気のため静岡市駿河区の自宅で死去（84歳没）[770]。
- 18日 - 【スポーツ・キャンペーン】NHKは同日の放送総局長定例会見にて、2日後に開幕を控えたラグビーワールドカップ、2020年の東京オリンピック・パラリンピックといった国際的大型スポーツイベント開催へと続く秋から翌2020年夏にかけて『「世界を応援しよう!」 プロジェクト』を実施することを発表。今後はラグビーW杯中継や各番組と随時連携する形でプロジェクトを推進していくこととしている[771]。
- 22日 - 【結婚】テレビ朝日アナウンサーの三上大樹が、大分朝日放送（OAB、同系）の元女性アナウンサーと結婚していたことがこの日判明[772]。
- 24日 - 【訃報】予備校の英語講師として独特の風貌から「金ピカ先生」として知られ、日本テレビ系『天才・たけしの元気が出るテレビ!!』に出演するなどタレントや教育評論家としても活動した佐藤忠志が、この日東京都内の自宅で倒れているのが発見され死亡が確認された（68歳没）[773]。
- 29日 - 【訃報】日本を代表するソプラノ歌手として知られ、『NHK紅白歌合戦』にも1987年から1990年にかけて4年連続で出場、またテレビ神奈川（tvk、独立局）『佐藤しのぶ 出逢いのハーモニー』ではパーソナリティを務めた声楽家の佐藤しのぶがこの日死去（61歳没）。訃報は10月3日に公表された[774]。
- 30日 - いずれも【活動進退】
  - 【東京キー局】
    - テレビ朝日に2008年入社、『ミュージックステーション』司会や『報道ステーション』スポーツコーナーなどを務めたアナウンサーの竹内由恵が「3月に結婚した夫（医師）の仕事の都合で東京から離れることになり、アナウンサーの仕事との両立が難しくなった」として、同日付で退社した[353]。
    - フジテレビに1987年入社、主に情報・ワイドショー番組を中心に活躍したアナウンサーの笠井信輔も同日付で退社。前週まで出演していた『情報プレゼンター とくダネ!』メインキャスターの小倉智昭と同じ事務所「オールラウンド」所属のフリーアナウンサーに転身[352][775]。

  - 【愛知県】テレビ愛知（TVA、テレビ東京系）アナウンサーの宇野名都美（2015年入社）が結婚のため同日付で同局を退社。退社は同月15日の自身のブログで公表した[776]。

### 10月
- 1日 - 【社名変更・新潟県】新潟総合テレビ（NST、フジテレビ系列）は、この日より社名を「株式会社NST新潟総合テレビ」に変更[777][注 157]。
- 6日 - 【訃報】「カネやん」の愛称で親しまれ、国鉄スワローズ（後の東京ヤクルトスワローズ）・読売巨人軍の投手として通算400勝を達成、監督としてはロッテオリオンズ（後の千葉ロッテマリーンズ）を率いて1974年に日本一に輝き、現役引退後はフジテレビ（1979年 - 1981年）[注 158]・日本テレビ（1981年 - 1989年）の専属野球解説者を務め、『金田正一のゴルフツアー』（日本テレビ）などの番組や、ロッテガム[注 159] や全日警[注 160] などのテレビCMに出演するなどタレントとして活動、私生活では俳優の金田賢一の父としても知られた金田正一が、この日急性胆管炎による敗血症のため死去（86歳没）[778]。
- 7日
  - 【訃報】NHK『みんなのうた』で放映された楽曲『ビビディ・バビディ・ブー』などのアニメーション映像を手掛け、日本テレビ『今夜は最高!』（1981年 - 1989年）や毎日放送・TBS系『サワコの朝』のタイトルロゴを手掛けた他、映画監督など幅広く活動、私生活では平野レミ（料理研究家・タレント）の夫で、ロックバンドTRICERATOPSのボーカル和田唱の実父としても知られたイラストレーターの和田誠がこの日、肺炎のため東京都内の病院で死去（83歳没）[779]。
  - 【不祥事・宮城県】 東北放送（TBC、TBS系）の56歳の技術局制作技術部専任部長の男がこの日夕方、仙台市青葉区内で酒気を帯びた状態で車を運転中、タクシーや回送中の路線バスなど4台に衝突する事故を起こし、バスの運転手に軽いけがをさせて通報で駆けつけた宮城県警仙台北署員に現行犯逮捕。男の呼気からは基準値の4倍を超えるアルコールが検出された。同局は「社員が逮捕されたことは誠に遺憾。厳正に対処した上で再発防止に努める」としている[780][781]。同局では2018年11月にも当時報道制作局スポーツ部専任部長の男が酒気帯び運転容疑で逮捕される不祥事を起こしている[781]。
- 9日 - 【人事・近畿広域圏】読売テレビは6月21日付で社外監査役に就任していた八木誠（関西電力会長）が、高浜町元幹部から関西電力幹部らに対して行われた一連の金品授受問題の責任を取る形で一切の公職を辞したことを受け、この日付で八木からの社外監査役辞任申し入れを受理したことを発表した[782]。
- 10日 - 【訃報・鹿児島県】南日本放送（MBC、TBS系）の専属タレントとして長きにわたり活動し「むっちゃん」の愛称で親しまれ、ローカルバラエティ『どーんと鹿児島』など同局のテレビ・ラジオで活動した猪俣睦彦がこの日、大腸がんのため死去（73歳没）[783]。
- 12日 - 【訃報】俳優としてTBS系『サインはV』（1969年 - 1970年、1973年 - 1974年）の「牧圭介」役や同『ウルトラマン80』（円谷プロダクション制作。1980年 - 1981年）の「オオヤマ隊長」役などドラマ・映画・舞台などで活動し、また総合感冒薬「コンタック」（グラクソ・スミスクライン）のCMでコミカルな役を演じ人気を博した俳優の中山仁（本名・中山仁平）がこの日夕方、東京都内の自宅で肺腺がんのため死去（77歳没）。訃報は約1ヶ月後の11月11日に所属事務所が遺族と相談のうえで発表した[784]。
- 13日 - 【訃報】1983年にフジテレビ系（土曜18時台アニメーション枠）にて放送されたSFコメディアニメ『ななこSOS』（国際映画社製作）の原作者である漫画家の吾妻ひでお（本名・吾妻日出夫）がこの日、食道がんのため死去（69歳没）[785]。
- 16日
  - 【BPO】BPOの放送人権委員会はこの日、2018年7月6日にフジテレビ系で放送された『FNN報道特別番組 オウム松本死刑囚ら死刑執行』について審理入りすることを発表（15日付で決定）。同報道特別番組については、オウム真理教事件の元死刑囚松本智津夫（麻原彰晃）の三女が「人の命を奪う死刑執行をショーのように扱った」として遺族の名誉感情を害されたとして申し立てていた[786]。
  - 【結婚】NHKアナウンサーの石橋亜紗（東京アナウンス室所属）が、新潟局（QK）所属のアナウンサー北嶋右京と結婚していたことがこの日判明[787]。
- 17日 -【スポーツ・音楽】日本テレビ系で中継の『第37回全日本大学女子駅伝』（10月27日）と『第5回さいたま国際マラソン』（12月8日）両大会の応援ソングとして、シンガーソングライターの山本彩（元NMB48）が作詞・作曲し歌唱・演奏する「TRUE BLUE」の採用を発表[788]。
- 22日 -【サービス・愛媛県】南海放送（RNB、日本テレビ系）で「第2ワンセグ放送サービス」放送開始。これまでにはNHK「ワンセグ2」、独立局ではTOKYO MXなどが行っているが、5大系列では初の事例[789]。
- 24日 - 【訃報】宝塚歌劇団を経て、『娘たちはいま』（1967年、TBS）など数々のテレビドラマに出演し、ヤマハ発動機「パッソル」などの数々のコマーシャルにも出演した女優の八千草薫（本名・谷口瞳）がこの日朝、膵臓がんのため死去（88歳没）[790]。
- 26日 - 【不祥事・活動進退】吉本興業はこの日、税務申告漏れが発覚した徳井義実（お笑いタレント、チュートリアル）が当面芸能活動を自粛することを発表した[791]（→こちらも参照。また→10月下期の番組関係の出来事も参照）。
- 28日 - 【訃報】1994年10月から1年間、フジテレビ系『笑っていいとも!』の金曜レギュラーとして出演、TBS系情報番組『ジャスト』のコメンテーターを務めるなどテレビ界でも幅広く活動した料理研究家・和服デザイナーのきよ彦（本名・大堀清日古）がこの日死去（69歳没）[792]。
- 30日 - 【訃報】テレビ朝日系・東映制作スーパー戦隊シリーズ第9作『電撃戦隊チェンジマン』（1985年）など数々の映画やテレビドラマに出演し、悪役俳優として人気を博す一方、タレントとしてもフジテレビ系『笑っていいとも!』などにレギュラー出演した俳優の山本昌平がこの日、東京都内の病院で死去（82歳没）。訃報は1か月後の11月28日に公表された[793]。
- 31日
  - 【活動進退・近畿広域圏】2013年に毎日放送入社、同局『痛快!明石家電視台』や『プレバト!!』（TBS系）のアシスタントMCなどを務め、9月まで『ミント!』を担当したアナウンサーの豊崎由里絵が、3月の産休復職後に自らの家庭と職業に対する価値観が変わったことなどを理由に同日付で退社[354]。なお、豊崎は退職後、フリーアナウンサーとして活動[354]。
  - 【訃報】俳優として数々のテレビドラマ・映画・舞台に出演し、フジテレビ系テレビアニメ『まえがみ太郎』のナレーションや1974年にNETテレビで放映されたアメリカ映画『イージー・ライダー』ではデニス・ホッパーの吹き替えを担当するなど幅広く活動した山谷初男がこの日、間質性肺炎のため死去（85歳没）[794]。

### 11月
- 4日 - 10日 - 【キャンペーン】日本テレビで秋恒例の週間キャンペーン「カラダWEEK」を実施。5回目のこの年は「すごいよ!カラダって」をテーマに、健康、美容、食生活、運動、医療にまつわる企画を各番組やイベントなどで展開。キャプテンは上田晋也（くりぃむしちゅー）が5年連続で務め、マネージャーはチョコレートプラネット（お笑いコンビ）と橋本環奈（女優、タレント）がそれぞれ務めた[795][796]。
- 11日
  - 【結婚】毎日放送アナウンサーの玉巻映美がこの日、自身のInstagramにて一般会社員の男性と結婚したことを明らかにした[797]。
  - いずれも【訃報】
    - 1960年代後半に結成された漫才コンビ『Wヤング』のメンバーであり、1970年代にはNHK大阪放送局製作の演芸番組『土曜ひる席』にてWヤング（中田治雄とのコンビ【第一次Wヤング】）として準レギュラー出演したのを始め、数々のテレビ番組に出演した漫才師の平川幸男（本名・平川幸朗）がこの日の夜、大阪府内の病院で死去。死去は翌12日に判明した（78歳没）[798][799]。
    - 読売テレビ制作・日本テレビ系『巨人の星』（1968年 - 1971年）で川上哲治（巨人軍監督）の声を担当するなど数々のテレビアニメに声優として出演、また『キズナ食堂』（TBS系）などバラエティ番組のナレーターを担当するなど幅広く活動した声優・俳優の中村正がこの日、胆嚢炎に起因する敗血症のため死去（89歳没）[800]。
- 12日 - 【訃報】サッカー日本代表のゴールキーパーとして活躍し、選手引退後はサッカー解説や日本テレビ系『とんねるずの生でダラダラいかせて!!』で木梨憲武とのコンビで人気を博した田口光久がこの日早朝、呼吸不全のため東京都内の病院で死去（64歳没）。訃報は日本サッカー協会により発表された[801]。
- 13日 - いずれも【訃報】
  - 1960年代より『パーマン』（1967年 - 1968年、TBS系テレビアニメ版）や『アタックNo.1』（1969年 - 1971年、フジテレビ系アニメ版）などのアニメ作品をはじめ、特撮、ドラマの脚本を数多く手掛けた脚本家の田村多津夫がこの日、肺癌のため東京都内の自宅で死去（87歳没）[802]。
  - 俳優としてテレビドラマ、映画、舞台で幅広く活動し、NHK総合の情報番組『あさイチ』では火曜日の不定期特集コーナー「夢の3シェフ競演」「ハレトケキッチン」アシスタントを2013年から務め、また『戦国鍋TV 〜なんとなく歴史が学べる映像〜』（テレビ神奈川）などに出演するなどマルチタレントとしても知られた俳優の滝口幸広が、この日未明、突発性虚血心不全のため死去（34歳没）[803]。
- 14日 - 【スポーツ】NHKと日本民間放送連盟（民放連）で構成するジャパンコンソーシアム（JC）は、この日、2026年ミラノ・コルティナダンペッツォオリンピックと2028年ロサンゼルスオリンピック並びに2030年冬季オリンピック・2032年夏季オリンピックの4大会の放送権について、国際オリンピック委員会（IOC）との契約交渉の結果、4大会総計975億円で合意したことを発表した[804]。
- 15日 - 【訃報】1984年から10年間、NHK教育『NHK杯テレビ囲碁トーナメント』の司会者（聞き手）を務め、また『NHK囲碁講座』では2004年4月から9月まで講師として出演するなどお茶の間の囲碁ファンに親しまれた女流囲碁棋士（六段）の小川誠子がこの日夕方、病気のため東京都内の病院で死去（68歳没）[805]。
- 16日
  - 【不祥事・配信・CM】NHKは、NHKオンデマンドにてWEB配信していたBSプレミアムのドキュメンタリー番組『アナザーストーリーズ 運命の分岐点』についてこの日、第2代番組ナビゲーターを2016年 - 2018年の3年間務めた女優の不祥事が明るみに出たことを受け、当該女優がナビゲーターを務めた同番組の10回分について有料配信（販売）停止措置を執ったことを発表した[806]。また大手飲料メーカー・サントリーもこの不祥事を受け、YouTube上にアップしていた当該女優出演のアルコール飲料のCM動画を削除した[807] ほか、同じくCMに起用していた洗濯用柔軟剤を販売する化学品メーカー・P&GジャパンもCM差し替えの措置を講じた[808]。
  - 【新社屋・香川県】瀬戸内海放送（KSB、テレビ朝日系）が香川県高松市上之町二丁目1番43号に建設していた新社屋（高松本社）が完成[809]。
- 17日 - 【訃報】1970年代後半に資生堂のシャンプー・リンス製品『バスボン』の初代CMガールとして一世を風靡し、また『バスボンの歌』『恋人試験』などの楽曲をヒットさせるなどアイドル歌手・タレントとして活動した松本ちえこがこの日、大動脈瘤破裂のため死去（60歳没）。訃報は12月6日に判明した[810]。
- 17日 - 22日 - 【ABU】アジア太平洋地域の放送機関で構成されるアジア太平洋放送連合（ABU。日本からはNHKが参加）の第56回年次総会がこの期間、ハイアットリージェンシー東京（新宿区西新宿）を会場として行われた[811]。
- 18日 - 【訃報】「ポーラテレビ小説」『安ベエの海』（TBS系、1969年）の主演俳優として役者デビューし、数々のテレビドラマ・映画に出演、また『天才・たけしの元気が出るテレビ!!』（1985年 - 1991年、日本テレビ）などバラエティ番組にも出演した女優の木内みどりがこの日、急性心臓死のため死去（69歳没）[812]。
- 19日 - 【受信障害】この日の6時20分頃から4時間強にわたり、兵庫県神戸市や明石市、姫路市などの一部でサンテレビが映らなくなる障害が発生。同局が予備の設備を使用して復旧させた。ただし障害があった地域でも正常に放送されていた場所もあり、同局で原因を調べている[813]。
- 23日
  - 【結婚】日本テレビアナウンサーの尾崎里紗が、出身校の西南学院大学時代から交際を続けていた同校の同級生の一般会社員男性との結婚を発表した[814]。
  - 【訃報】1990年代に一世を風靡したホリプロ所属のお笑いコンビ、フォークダンスDE成子坂の一人として、フジテレビ系『タモリのSuperボキャブラ天国』（1994年 - 1996年）や『今田耕司のシブヤ系うらりんご』（1995年4月 - 9月、木曜→火曜レギュラー）などの番組に出演し、コンビ解散後は放送作家、構成作家やピン芸人などで活動した桶田敬太郎がこの日、病気のため死去（48歳没）。訃報は3ヶ月後の2020年2月27日に、自身が取締役を務めていた事務所のホームページで公表された[815][816]。死因は明らかにしていないが、お笑いコンビ・爆笑問題の太田光は2020年3月4日未明（3日深夜）に放送されたTBSラジオ『爆笑問題カーボーイ』で癌を患っていたことを明らかにした[817][注 161]（→2020年2月の出来事も参照）。
- 29日
  - 【放送事業者認定】総務省はこの日、Kawaiian TV（吉本興業傘下）、ジャパネットメディアクリエーション、BS松竹東急、ブロードキャスト・サテライト・ディズニーの4社からの衛星基幹放送事業者申請を認可し、高市早苗総務大臣から4社に対して衛星基幹放送事業者認定証を交付[818]。このうちKawaiian TVは2021年度にBSチャンネル『よしもとチャンネル』（仮称）を放送事業者として開局する方針を示した[819]。また、ジャパネットメディアクリエーションも9月の総務省による認定決定[820] の時点で2021年に『BS Japanet Next』（仮称）を開局することを発表している[821]。
  - 【賞】西日本地区の報道各社が加盟する関西写真記者協会の「協会賞」がこの日、同協会から発表され、関西テレビのニュース番組『報道ランナー』で放送された特集2本が「テレビ・ニュース映画」の部で金賞を受賞。2月18日放送の「琵琶湖にはばたくオオワシ」が撮影部門で、8月19日に放送された「神戸大学応援団 部員ゼロからの復活劇に密着」がスポーツ部門でそれぞれ金賞に輝いた[822]。
  - いずれも【訃報】
    - 2004年から2014年にかけ、日本テレビで不定期に放送されていた対論番組『本音激論!なかそね荘』のホスト（司会）を務めていた政治家（第71代 - 第73代日本国内閣総理大臣）の中曽根康弘がこの日午前、老衰のため死去（101歳没）[823]。
    - 日本テレビ系アニメ『ルパン三世』（第1作・第3作は読売テレビ制作）の二代目石川五ェ門役（1977年 - 2010年）や『巨人の星』（読売テレビ制作）の花形満役を始め、数多くのテレビアニメや洋画の吹き替えで活躍し、俳優としてもTBS系『安堂ロイド』（2013年）などのテレビドラマに出演した声優の井上真樹夫がこの日午前、持病の狭心症悪化に伴う急性心臓死のため千葉県内の自宅で死去（81歳没）。訃報は12月2日に所属先の青二プロダクションにより発表された[824][825]。
- 29日 - 12月25日 - 【イベント】テレビ東京は、東京スカイツリータウン（墨田区押上）で、11月29日から1か月間開催されるクリスマスイベント『東京スカイツリータウンドリームクリスマス2019』に参加し、『テレ東 冬のあったかパーク in TOKYO SKYTREE TOWN』と題する自局イベントを開催。このイベントでは同局の人気番組とのコラボブースの設置や、飲食ブースでは同局の女性アナウンサーとコラボするおでん屋台を開設するなど幅広くテレ東プレゼンツイベントを展開[826]。
- 30日
  - 【インターネット】NHKはこの日、インターネットの会員制サービス「NHKネットクラブ」をこの日をもって全てのサービスを終了（一部サービスは9月30日23時で終了）した[827]。
  - 【活動進退】5月1日付でプロ野球・読売ジャイアンツ編成本部次長兼国際部長に就任した春川正明（元・読売テレビ報道局解説委員長）が、12月1日付で同職を辞し読売テレビに復帰する見込みであることがこの日わかった[828][829]。→「その他テレビに関する話題」の4月30日の出来事も参照

### 12月
- 3日 - 【結婚・福岡県】福岡放送（FBS、日本テレビ系）アナウンサーの石川愛（2015年入社）がこの日、プロサッカー・Jリーグのアビスパ福岡に所属するプロサッカー選手の篠原弘次郎と結婚したことを公表した[830][831]。
- 8日 - いずれも【訃報】
  - 日本でもNHK Eテレ（教育テレビ）及びテレビ東京系で放送されたアメリカの人気教育番組『セサミストリート』で2018年まで「ビッグバード」役を演じた俳優のキャロル・スピニーがこの日、コネチカット州の自宅で死去（85歳没）[832]。
  - 1956年から1963年まで『NHK紅白歌合戦』に7回連続出場[注 162] し、1959年放送開始当時のNHK『おかあさんといっしょ』[注 163] の初代レギュラーメンバーを務めていたジャズ・シンガーの旗照夫がこの日、敗血症のため死去（86歳没）[833]。
- 9日 - 【結婚】NHKアナウンサーの井上あさひ（2004年入局、東京アナウンス室所属）が今年の秋に一般男性と結婚していたことがこの日明らかになった[834][835]。
- 11日 - 【オリンピック・映画】国際パラリンピック委員会（IPC）、東京オリンピック・パラリンピック競技大会組織委員会、NHKの三者がこの日共同で記者会見を開き、“2020年東京パラリンピックの公式記録を映像に遺し、後世に伝える”ことを目的とした『東京パラリンピック公式記録映画』を製作することを発表。今回の記録映画製作に際してNHKが社会福祉関連の映像制作担当者らを中心として100分を目処としたテレビ番組を製作し、その番組映像をIPCが映画化したものを非営利で日本や世界各国で上映する形で進められていくことが明らかにされている[836]。
- 12日 - 【訃報】東映映画『仁義なき戦い』（1973年公開）や『前略おふくろ様』（日本テレビ系）、『新・夜明けの刑事』『明日の刑事』『スクール☆ウォーズ』（以上、TBS系）、『特命係長 只野仁』『はぐれ刑事純情派』（ともにテレビ朝日系）など映画・テレビドラマに多数出演した他、フジテレビ系『くいしん坊!万才』の第6代リポーターや、日本テレビ系『笑ってはいけないシリーズ』などバラエティ番組でも活動した俳優の梅宮辰夫がこの日の朝、慢性腎不全のため神奈川県内の病院で死去（81歳没）[837][838]（→こちらも参照）。
- 13日 - 【経営問題】「ティアスタジオ」名義で2018年7月期にTOKYO MX等で放送された『ロード オブ ヴァーミリオン 紅蓮の王』や今年4月期に同じくTOKYO MX等で放送された『なんでここに先生が!?』など、テレビ・劇場用アニメの制作を手掛けていたネクストバッターズサークルがこの日までに事業を停止し、事後処理を弁護士に一任していたことが12月16日に判明。月内を目処に東京地裁へ破産申請を行う見通し[839]。
- 15日 - 【訃報】共同テレビを経てフジテレビ副社長を務め、2001年からは関西テレビの社長・会長を歴任し関西テレビの名誉顧問を務めていた出馬迪男がこの日、心不全のため死去（82歳没）[840]。
- 17日 - 【健康問題】9月30日付でフジテレビを退社しフリーとなったばかりのアナウンサー笠井信輔（オールラウンド所属）が、悪性リンパ腫のため近く入院して治療に専念することが、この日明らかとなった[841]。→9月30日の出来事、および番組関連・12月下期も参照
- 23日
  - 【不祥事・宮城県】NHK仙台放送局の経理担当職員が不正な経理処理によって54万円近くの公金を着服していたことが明らかとなり、NHKはこの職員を懲戒免職に処すると共に、仙台局の該当部署職員らに減給などの処分を行い、更に会長の上田良一が30%、理事の松坂千尋が20%と役員報酬をそれぞれ1ヶ月分自主返納する措置を執った[842]。
  - 【訃報】松竹新喜劇の看板役者として人気を博し、2006年下半期のNHK連続テレビ小説『芋たこなんきん』に出演するなどテレビドラマでも活動した俳優の小島慶四郎がこの日、老衰のため死去（88歳没）[843]。
- 24日
  - 【健康問題】フリーアナウンサー（元フジテレビアナウンサー）の八木亜希子が線維筋痛症を発症し、この日より当面の間休養すると所属事務所のフォニックスが公式サイトで発表した[844]。
  - 【人事】NHKはこの日経営委員会の定例会合を開き、第23代経営委員長の石原進（2016年就任）の10日付での任期満了による退任を受け、第24代経営委員長に森下俊三委員長代行（阪神高速道路会長）を選出した[845]。
  - 【結婚】お笑いタレント・バカリズムが、アイドルグループ・でんぱ組.incの元メンバーで、芸能界引退後は実業家として活動している夢眠ねむと結婚したことを発表[846]。
- 25日 - 【結婚】フジテレビアナウンサーの安宅晃樹が自身の27歳の誕生日であるこの日、2歳年上の一般女性と婚姻届を提出し結婚したことが判明[847]。
- 26日 - 【不祥事・青森県】この日夜遅く、青森県八戸市の路上にて面識のない一般人に対して暴力行為をふるい負傷させたとして、青森県警八戸署は暴力行為をふるった日本テレビ報道局在職社員を傷害容疑で逮捕。同局は「逮捕されたことは遺憾であり、事実関係を確認した上で厳正に対処する」とコメントした[848][注 164]。
- 27日 - 【インターネット・誤報】NHKがこの日0時22分に同局ウェブサイト内ニュースポータル「NHK NEWS WEB」および、スマートフォン向け「NHKニュース・防災アプリ」にて「北朝鮮のミサイル 海に落下と推定 北海道襟裳岬の東約2000キロ」との誤ったニュース速報を配信。なお、配信されたものは訓練用の文章であり、NHKはその後速報を取り消しサイト内でお詫び・訂正したほか、総合テレビのニュースでも視聴者に謝罪し、訂正した[849][850]（→2018年1月16日の出来事も参照）。なおNHKはこの件を受けて12月30日に放送総局報道局長とおはよう日本チーフプロデューサーら4人に譴責処分を科すと共に、放送総局局長（木田幸紀）と副総局長（正籬聡）の担当役員2名が報酬1ヶ月分10%を自主返納する措置を執ったことを発表した[851]。
- 28日 - 【訃報】1980年代から1990年代にかけて一世を風靡した関西テレビ制作（フジテレビ系）演芸番組『花王名人劇場』にプロデューサーとして関わり、放送演芸作家として『やじうま寄席』（日本テレビ）、『演芸風土記』（NHK）などを手掛け、『NHK新人落語大賞』審査員も務めた放送作家・演芸ジャーナリストの神津友好がこの日、老衰のため死去（94歳没）[852]。
- 29日 - 【訃報】1963年〜1985年の22年間、NHK総合テレビで放送されていた一般参加型応募音楽番組『あなたのメロディー』[注 165]で指揮者を務め、NHK『みんなのうた』で1973年に放送された「ブランコ」の作曲を担当するなど幅広く活動していた作曲家・編曲家の一ノ瀬義孝がこの日、肺炎のため死去（87歳没）[853]。

## 周年

### 番組
| 月 | 周年 | 番組（主管局） |
| -- | ---- | --- |
| 1  | 50   | タイムショックシリーズ（テレビ朝日） |
| 1  | 25   | 胸いっぱいサミット!（関西テレビ） |
| 2  | 15   | プリキュアシリーズ（朝日放送テレビ） |
| 3  | 40   | ズームイン!!シリーズ（日本テレビ） |
| 3  | 10   | 中居正広の○番勝負!（日本テレビ） みいつけた!、すイエんサー（以上、NHK Eテレ） S☆1、ひるおび!（以上、TBS） |
| 4  | 45   | おかずのクッキング（テレビ朝日） 金曜ドラマ（TBS） |
| 4  | 40   | ドラえもん（テレビ朝日） 皇室ご一家（フジテレビ） おはよう朝日です（朝日放送テレビ） |
| 4  | 30   | NHKスペシャル（NHK総合） 渡辺篤史の建もの探訪（テレビ朝日） |
| 4  | 25   | ぐるぐるナインティナイン（日本テレビ） 開運!なんでも鑑定団（テレビ東京） めざましテレビ、はやく起きた朝は…（以上、フジテレビ） |
| 4  | 20   | 土曜スタジオパーク（NHK総合） ロンドンハーツ（テレビ朝日） 情報プレゼンター とくダネ!（フジテレビ） |
| 4  | 15   | 天才!志村どうぶつ園（日本テレビ） 報道ステーション（テレビ朝日） 週刊バイクTV、浅草お茶の間寄席（以上、千葉テレビ放送） |
| 4  | 10   | 歴史秘話ヒストリア（NHK大阪放送局 / NHK総合） 満天☆青空レストラン、スクール革命!、火曜サプライズ（以上、日本テレビ） BeauTV〜VoCE（テレビ朝日） A-Studio（TBS） たけしのニッポンのミカタ!（テレビ東京） 華丸・大吉のなんしようと?（テレビ西日本） ぐんま一番（群馬テレビ） 牧野裕のEnjoy Golf（千葉テレビ放送） BSフジLIVE プライムニュース（BSフジ・BSフジ 4K） |
| 5  | 50   | サンテレビボックス席（サンテレビ） |
| 7  | 50   | ワールドプロレスリング（テレビ朝日） |
| 7  | 30   | ビートたけしのTVタックル（テレビ朝日） |
| 7  | 15   | 水曜どうでしょうClassic（北海道テレビ放送） |
| 8  | 55   | ミュージックフェア（フジテレビ） |
| 8  | 50   | 思い出のメロディー（NHK総合） |
| 8  | 20   | ほんとにあった怖い話（フジテレビ） |
| 10 | 60   | おかあさんといっしょ（NHK Eテレ） 皇室アルバム（毎日放送） |
| 10 | 50   | サザエさん（フジテレビ） |
| 10 | 35   | カーグラフィックTV（BS朝日・BS朝日 4K） |
| 10 | 30   | 所さんの目がテン!、ダウンタウンのガキの使いやあらへんで!（日本テレビ） NEWS23、噂の!東京マガジン（以上、TBS） |
| 10 | 25   | ゴジてれChu!（福島中央テレビ） |
| 10 | 20   | 科捜研の女シリーズ（テレビ朝日） ONE PIECE（フジテレビ） ちちんぷいぷい（毎日放送） 熱血!タイガース党（サンテレビ） |
| 10 | 15   | 世界一受けたい授業（日本テレビ） クイズプレゼンバラエティー Qさま!!（テレビ朝日） 白黒アンジャッシュ（千葉テレビ放送） |
| 10 | 10   | ブラタモリ（NHK総合） 世界の街道をゆく（テレビ朝日） ホンマでっか!?TV（フジテレビ） 村口史子のグッドゴルフ（千葉テレビ放送） 鉄道・絶景の旅（BS朝日） |
| 11 | 35   | カラオケ1ばん（テレビ埼玉） |
| 12 | 60   | 輝く!日本レコード大賞（TBS） |
| 12 | 45   | FNS歌謡祭（フジテレビ） |
| 12 | 15   | 人志松本のすべらない話（フジテレビ） |

### 開局・放送開始
デジタルテレビジョン放送局の開局は2003年12月1日以降であるため、前身のアナログテレビジョン放送からの通算。
| 月 | 周年 | 放送局 |
| -- | ---- | --- |
| 1  | 60   | NHK教育テレビジョン（Eテレ）（東京）長崎放送（長崎局） |
| 2  | 60   | テレビ朝日 |
| 3  | 65   | NHK総合テレビジョン（大阪、名古屋） |
| 3  | 60   | フジテレビジョン、毎日放送（MBSテレビ） 九州朝日放送（福岡局）、日本海テレビジョン放送NHK総合（青森、鳥取、徳島）                                               |
| 3  | 50   | NHK総合、NHK Eテレ（高松、佐賀） |
| 4  | 60   | 札幌テレビ放送、東北放送、北日本放送、中国放送 四国放送、高知放送、熊本放送、南日本放送NHK総合（福島）、NHK教育（大阪）                                         |
| 4  | 55   | テレビ東京 |
| 4  | 50   | 長野放送、富山テレビ放送、石川テレビ放送、中京テレビ放送 京都放送（KBS京都テレビ）、瀬戸内海放送、福岡放送、サガテレビ テレビ長崎、テレビ熊本、鹿児島テレビ放送 |
| 4  | 40   | テレビ埼玉 |
| 4  | 25   | 鹿児島讀賣テレビ |
| 4  | 20   | とちぎテレビ |
| 5  | 50   | サンテレビジョン |
| 6  | 60   | NHK総合（山口） |
| 6  | 30   | NHK BS1 |
| 7  | 40   | 静岡第一テレビ |
| 8  | 60   | NHK総合（福井、大分） |
| 9  | 60   | IBC岩手放送NHK総合（甲府） |
| 10 | 60   | 青森放送、山口放送（周南局）、大分放送NHK総合（松江） |
| 10 | 50   | 秋田テレビ、福井テレビジョン放送 |
| 10 | 30   | テレビ北海道、テレビユー山形、熊本朝日放送 |
| 10 | 15   | NHK総合（水戸（茨城県域）） |
| 11 | 60   | 沖縄テレビ放送 |
| 12 | 60   | NHK総合（山形、秋田、帯広、釧路）山陰放送、山梨放送 |
| 12 | 50   | 青森テレビ、テレビ岩手、三重テレビ放送、テレビ愛媛 |

### ネットワーク
| 月 | 周年 | ネットワーク                                     |
| -- | ---- | ------------------------------------------------ |
| 4  | 30   | TXNネットワーク（テレビ東京系列）                |
| 8  | 60   | ジャパン・ニュース・ネットワーク（JNN・TBS系列） |
| 10 | 50   | フジネットワーク（FNS）                          |

### その他
- 1月20日 - 【生没】テレビの研究開発を手掛けた電子工学者であり、1990年放送のNHK連続テレビ小説『凛凛と』主人公のモデルで知られる高柳健次郎（1899年 - 1990年）の生誕120年。
- 4月1日
  - 【本社移転・宮城県】仙台放送（OX、フジテレビ系）が本社を仙台市太白区茂ヶ崎→青葉区上杉に移転してから15周年。
  - 【放送持株会社・社名変更・中京広域圏】CBCテレビの親会社である中部日本放送の認定放送持株会社移行により、テレビ分割準備会社（2013年5月10日設立）が株式会社CBCテレビへ社名変更・テレビ放送免許を継承してから5周年。
  - 【放送開始・東京都】TOKYO MXの24時間完全マルチチャンネル放送（TOKYO MX1・2）開始から5周年。
- 6月1日
  - 【合併・放送開始】朝日放送（当時、ラジオ単営局。後の朝日放送グループホールディングス）と大阪テレビ放送（1956年12月1日開局）の合併、朝日放送テレビ（当時は朝日放送のテレビ事業部門。2018年4月より単営）としての放送開始[注 185]から60周年。
  - 【放送開始】NHK-BSの本放送開始から30周年。
- 10月3日 - 【本社移転】TBSが本社機能を赤坂・TBS放送センター（ビッグハット）に移転[注 155]してから25周年。

## キリ番・記念回

### 帯番組
- 11111回 - 徹子の部屋（10月18日、テレビ朝日）[414][415]
- 5000回
  - 4月17日 - 情報プレゼンター とくダネ!（フジテレビ）[856]
  - 11月4日 - 東京サイト（テレビ朝日）
- 4000回 - 突撃!ナマイキTV（4月15日、東日本放送）[861]
- 2500回 - 世界の街道をゆく（11月8日、テレビ朝日）
- 2222回
  - 11月27日 - ZIP!（日本テレビ）
  - 11月29日 - ヒルナンデス!（日本テレビ）
- 2000回
  - 1月24日 - あさイチ（NHK総合）
  - 7月10日 - お願い!ランキング（テレビ朝日）
- 1200回 - シャキット!（3月7日、千葉テレビ放送）
- 1000回
  - 2月13日 - ビビット（TBS）
  - 6月20日 - なないろ日和（テレビ東京）

### レギュラー番組
- 10400回 - 世界の車窓から（3月25日、テレビ朝日）[注 186]
- 2500回
  - 4月14日 - サザエさん（フジテレビ）
  - 11月18日 - NNNドキュメント（日本テレビ）
- 2000回 - 皇室ご一家（5月5日、フジテレビ）
- 1800回
  - 4月29日 - カラオケ大賞（千葉テレビ放送）
  - 7月20日 - THE フィッシング（テレビ大阪）
- 1700回 - カーグラフィックTV（9月8日、BS朝日）[注 174]
- 1500回
  - 1月19日 - 日立 世界・ふしぎ発見!（3週連続SPの2回目、TBS）[21]
  - 2月2日 - 渡辺篤史の建もの探訪（テレビ朝日）
  - 9月21日 - よしもと新喜劇（毎日放送）
  - 9月27日 - 探偵!ナイトスクープ（朝日放送テレビ）[862]
- 1200回
  - 6月9日 - ちびまる子ちゃん（フジテレビ）[注 187]
  - 11月2日 - 王様のブランチ（TBS）
- 1000回
  - 3月1日 - 快傑えみちゃんねる（関西テレビ）[863]
  - 6月14日 - クレヨンしんちゃん（テレビ朝日）
  - 9月7日 - 山・海・漬（岩手めんこいテレビ）
- 900回
  - 3月3日 - 1×8いこうよ!（札幌テレビ）[864]
  - 6月1日 - くさデカ（テレビ静岡）
  - 6月10日 - 吉田類の酒場放浪記（BS-TBS）[注 188][865]
  - 9月1日 - ONE PIECE（フジテレビ）
  - 12月24日 - にっぽん縦断 こころ旅（NHK BSプレミアム）
- 800回
  - 3月27日 - おにぎりあたためますか（2週連続SPの後編、北海道テレビ）
  - 8月7日 - 週刊バイクTV（3週連続SPの2回目、千葉テレビ放送）
  - 12月7日 - ウドちゃんの旅してゴメン（拡大SP、名古屋テレビ）
- 600回
  - 5月9日 - 関ジャニ∞のジャニ勉（関西テレビ）
  - 12月8日 - 男子ごはん（テレビ東京）
- 500回
  - 1月11日 - A-Studio（TBS）[866]
  - 3月30日 - 満天☆青空レストラン（日本テレビ）
  - 6月15日 - SONGS（NHK総合）
  - 7月6日 - おとな旅あるき旅（テレビ大阪）
  - 10月20日 - スクール革命!（日本テレビ）
  - 10月24日 - フィッシング倶楽部（テレビ埼玉）[867]
- 400回
  - 1月4日 - 100年の音楽（テレビ東京）
  - 1月11日 - おんな酒場放浪記（BS-TBS）[868]
  - 2月7日 - VS嵐（フジテレビ）（土曜昼（バニラ気分）時代も含むと477回。）
  - 2月24日 - FOOT×BRAIN（2週連続SPの2回目、テレビ東京）
  - 4月14日
    - シューイチ（日本テレビ）
    - COOL JAPAN〜発掘!かっこいいニッポン〜（NHK BS1）[869]

  - 7月23日 - プロフェッショナル 仕事の流儀（NHK総合）
  - 10月19日 - サワコの朝（毎日放送・TBS）[870]
  - 10月26日 - LIFE〜夢のカタチ〜（朝日放送テレビ）[871]
- 300回
  - 3月5日 - ぶらぶら美術・博物館（BS日テレ）
  - 3月17日 - FAIRY TAIL（テレビ東京）
  - 5月30日 - 笑点特大号（BS日テレ）
  - 6月5日 - 今夜くらべてみました（日本テレビ）- 正式タイトル変更有。
  - 6月16日 - 相葉マナブ（テレビ朝日）
  - 6月22日 - 7つの海を楽しもう!世界さまぁ〜リゾート（2週連続SPの1回目、TBS）
  - 6月30日 - 城島健司のJ的な釣りテレビ（RKB毎日放送）
  - 8月10日 - ABChanZoo（テレビ東京）
  - 8月17日 - 所さんの世田谷ベース（BSフジ）
  - 8月22日 - 釣り百景（BS-TBS）
  - 9月4日 - TOKIOカケル（フジテレビ）
  - 10月28日 - ほっとするわ（関西テレビ）
  - 12月4日 - 美しい日本に出会う旅（BS-TBS）
  - 12月13日 - キスマイBUSAIKU!?（フジテレビ）

### 不定期・特別番組
- 120回  - 今夜も生でさだまさし（6月23日、NHK総合）
- 70回[注 189] - NHK紅白歌合戦（12月31日、NHK総合）
- 60回 - World Baseballエンタテイメント たまッチ!（4月12日、フジテレビ）
- 30回 - オールザッツ漫才（12月30日、毎日放送）
- 20回
  - 9月11日 - のどじまんTHEワールド!（日本テレビ）
  - 12月11日 - たけしの“これがホントのニッポン芸能史”（NHK BSプレミアム）
- 10回
  - 5月22日 - 鉄オタ選手権（NHK BSプレミアム）
  - 10月17日 - ドラフト緊急生特番!お母さんありがとう（TBS）

## 視聴率
15分以上の番組（パート）のみ挙げる。視聴率はビデオリサーチ調べ、関東地区・世帯・リアルタイム。その他地域別の視聴率はその他テレビに関する話題に。

### ニュース・報道番組
| 順位 | 視聴率 | 放送日                 | 番組名                     | 放送局  |
| ---- | ------ | ---------------------- | -------------------------- | ------- |
| 1    | 38.3%  | 10月12日 18:45 - 19:00 | ニュース645                | NHK総合 |
| 2    | 35.8%  | 10月12日 16:00 - 17:00 | ニュース（東日本台風関連） | NHK総合 |
| 3    | 33.3%  | 10月12日 19:00 - 19:30 | NHKニュース7               | NHK総合 |
| 4    | 30.7%  | 1月26日 19:00 - 19:30  | NHKニュース7 / 他          | NHK総合 |
| 5    | 28.5%  | 1月26日 18:45 - 19:00  | ニュース645 / 他           | NHK総合 |
| 6    | 27.4%  | 11月10日 15:00 - 16:00 | 祝賀御列の儀               | NHK総合 |
| 7    | 22.8%  | 10月22日 13:00 - 14:00 | 即位礼正殿の儀             | NHK総合 |
| 8    | 20.9%  | 1月26日 20:45 - 21:00  | ニュース・気象情報         | NHK総合 |

### スポーツ
| 順位 | 視聴率 | 放送日                 | 番組名                                                                        | 放送局     |
| ---- | ------ | ---------------------- | ----------------------------------------------------------------------------- | ---------- |
| 1    | 41.6%  | 10月20日 19:10 - 21:26 | ラグビーワールドカップ2019 日本×南アフリカ                                    | NHK総合    |
| 2    | 39.2%  | 10月13日 19:30 - 21:54 | ラグビーワールドカップ2019 日本×スコットランド                                | 日本テレビ |
| 3    | 32.8%  | 10月5日 19:15 - 21:34  | ラグビーワールドカップ2019 日本×サモア                                        | 日本テレビ |
| 4    | 32.3%  | 1月26日 19:30 - 20:45  | 全豪オープンテニス2019 女子シングルス決勝・大坂なおみ×ペトラ・クビトバ・第2部 | NHK総合    |
| 5    | 32.1%  | 1月3日 7:50 - 14:18    | ★SAPPORO新春スポーツスペシャル 第95回東京箱根間往復大学駅伝競走・復路         | 日本テレビ |
| 6    | 30.7%  | 1月2日 7:50 - 14:05    | ★SAPPORO新春スポーツスペシャル 第95回東京箱根間往復大学駅伝競走・往路         | 日本テレビ |
| 7    | 26.4%  | 1月26日 18:05 - 18:45  | 全豪オープンテニス2019 女子シングルス決勝・大坂なおみ×ペトラ・クビトバ・第1部 | NHK総合    |
| 8    | 26.3%  | 5月26日 17:00 - 18:00  | 大相撲夏場所・千秋楽                                                          | NHK総合    |
| 9    | 24.3%  | 3月23日 20:26 - 21:30  | 世界フィギュアスケート選手権2019・男子フリー                                  | フジテレビ |
| 10   | 24.1%  | 10月20日 21:26 - 21:50 | ラグビーワールドカップ2019 日本×南アフリカ                                    | NHK総合    |
| 11   | 23.2%  | 1月26日 17:02 - 18:00  | 大相撲初場所14日目 / 他                                                       | NHK総合    |
| 12   | 22.5%  | 9月28日 17:10 - 18:31  | ラグビーワールドカップ2019 日本×アイルランド・後半                            | NHK総合    |
| 13   | 22.2%  | 11月17日 22:03 - 22:25 | 世界野球プレミア12・決勝 日本×韓国                                            | テレビ朝日 |
| 14   | 21.4%  | 2月1日 22:55 - 翌1:00  | サッカーAFCアジアカップ2019・決勝 日本×カタール                               | テレビ朝日 |
| 15   | 20.6%  | 3月22日 20:11 - 21:27  | 世界フィギュアスケート選手権2019・女子フリー                                  | フジテレビ |
| 15   | 20.6%  | 9月22日 17:00 - 18:00  | 大相撲秋場所・千秋楽                                                          | NHK総合    |
| 17   | 20.5%  | 11月2日 17:45 - 20:31  | ラグビーワールドカップ2019・決勝戦 イングランド×南アフリカ                    | 日本テレビ |

### ドラマ・映画
| 順位 | 視聴率 | 放送日                 | 番組名                                                         | 放送局     |
| ---- | ------ | ---------------------- | -------------------------------------------------------------- | ---------- |
| 1    | 23.8%  | 9月9日 8:00 - 8:15     | 連続テレビ小説 なつぞら（#24-139）                             | NHK総合    |
| 2    | 22.8%  | 3月23日 8:00 - 8:15    | 連続テレビ小説 まんぷく（#25-145）                             | NHK総合    |
| 3    | 22.4%  | 10月12日 8:00 - 8:15   | 連続テレビ小説 スカーレット（#2-12）                           | NHK総合    |
| 4    | 20.3%  | 10月17日 21:00 - 22:09 | 木曜ドラマ・ドクターX〜外科医・大門未知子〜・第6シリーズ（#1） | テレビ朝日 |

### バラエティ・歌番組
| 順位 | 視聴率 | 放送日                 | 番組名                                    | 放送局     |
| ---- | ------ | ---------------------- | ----------------------------------------- | ---------- |
| 1    | 37.3%  | 12月31日 21:00 - 23:45 | 第70回NHK紅白歌合戦・第2部                | NHK総合    |
| 2    | 34.7%  | 12月31日 19:15 - 20:55 | 第70回NHK紅白歌合戦・第1部                | NHK総合    |
| 3    | 27.6%  | 8月25日 19:00 - 20:54  | 24時間テレビ 「愛は地球を救う」42・PART10 | 日本テレビ |
| 4    | 26.3%  | 8月25日 21:00 - 21:54  | 行列のできる法律相談所                    | 日本テレビ |
| 5    | 24.4%  | 8月25日 17:23 - 19:00  | 24時間テレビ 「愛は地球を救う」42・PART9  | 日本テレビ |
| 6    | 22.3%  | 11月24日 19:58 - 20:54 | 世界の果てまでイッテQ!                    | 日本テレビ |
| 7    | 20.8%  | 9月29日 19:58 - 20:54  | ポツンと一軒家                            | テレビ朝日 |
| 8    | 20.5%  | 8月24日 18:30 - 21:20  | 24時間テレビ 「愛は地球を救う」42・PART1  | 日本テレビ |
| 9    | 20.2%  | 8月25日 16:59 - 17:23  | 24時間テレビ 「愛は地球を救う」42・PART8  | 日本テレビ |